# パトロールカー

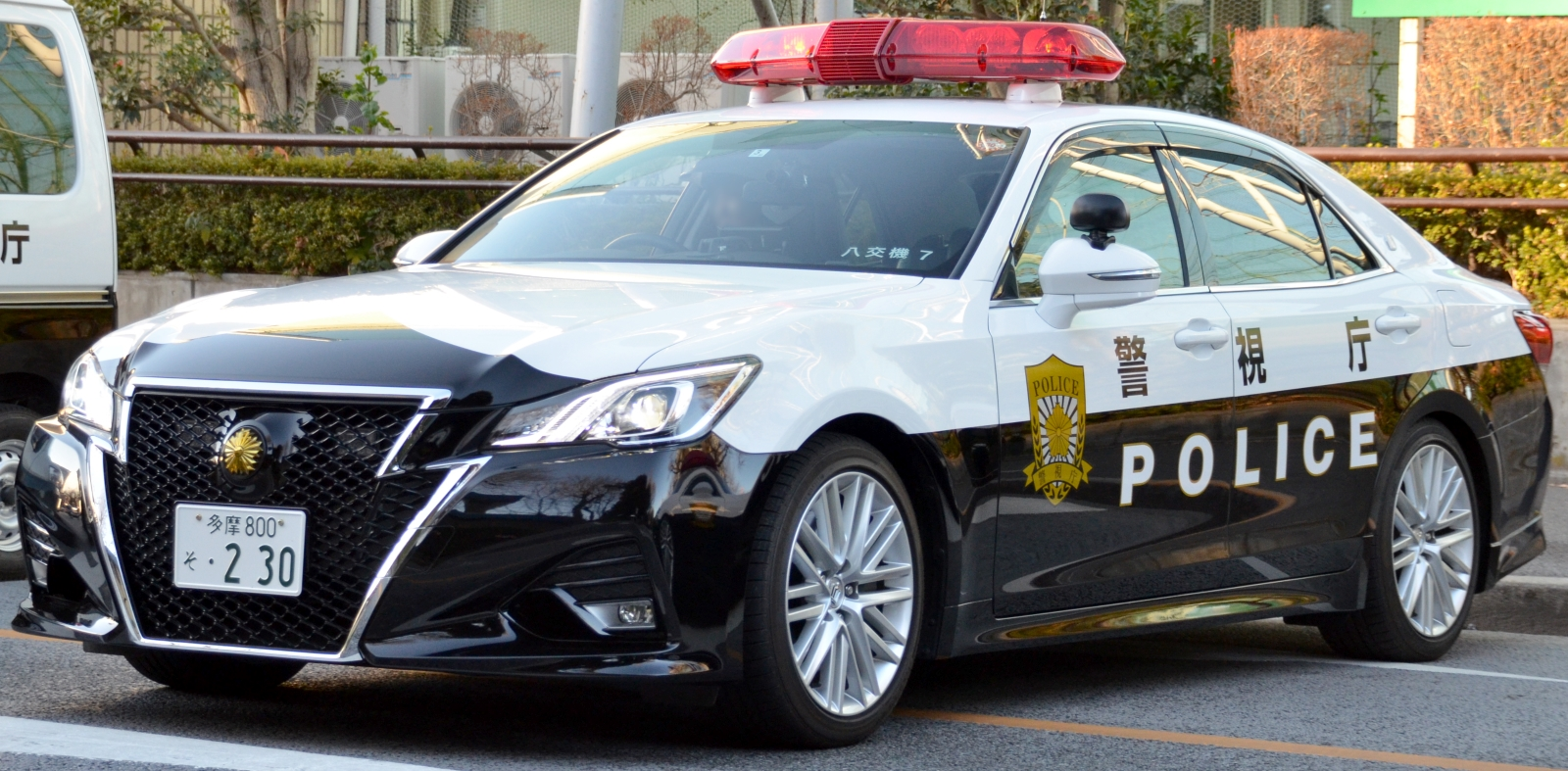
日本の交通取締用パトロールカー。車種はトヨタGRS214クラウン。色は国や地域によって異なる。

パトロールカー（英: patrol car、略称: パトカー）は、警察官が乗車して巡回を行う自動車。

## 概説
日本語における「パトロールカー」とは、犯罪の予防や検挙、交通の指導や交通違反の取り締まりを目的として、警察官が乗車して巡回する際に用いる自動車を指す。正確な呼称は「警邏用緊急自動車」（けいらようきんきゅうじどうしゃ）であるが、一般には「パトカー」という略称が広く浸透している。
なお英語では、日本語における「パトロールカー」よりもやや広い範疇を指す「police car」（警察車両）という名称や概念を用いることが一般的である。

### 各国のパトカー
警察は行政機関であるので、しっかりした自動車産業が育っている国では基本的には自国の産業を優遇すべく、自国の自動車メーカーの車種を優先的に採用しようとしている。例えばドイツではドイツ車、つまりBMWやベンツやフォルクスワーゲンなどが用いられている。フランスではフランス車であるルノーやシトロエン、プジョーなどが用いられている。ただし、自国の自動車メーカーで実用的な車種が消滅してしまったり、警察組織にもコストや環境性能が求められたりするようになると、耐久性や環境性能で優位性がある日本車が導入されることも増えているほか、韓国車を導入するケースも散見される。多くは大型セダンで、これに警察公務用装備（無線機と速度測定用レーダー）と、サイレンと拡声器、赤色や青色や緑色（国法によって異なる）の閃光灯が追加される。
イタリア警察では式典や広報、また高速道路での活動用に国産のスーパーカーを使うことがあり、大量導入が必要な現場向けには日本車を使っていることもある。2020年10月、臓器緊急輸送対応のランボルギーニ・ウラカン（LP610-4ポリツィア・ストラダーレ）が、北部のパドバから移植手術を行なう病院のあるローマまで500キロメートルを2時間強にて無給油で走破し任務を無事完遂した話は世界を驚かせた。ローマの病院にもその周辺にもヘリコプターが離着陸出来る場所がなかったため、緊急走行での陸送が選ばれたという。
アメリカ合衆国では「Marked」（日本で言うと一目で警察とわかる白黒の車両）と「Unmarked」（覆面車両）に大別される。米国の自動車メーカーのGM、Ford、クライスラー製のものが大半である。　→#アメリカ合衆国
日本では、昭和25年（1950年）6月に当時の自治体警察としての警視庁が無線警ら車を3台導入したのが最初である。その前年の1949年11月、第二次世界大戦で敗れた日本を占領統治していた連合国軍最高司令官総司令部（GHQ）が警視庁に対して自動車によるパトロールを指示した。警視庁はトヨタ自動車、日産自動車、いすゞ自動車の3社から試作車を導入した。鉄シャーシに真空管部品という、当時の重い無線機を積んで坂道を登攀（とうはん）するためにトラックを改造した。上が白色、下が黒色のツートンカラーは、当時の一般自動車の多くが全体が白色だったことと区別しやすくして、無舗装道路からの泥はねを目立たなくするためといわれる。やはり国産車を用いている。→#日本

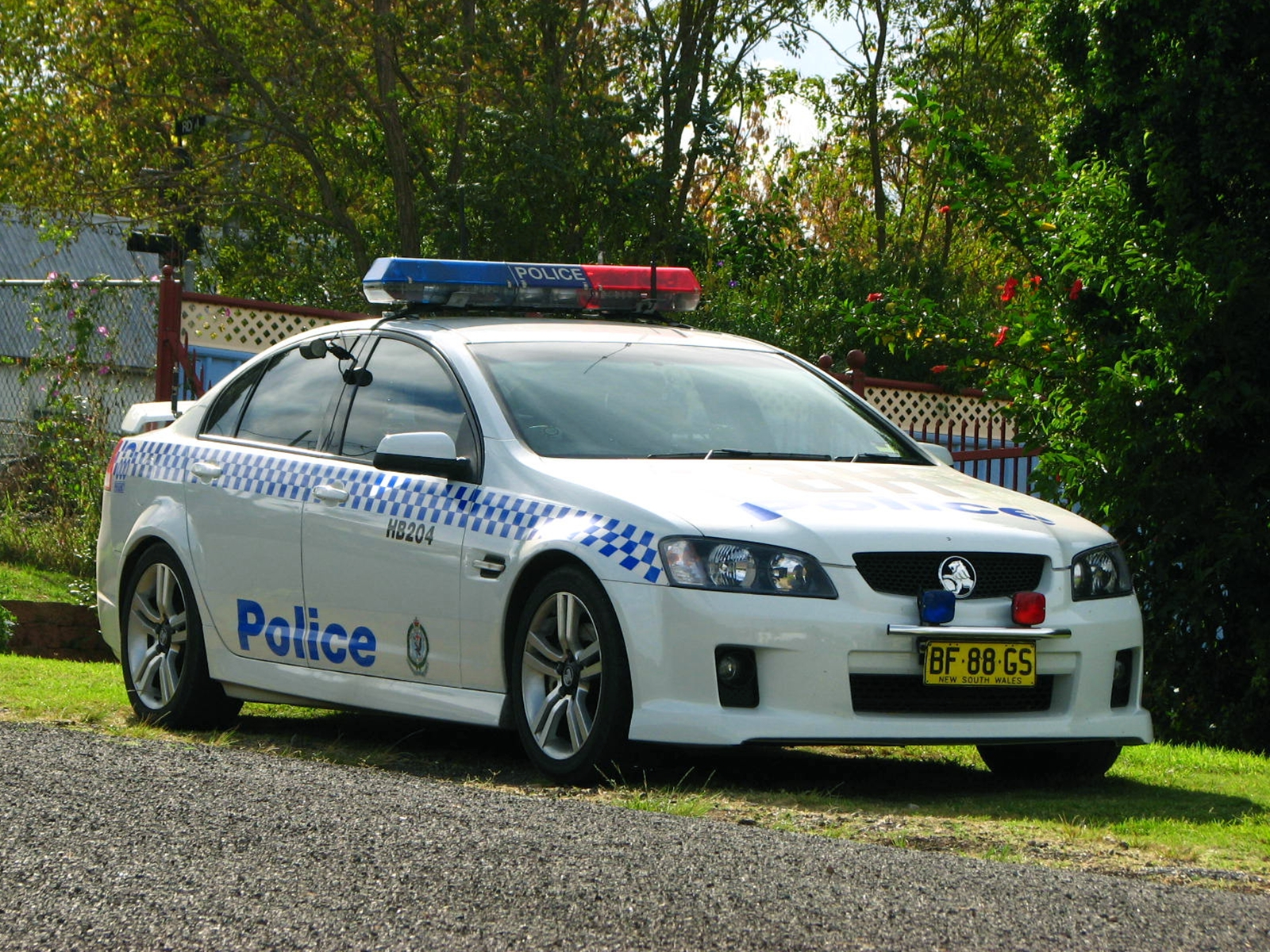
オーストラリア・ニューサウスウェールズ州警察のホールデン
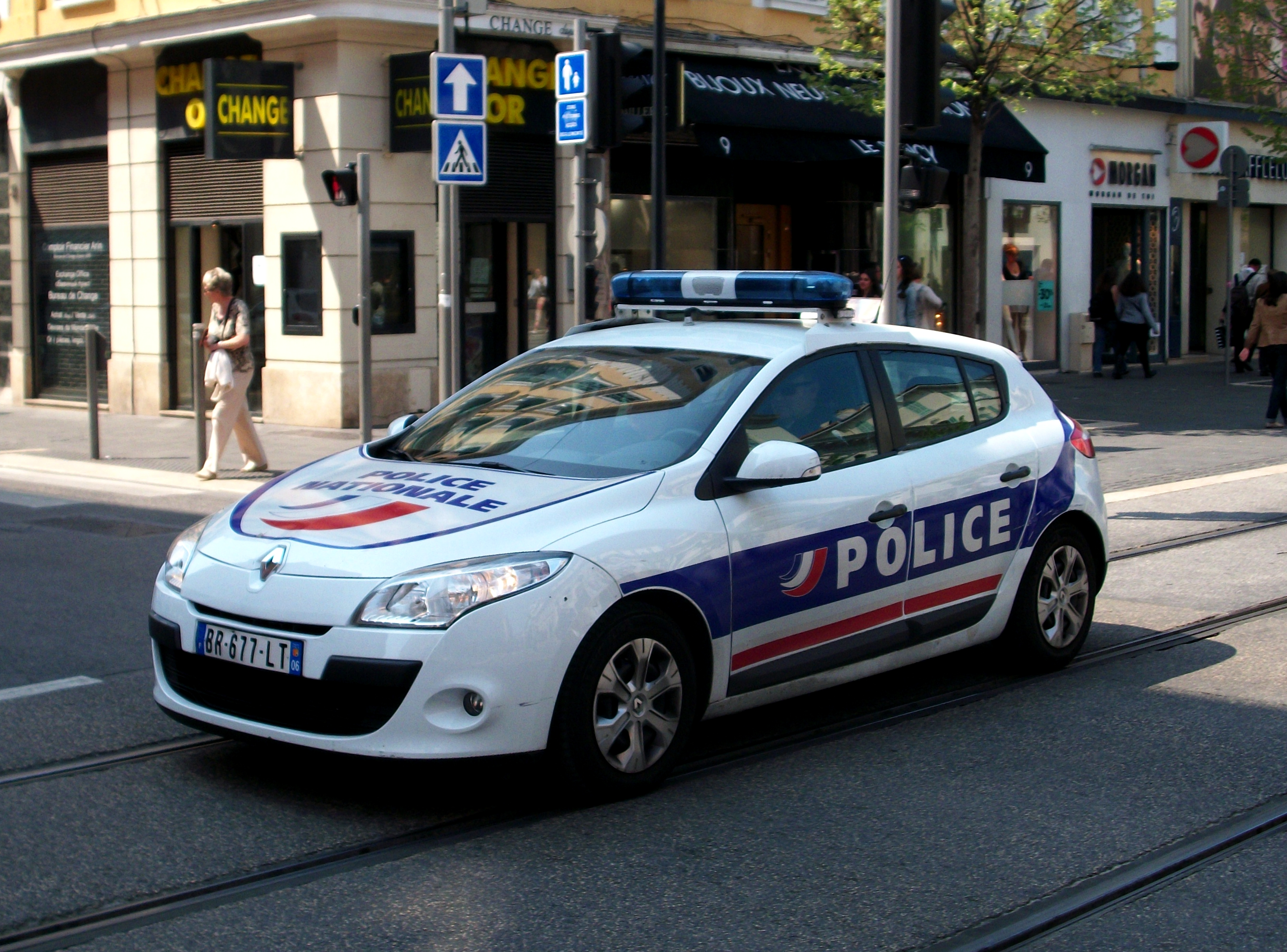
フランス国家警察 ルノー・メガーヌ
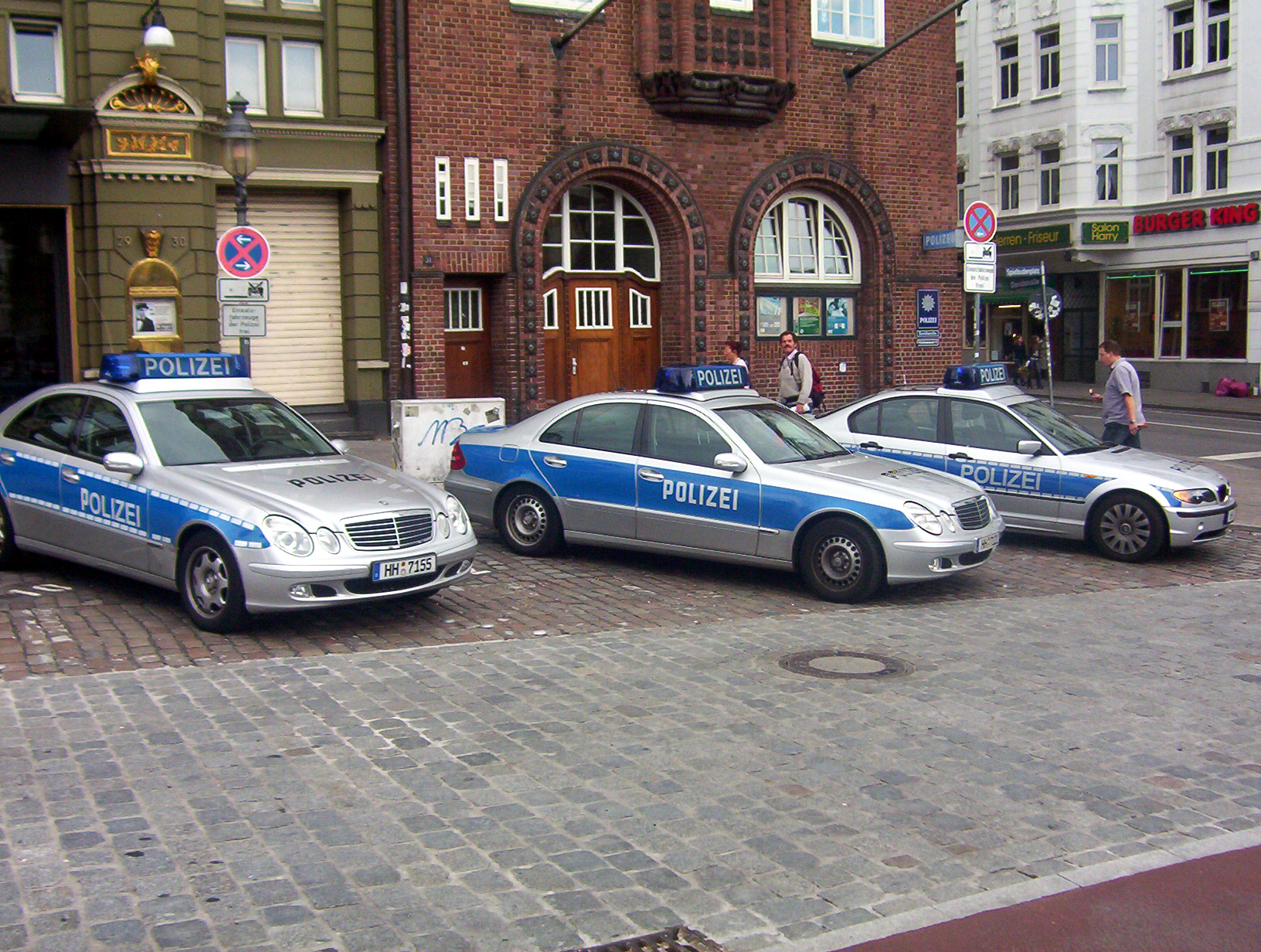
ドイツ・ハンブルク警察 ベンツEクラス W211 BMW・3シリーズ
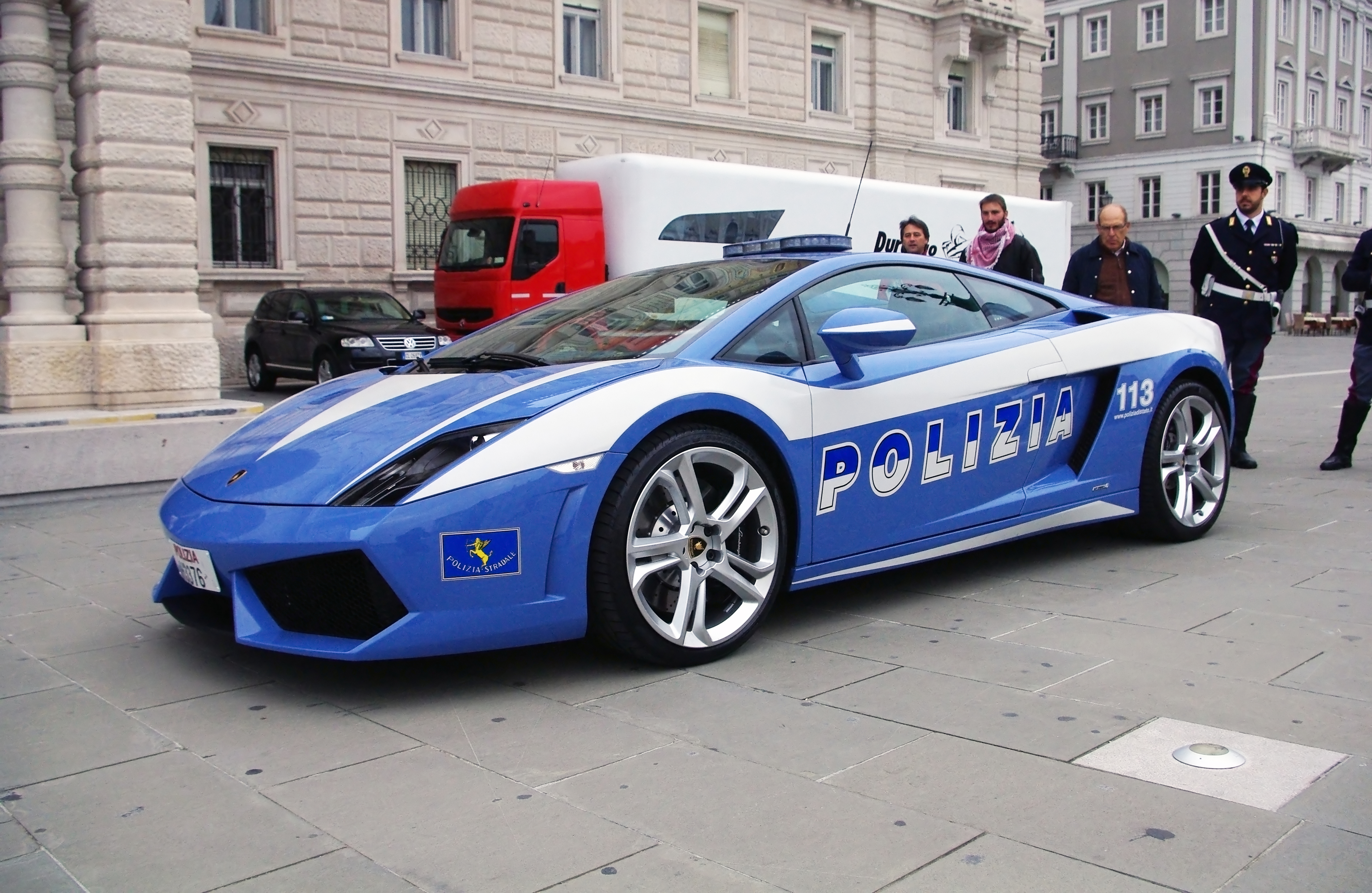
イタリアの高速パトカー ランボルギーニ・ガヤルド（2015年から2年掛けてウラカンに総替え） 主なパトカーはスバル・レガシィ
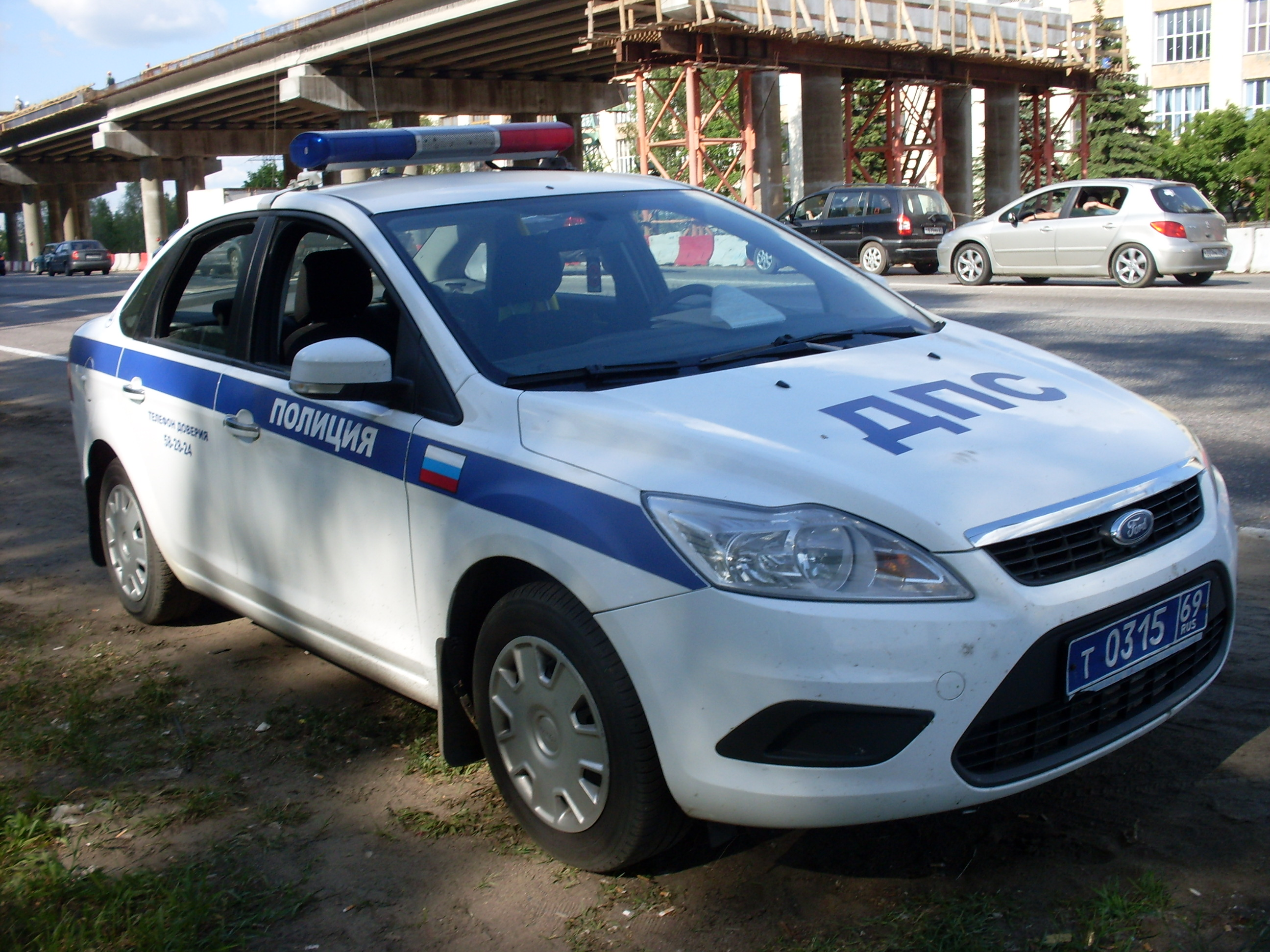
ロシアのパトカー フォード・フォーカス
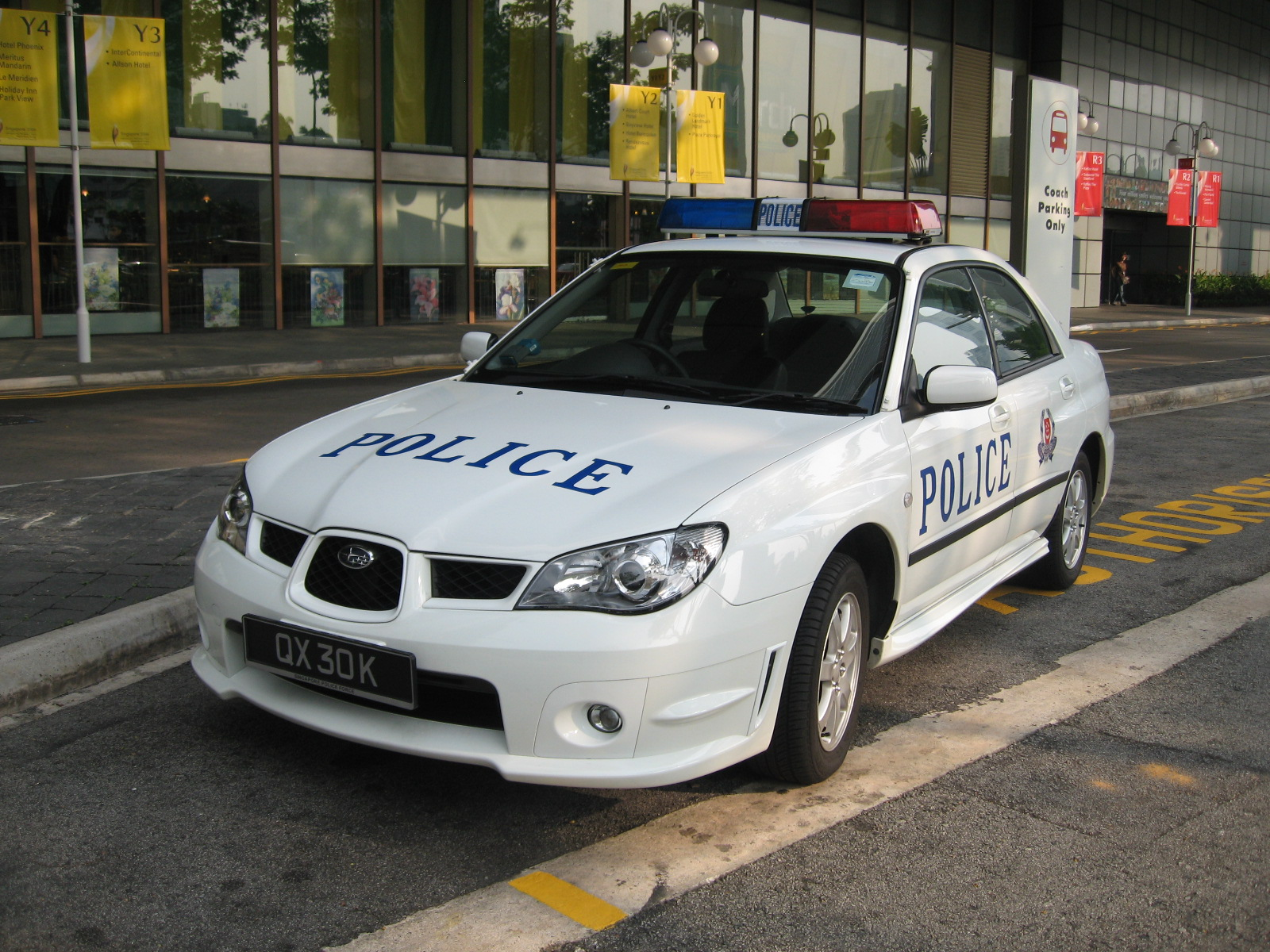
シンガポールのパトカー スバル・インプレッサ
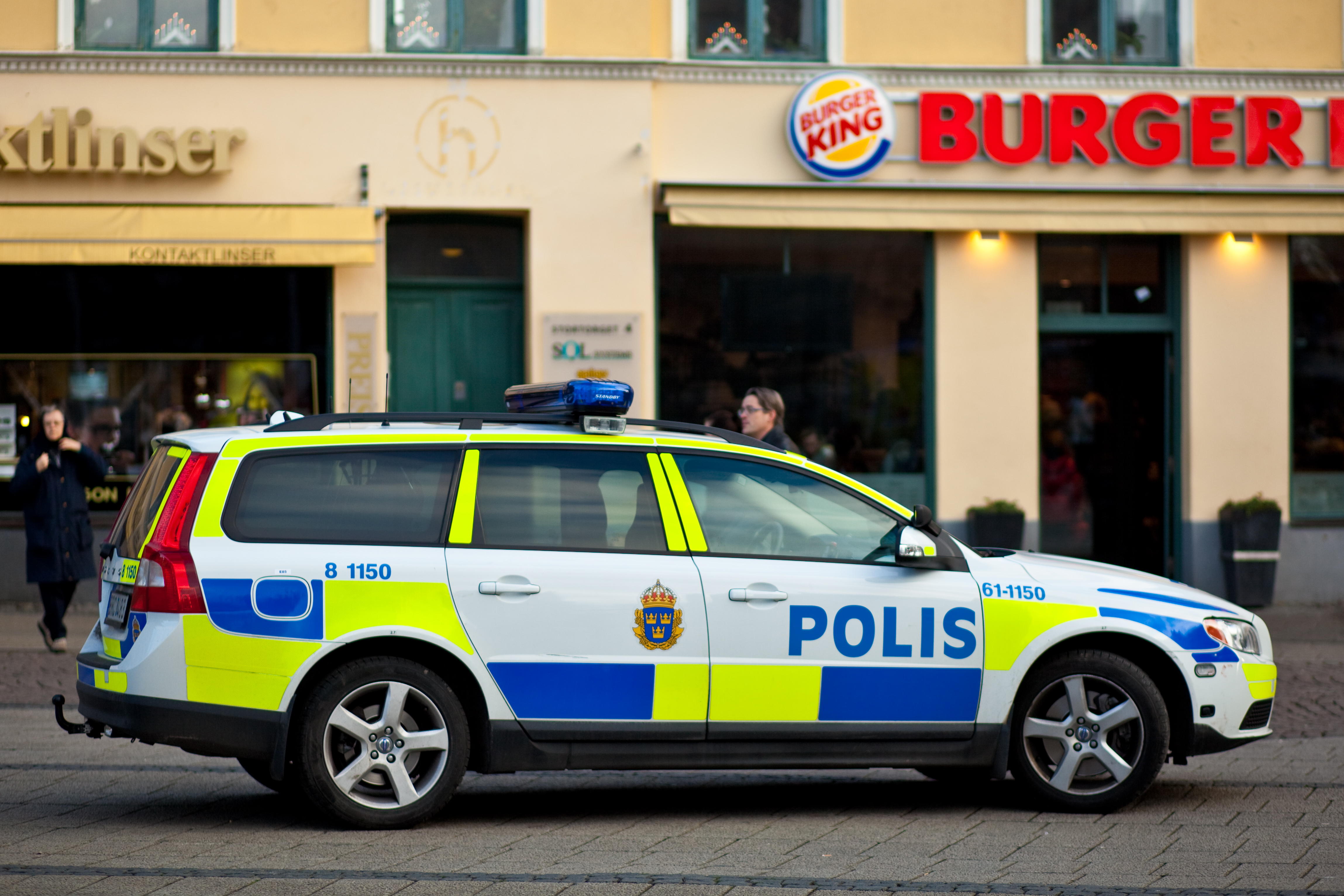
スウェーデン国家警察のパトカー ボルボ・V70
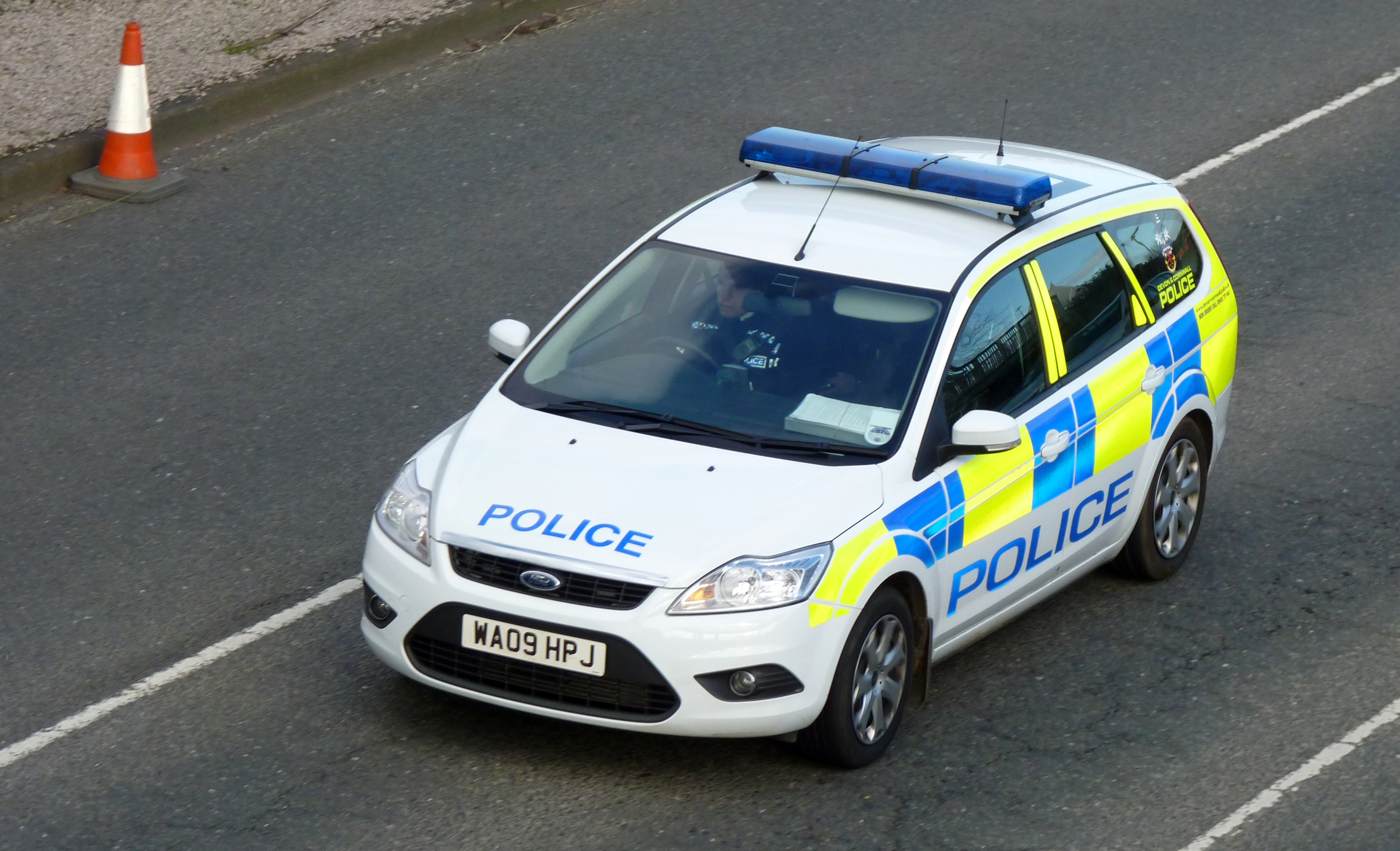
イギリス・コーンウォール警察 フォード・フォーカス
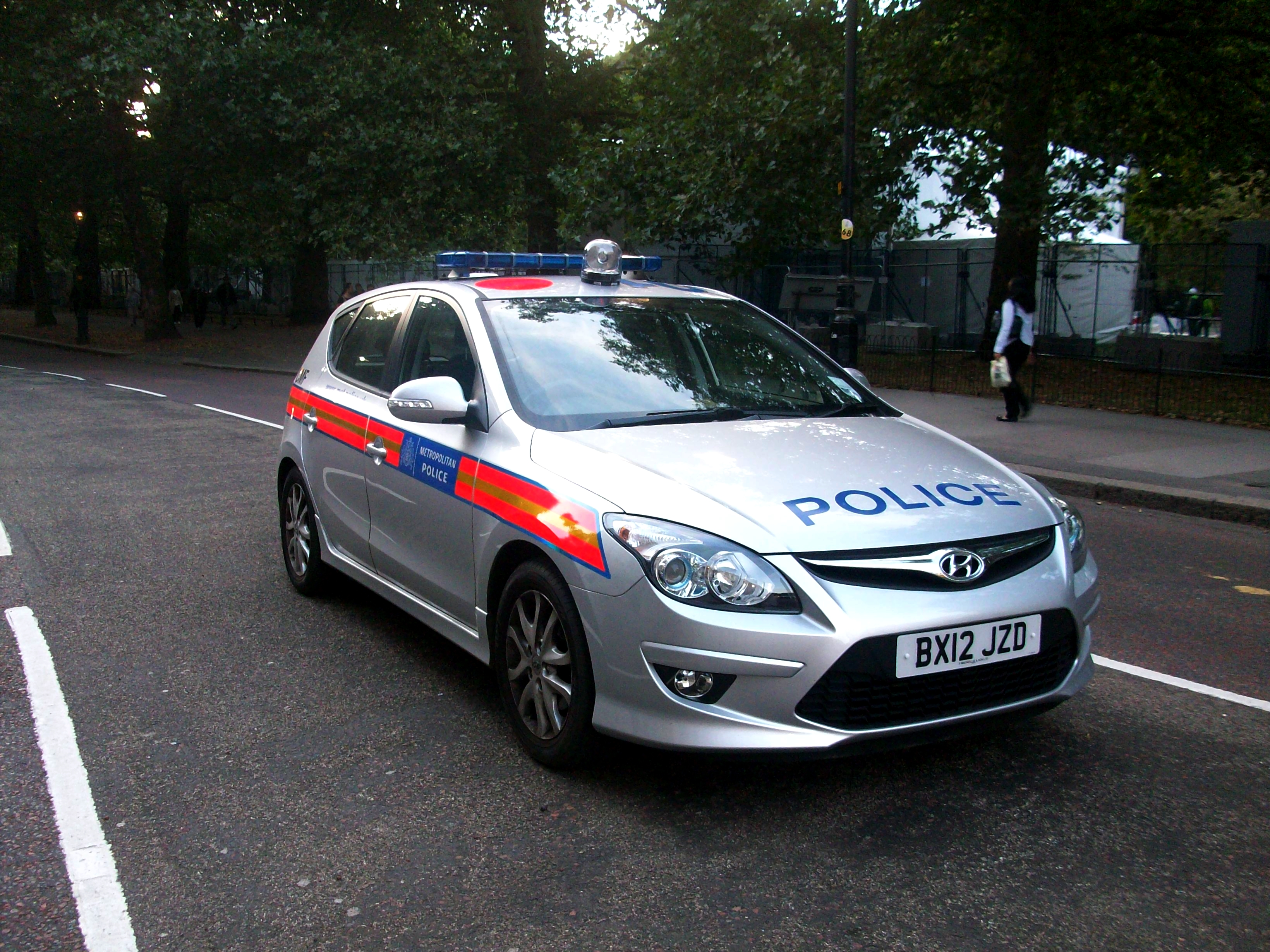
ロンドン警視庁 ヒュンダイ・i30
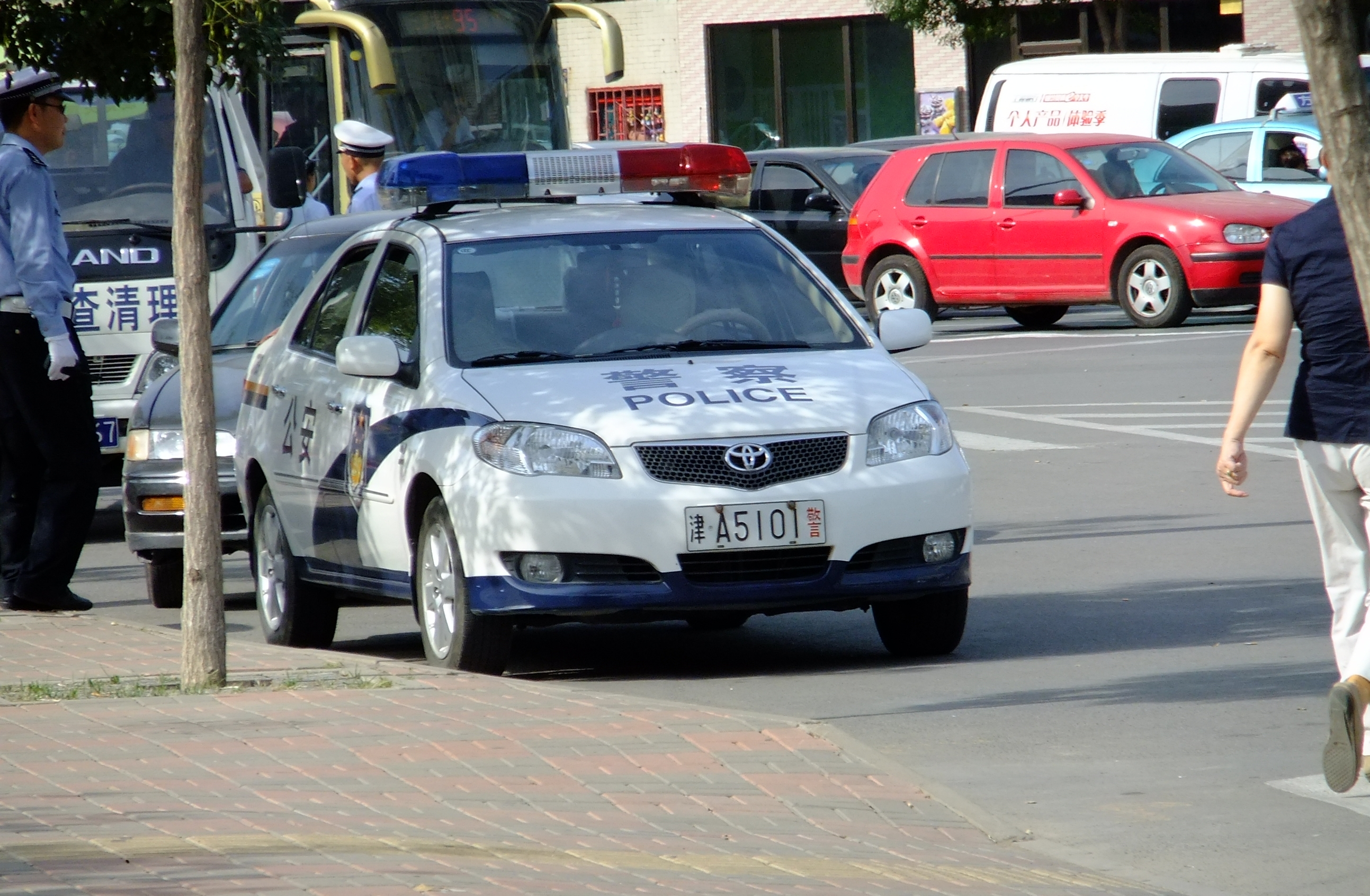
中国のパトカー トヨタ・ヴィオス
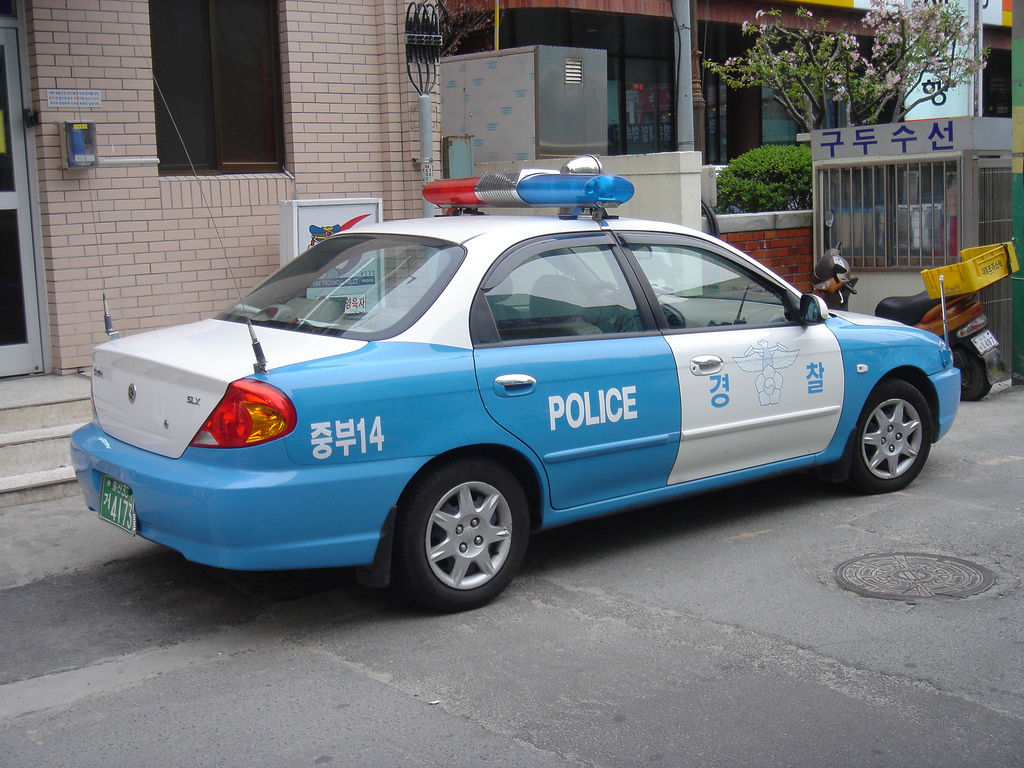
韓国のパトカー(旧デザイン) 起亜・スペクトラ
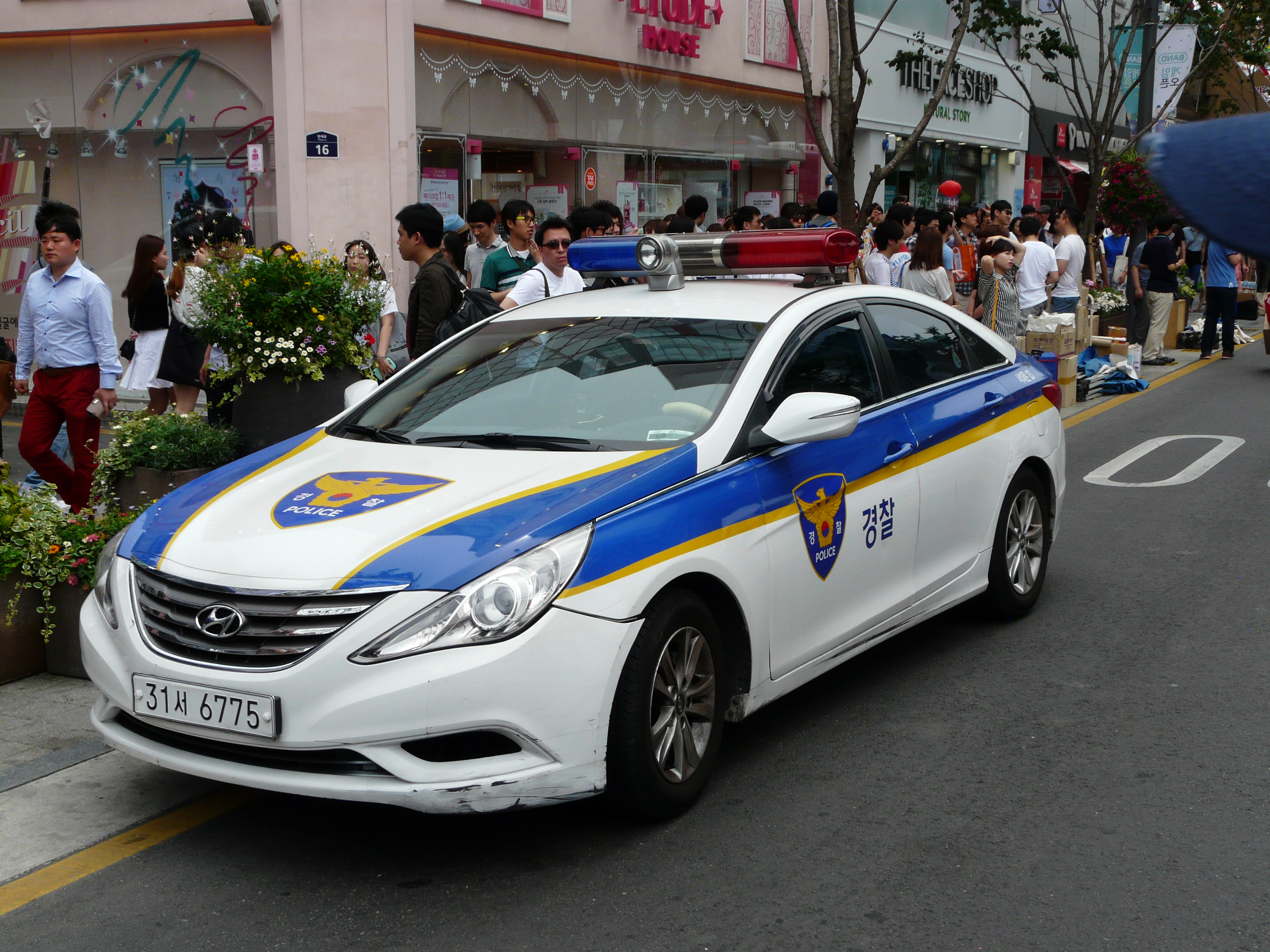
韓国のパトカー(現行デザイン) ヒョンデ・ソナタ(YF)
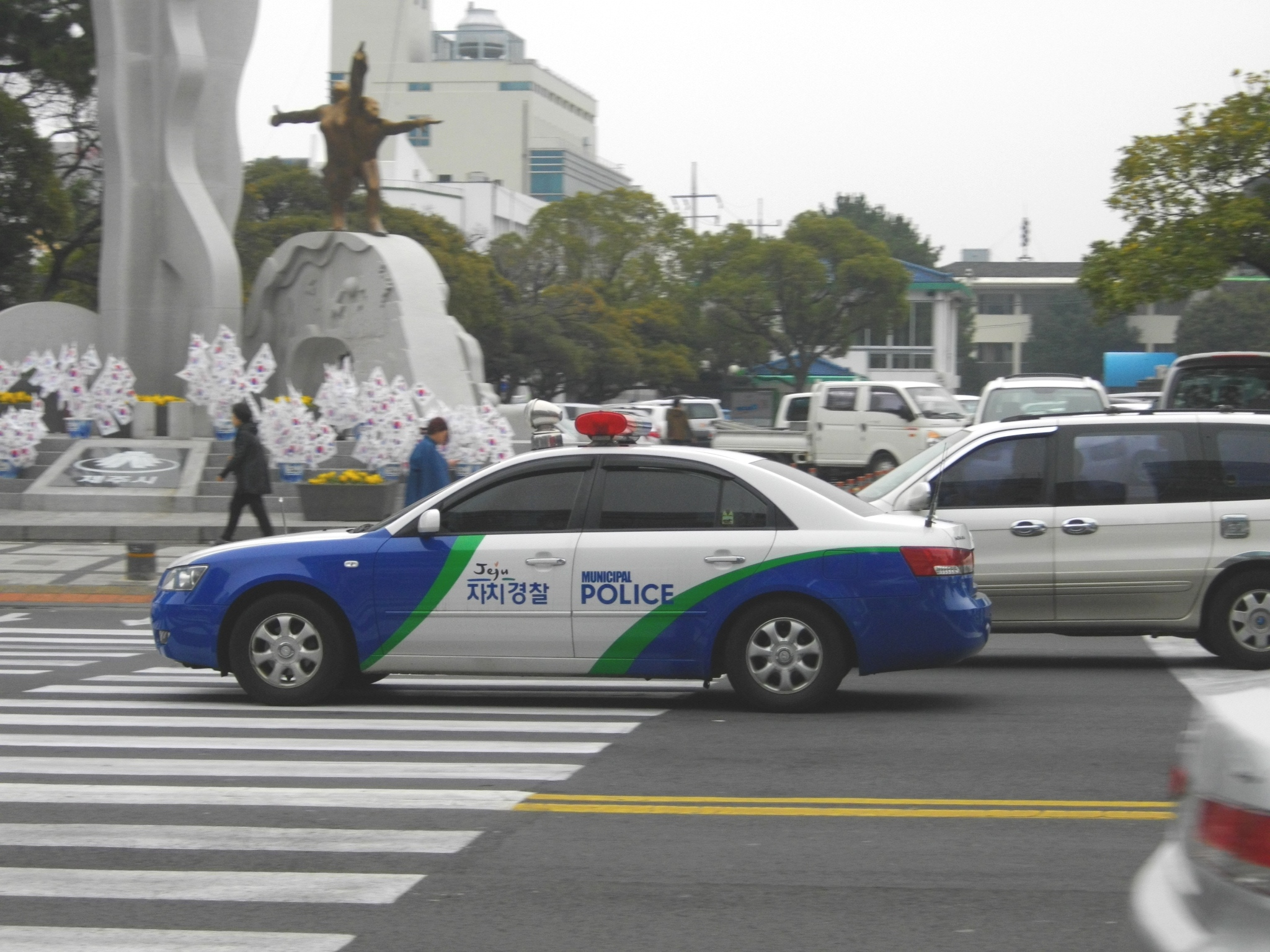
韓国・済州特別自治道自治警察団のパトカー。済州島に限り、国家警察と自治体警察の二本立て。 ヒョンデ・ソナタ(NF)
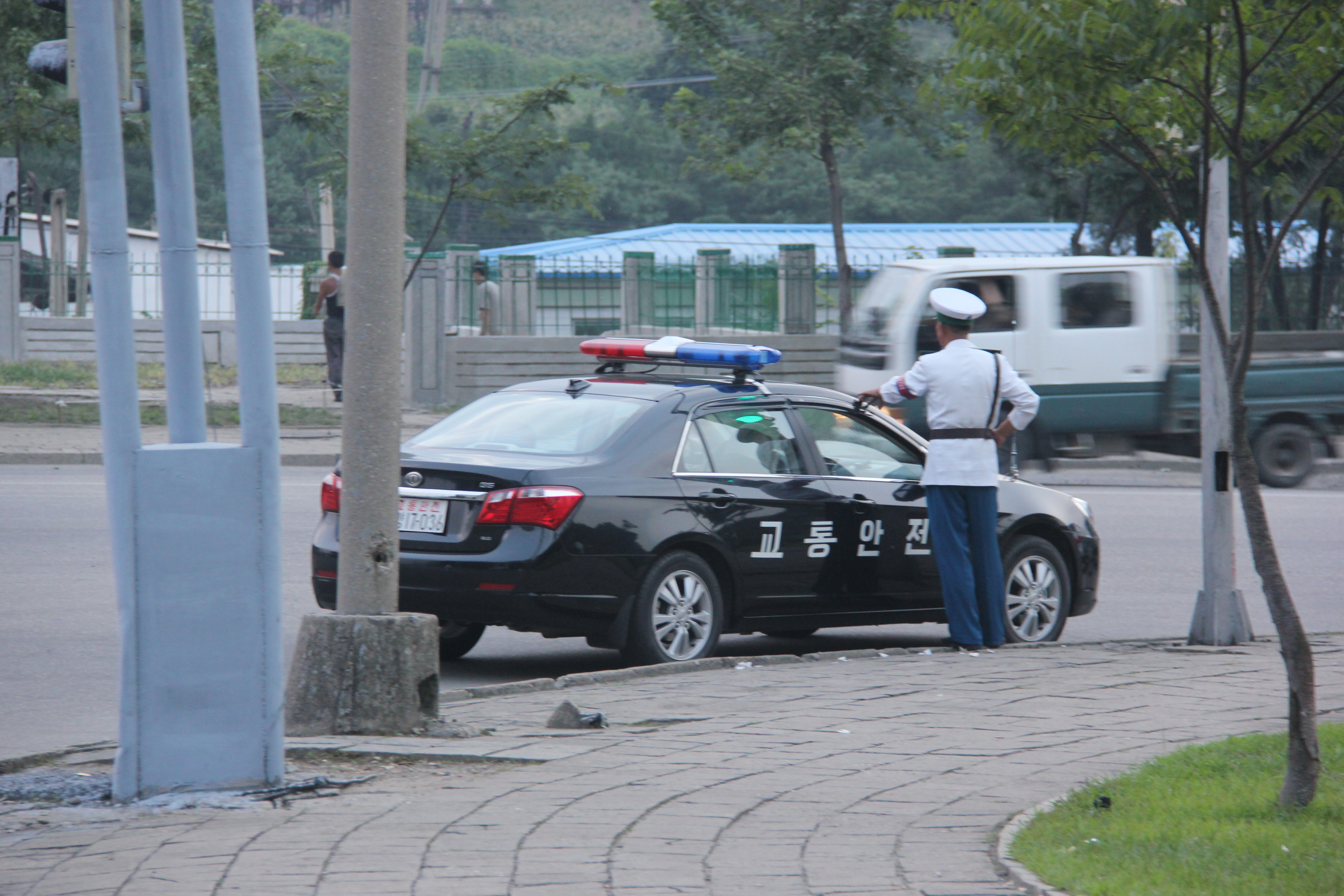
北朝鮮のパトカー。車体に「交通安全」と書かれている。

## 日本

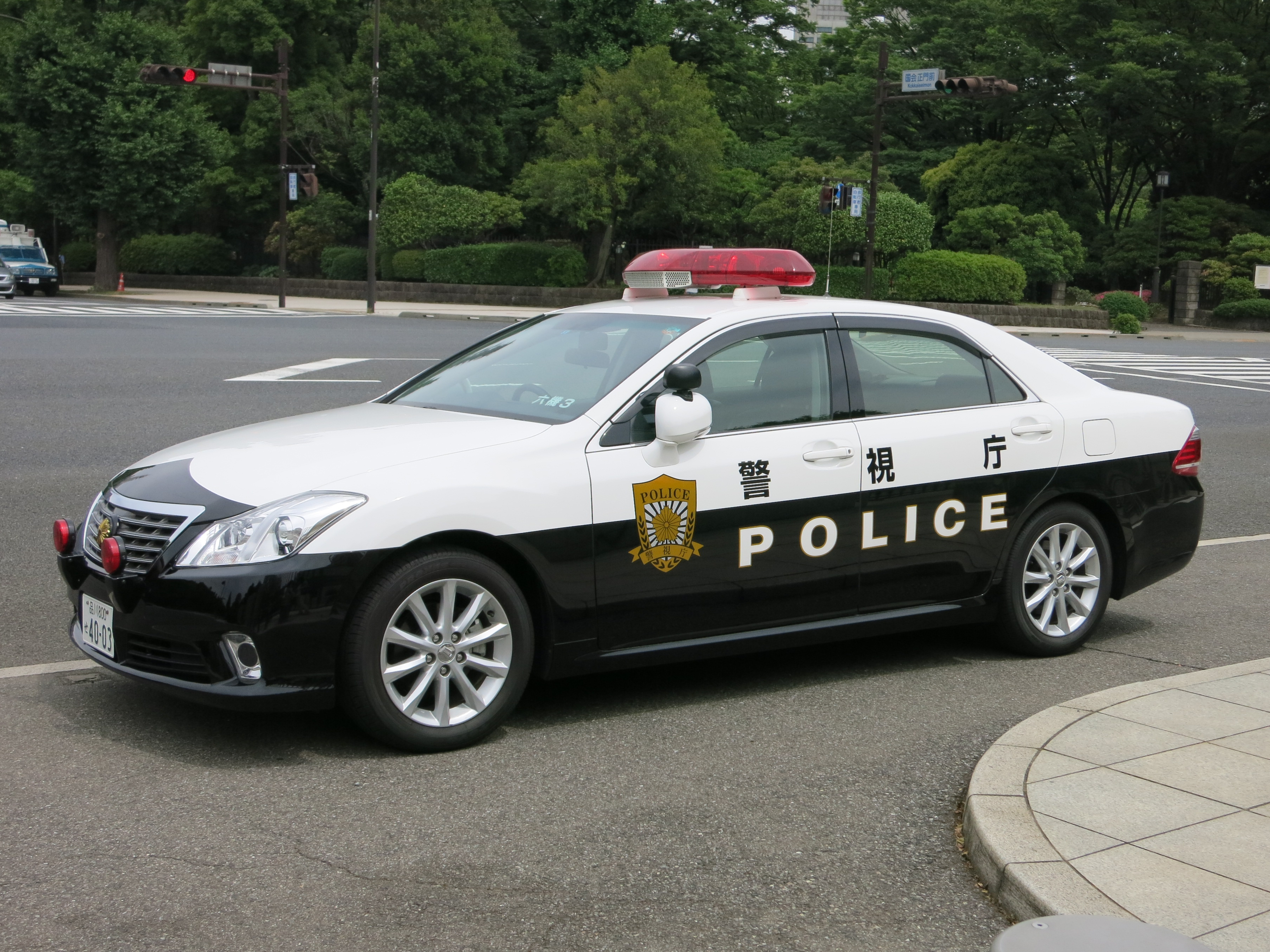
警視庁第六機動隊の交通取締用四輪車（交通取締用無線自動車）、トヨタ・GRS202クラウン

日本では主に、警察の治安維持活動、ライフラインを点検する為の水道局、ガス会社、電力会社、電話会社、鉄道会社、法務省出入国在留管理庁地方出入国在留管理局、国土交通省、高速道路会社（旧日本道路公団等）の交通管理隊、また「青色防犯パトロール」と呼ばれる自主防犯活動に用いられる町内会（自治会）などで使用される車両や民間警備会社の車両などがある。防犯活動用など一部のもの（住民有志の自家用車であったり役所の公用車だったりする）を除き、特種用途自動車（8ナンバー車）である。
日本の警察におけるパトロールカーは、緊急自動車指定を受けた警察の車両であり、パトカーと略される。警察業界用語では「PC」。警察無線でも「PC」は一般的に使われている。
パトロールカーは、制服パトカー（白黒ツートーンカラーで、天井に固定、もしくは展開式の赤色回転警光灯を装備）と覆面パトカー（ケーブルで繋がり、通常は車内に納めている可搬式で、必要時に吸盤で車両の屋上に付ける赤色回転警光燈。または天井格納され普段は車内側天井に納められ、必要時に上下回転させ、屋上に反転して出て来る赤色回転警光灯を装備）に大別される。
街中でよく見かける警ら用パトカーは、消防車や救急車とは異なり、「機動警ら（地域警察）」という運用であり、警察本部・警察署などの庁舎での待機ではなく、街中を巡回して犯罪・事故の未然防止と110番通報時に現場へ素早く臨場をすることに備えている。また「交通警察（交通機動隊・高速道路交通警察隊・警察署交通課）」や「刑事警察（機動捜査隊・警察署刑事課）」でも街中で取締や警戒・捜査を行うだけではなく、街中から現場へ素早く臨場することもまた運用目的である。

### 白黒警ら用/交通用パトカー

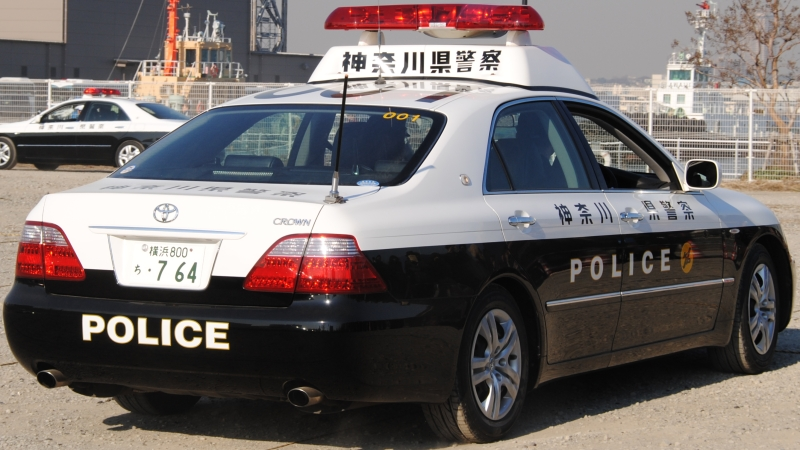
神奈川県警自動車警ら隊の無線警ら車（警ら用無線自動車）。車種はGRS180クラウン。

制服警察官が乗務するパトカーで、基本的に制服警官が2人乗車する（地方の駐在所配置車などは1人の場合もある）。警察署の地域課自動車警ら係や、交通課、自動車警ら隊、高速隊などに配置され、正式には、交通取締用の車両を「交通取締用四輪車（交通取締用無線自動車）」、主にパトロール用の物を「無線警ら車（警ら用無線自動車）」という。つまり各警察部門用の無線機を搭載した、交通取締用もしくは警ら活動用に行う自動車という意味である。先述の街中による警らや交通取り締まりなどの公務執行のための自動車であり、「警察官の乗用車」というわけではなく警察部門の各執行活動のための自動車としてある。国費で購入されて各地に配置されているパトカーは、覆面パトカーを除いて全国に約9000台ある。
2022年現在、各都道府県で運用されている制服パトカーは、トヨタ・クラウンが主流であり、スバル・レガシィは減少傾向にあるほか、山梨県警では、トヨタ・マークXを運用している。また、埼玉県警では日産・ティアナを運用している。

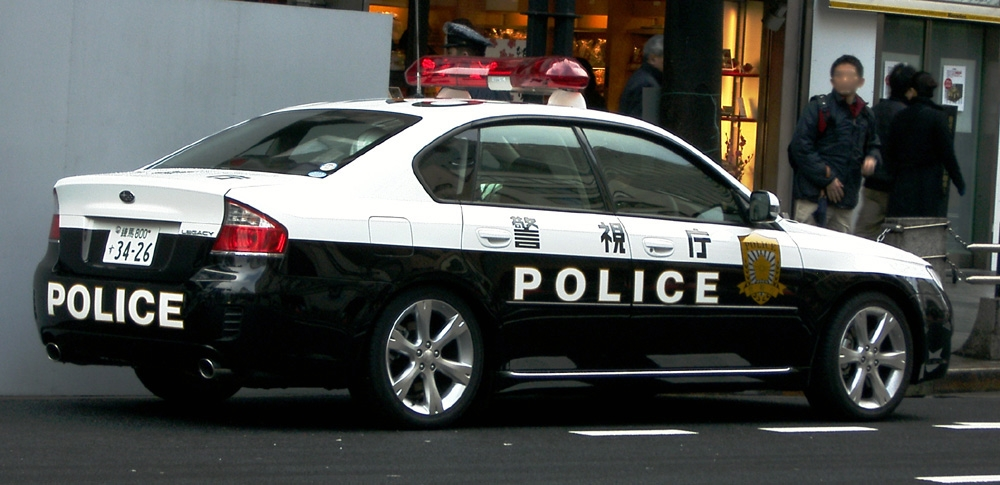
警視庁の交通取締用四輪車（交通取締用無線自動車）。車種はスバル・4世代目レガシィB4。

これは警察において最も数が多いパトカーで、日本の警察では主に地域警察の警ら活動、交通警察の事故や違反の抑止、刑事警察における捜査・犯罪警戒活動において使用される。刑事捜査における尾行の際、被疑者への警察の存在を秘匿する（密行と称する）必要があるので覆面パトカーを使うが、それ以外の場合は、むしろ警察車両であることを前面に押し出し、わかりやすく制服パトカーで捜査や取締を行う。
車両のデザインについて、警察庁では「車体を白黒色に塗り上部及び前面に赤色警光灯と拡声器を備え、横部に都道府県名を表記する」という指針がある。
1950年（昭和25年）に登場したパトロールカー（当時は「移動警察車」と呼ばれた）、自治体警察の一部で導入されたジープ等の車両の塗装は白色一色であった。1955年（昭和30年）、当時ほとんどが白色一色であった一般車と区別するため、米国のパトロールカーを参考にして、未舗装道路が多かった当時の道路事情を考慮して下半分を汚れの目立たない黒塗装のデザインにした。
しかし細かな規定はなく、各都道府県警により塗り分け方や警光灯の形状などが微妙に異なっている。文字表記は道府県によって「○○県（府）警」（例・大阪府警）と「○○県（北海道）警察」（例・神奈川県警察）に分かれている。香川県警察では以前は「香川県警」だったが、近年導入された車両では「香川県警察」に変更されている。
字体についても様々であるが石川県警のように明朝体からゴシック体に変更された地域もある。現在、明朝体を使用しているのは鹿児島県警や熊本県警など少数である。岐阜県警は、高速隊のみ、フロントドア下側に白抜きで、岐阜県警と書かれている。POLICE表記はなし。青森県警は、フロントドア下側に白抜きで白鳥のイラストが描かれている。大分県警は、以前はアメリカの車両のように赤色と青色の混合警光灯を装備していた車両も存在したが、これは皇族警衛の際に使用された車両である。皇族警衛では地域を問わず車列先導を担当する制服パトカーは、散光式警光灯の片側もしくは一部のカバーを青色に付け替えた車両を用いる慣習であるが、近年は赤色灯はそのままで着脱式流線型の青色警光灯を追加する方法が主流となった。また、2008年（平成20年）12月に福岡県で開催された日中韓首脳会談の警護の際は、警護対象車両を識別するため、国ごとに異なる色の警光灯を装備していた。なお日本は赤と青の混合の前面警光灯、韓国は赤と青の混合の警光灯、中国は赤と緑の混合の警光灯である。
また、在日米軍が所有する一部のパトカーも青と赤混合の警光灯を装備した車両がある（アメリカでは赤の閃光灯が緊急車、青の閃光灯が警察車を意味するため両方が必要）。また警視庁は2007年（平成19年）、外国人にもパトカー（ポリスカー）であると認識してもらえるように、また視認性向上などの理由で黄色の反射材で作られた「POLICE」文字のステッカーを左右ドアと後部バンパーに、警察手帳に装填されている記章をデザイン化した反射材製のステッカーをドアに貼り付ける事を決めた（画像参照）。
パトカーに赤色警光灯やサイレンが装備されているのは単に警察車両だからではなく、道路運送車両法に定められた緊急通行車両として運用するために必要な安全装備として取り付けられている。目的地まで緊急走行で高速走行をする際にパトカーが事故を起こさないようにするため、視覚（警光灯の光）と聴覚（サイレン音）に訴えて道路を通行している他の車両や歩行者に緊急走行中であることを認識させ広く注意を喚起している。
なお、警ら巡回中の白黒パトカーが赤色警光灯のみを点滅させている場合があるが、聴覚障がい者団体から緊急走行中とそれ以外の区別ができないとの申入れがあり、警察庁は緊急走行時とそれ以外の発光パターンを追加した赤色警光灯の導入を順次開始した。
なおパトカーは種類・用途により排気量・出力が異なっている。大きい順に、高速隊・交機パトカー（排気量3,500 - 2,000 cc）、警らパトカー（2,500 - 1,900 cc）、ミニパトカー（いわゆる「ミニパト」、1,500 - 660 cc）である。このため、隊を越えての車両異動（例：警ら隊から交機隊への車両異動など）は基本的になく、各隊毎に専用車両が新規発注されている。ただし寄贈や県警独自の方針でスポーツカーを発注する場合もあり、中でも日産・フェアレディZは歴代全車種がパトカーとして導入実績がある。
また多くのパトロールカーには、屋根に所属警察署・隊名略号（コード）と号車数字が表記されており、警視庁や一部の警察本部ではフロントガラスにもこの表記がある。一例として警視庁麹町警察署所属の1号車であればフロントガラスに「麹町1」、屋根には「麹1」、警察本部（警視庁に限らない）所属の302号車なら「302」、高速道路交通警察隊所属3号車なら「高速3」、屋根には「速3」など。
警察無線の識別信号を兼ねているため、警察官は無線交信時、最初にその番号（コールサイン）を名乗る事になっている。例えば、警視庁の本部のけいし217号車の場合は「けいし217から警視庁、現在〇〇交差点付近を左折、南進。」ということになる。特に屋根上の表記は「対空表記」と呼ばれ、ヘリコプターを運用する航空隊員が地上の車両と無線交信をする際に、コールサインを把握する目的がある。そのため警察ヘリと交信するため、基幹系警察無線を基本的には車載していないミニパトなどの交通執行車両や交番・駐在所配備車両には対空表記がないものが多い。秘匿の用をなさなくなるため、覆面パトカーにも通常は表記されない。

### 覆面パトカー

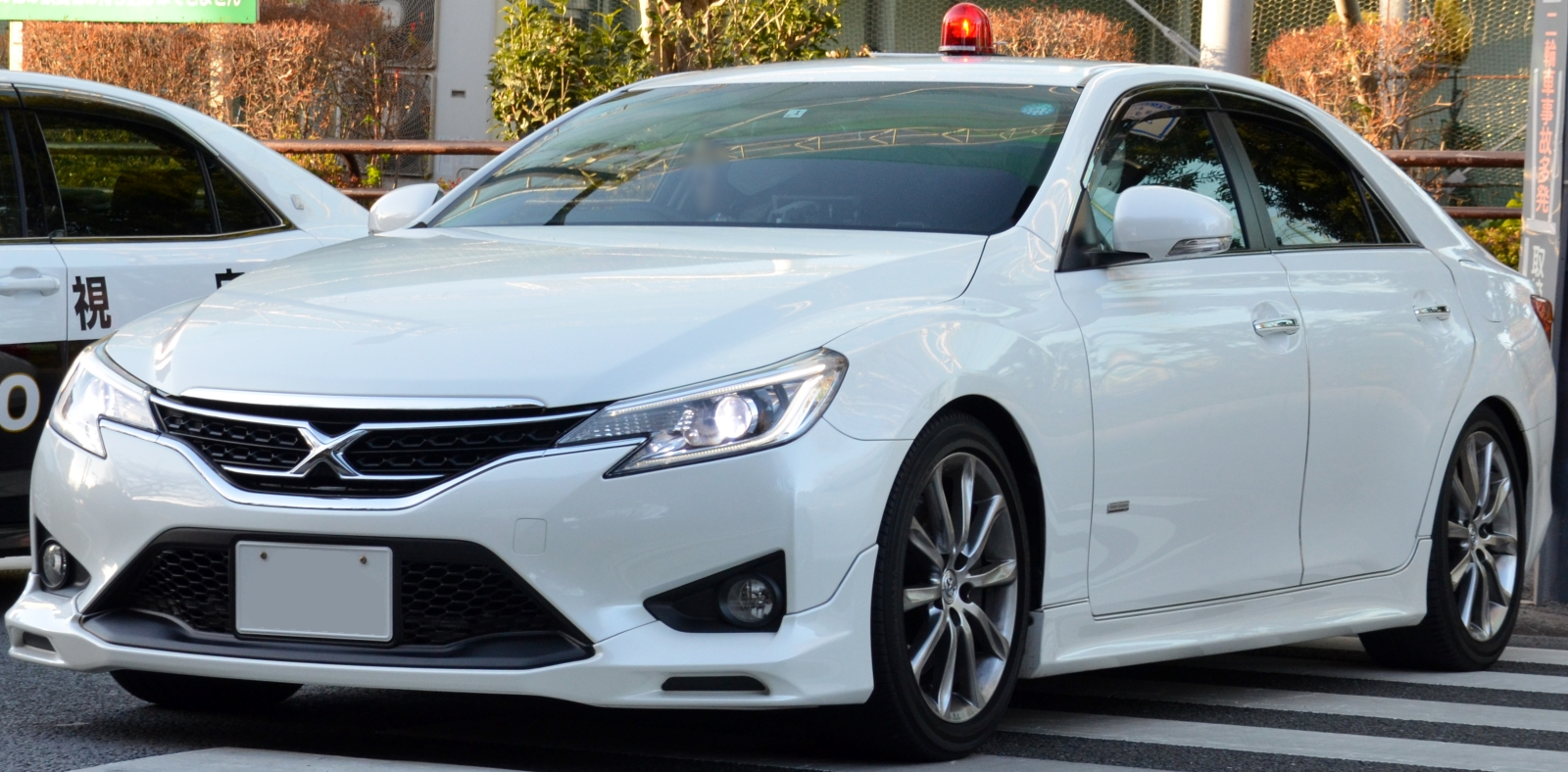
交通取締用の覆面パトカー（マークX＋Mスーパーチャージャー）

覆面パトカーは平時の外観は一般車両と同じ様相をしており、緊急走行開始時や対象者検挙時にのみ、赤色灯を露出させサイレンを鳴らすパトカーを指す。パトカーであると気づかれずに、不審車両や不審人物への職務質問が出来るので、不審者を取り逃がす可能性が少ない。
正式には取締りに用するものを「交通取締用四輪車（反転警光灯）」、要人警護に用するものを「警護車」、犯罪捜査の用に供するものを「捜査用車」といい、総称してこの3種を覆面パトカーと呼び、「覆面」や「覆面車」と略される場合もある。ただし「捜査用車」の中には、緊急自動車指定（騒音走行認定）を受けておらず、着脱式赤色回転灯とサイレンを装備していない一般車両も存在する。
また覆面パトに乗務する警察官は、必ずしも警察の制服を着ているとは限らず、「私服警察官」として、一般人と同じ服装でパトロールを行う場合もある。警ら・交通機動隊の覆面パト隊員は、制服・ヘルメット着用、機捜の覆面パト隊員はスーツ着用というのが一般的だが、私服の場合もある。
外装上の特徴として、警察無線用のアンテナがあり、基本的には無線機を搭載していると思わせない擬装を施したアンテナが使用され、古くはフェンダーに取り付けるラジオアンテナを模した「F-1型アンテナ」やパーソナル無線用のアンテナを模したタイプが使用されたが、1990年代には自動車電話用アンテナを模した「TLアンテナ」が主流となった。
それぞれに「本来のラジオ用アンテナが存在するため『ラジオアンテナが2本有る』ように見える」「パーソナル無線搭載一般車両の減少」「携帯電話の普及による自動車電話の減少と、携帯電話オプション品としての同型アンテナの普及率の低さ」という短所から、覆面パトカーの象徴のように、広く一般にも認知され、秘匿性に欠ける。このため2000年代初め頃からは、車載アナログテレビのダイバーシティアンテナを模した「TAアンテナ」に置き換えられた。
しかし、日本の地上デジタルテレビ放送の開始で、一般車両のテレビ視聴用にはフィルムアンテナが主流となったため、TA型の秘匿性も落ちており、警察無線用の周波数に調整したフィルムアンテナや、現在ラジオアンテナの主流であるプラスチック外装で短い棒状の通称「ユーロアンテナ（日本アンテナ製：MG-UV-TP、WH-UV-TPなど）」が主流となっている。例外として、一部の県警ではアマチュア無線用のホイップアンテナに擬装したアンテナを使用している場合もある。

#### 交通取締用四輪車（反転警光灯）

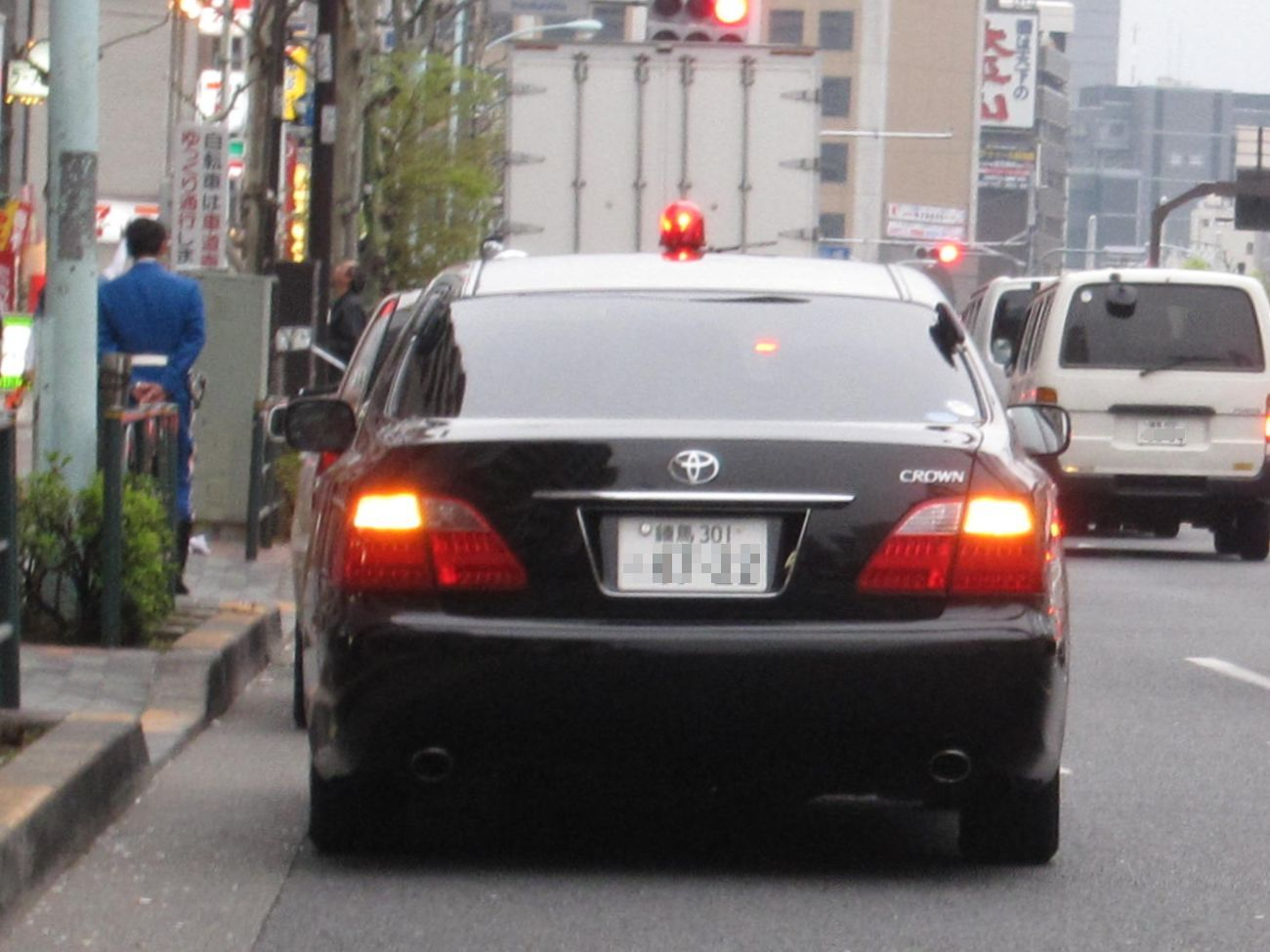
警視庁の交通取締用四輪車（反転警光灯）。車種はTAアンテナを装着した180系クラウン。

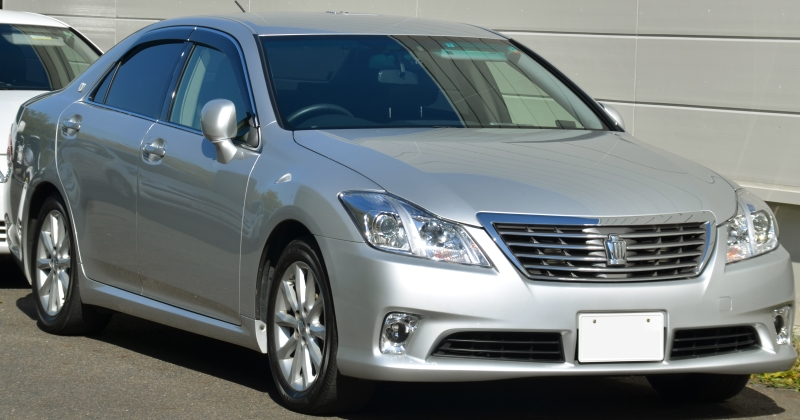
交通取締用四輪車（反転警光灯）。フロントグリル内警光灯、ユーロアンテナ、二段ルームミラーの装着が確認出来る200系クラウンを使用している。

交通取締用四輪車（反転警光灯）は、警護車同様に赤色警光灯が車内天井部に格納されており、緊急時にはルーフ中央部分が開いて小型の流線型赤色警光灯が外部にせり上がって来る（かつて180度反転して収納されていた構造から「反転式」と呼ばれるが、現行製品は格納スペースの中で横倒しになっており、蓋が開く動きに連動するリンク機構によって外部に露出させる）。また、ごく初期の覆面パトカーは、回転灯が上昇・下降するのみで反転はしなかった模様で、1967年に導入の覆面パトカーの映像が視聴できる。
交通覆面パトカーは、交通機動隊（交機隊）や高速道路交通警察隊（高速隊）、また警察署（所轄署）の交通課などに配備されて、主に交通取締りを行なっている。交通機動隊など交通違反取締りを行う車両には、屋根中央部分から格納されている赤色灯が、車内のスイッチ操作により自動的にせり上がるようになっている。そのため、車内天井には反転灯を収納する場所の窪み（その形状から「洗面器」と呼ばれる事がある）がある。
また、車内に乗っている警察官は、原則として交通機動隊の青色制服、または合皮製黒色制服を着用することになっているので、車内をよく観察すれば、警察車両であると判別できる。例外として、各地の暴走族（マル走）対策車両などには、捜査用車両と同様にマグネット式の赤色灯を使うものが存在し、マル走対策などでは、交通機動隊であっても私服で出動する場合もある。リアトレイに設置された電光表示板に「パトカーに続け」や「速度落とせ」などと表示される機能の付いた車両もある。
交通覆面パトカーは制服パトカーと同じく、各自動車メーカーに専用グレードが存在する。しかし制服パトカーに比べて需要台数が少ないため、車種も少なく、現在はトヨタ・クラウンのみがカタログモデルとして設定されている。しかし制服パトカーでの記述にあるように、県警単位で購入したり、警察庁が一般競争入札で一括調達するケース、寄贈されるケースが主流となっているため、一般市販車ベースの覆面パトカーも多数存在する。バブル景気には、貿易黒字を減少するため、国費でベンツやBMWの外国製高級車が購入され、主要県警の高速隊に配備されていた事例もあった。
車両価格は、2016年に警視庁が購入、交通機動隊に配備したトヨタ・マークXの例で、4台で3,331万1,640円（1台あたり832万7,910円）。ただし、3.5リッターV型6気筒エンジンを搭載するスポーツモデルに、専用開発されたスーパーチャージャー、ECUを換装、トルクと馬力が高められた特別な仕様のものである。

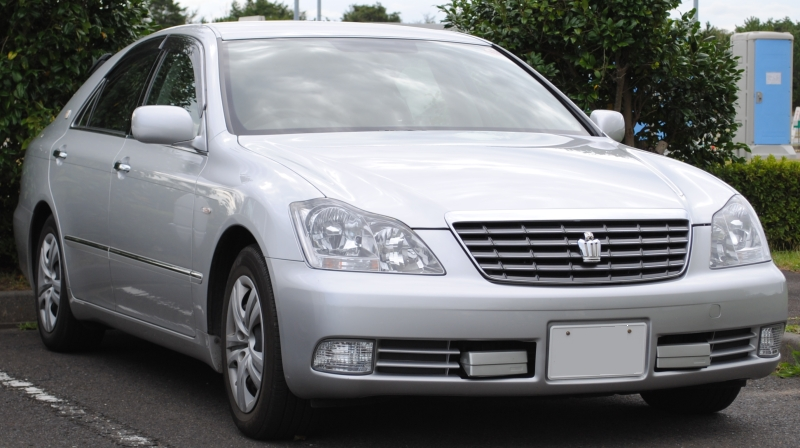
フロントバンパー内にオートカバー形状の警光灯と、リアガラス上部左右にTAアンテナを装着した180系クラウン。
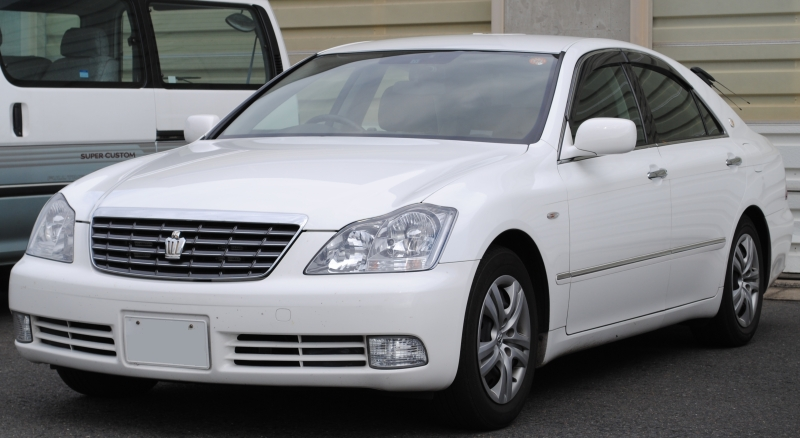
フロントグリル内に警光灯と、リアガラス上部左右にTAアンテナを装着した180系クラウン。
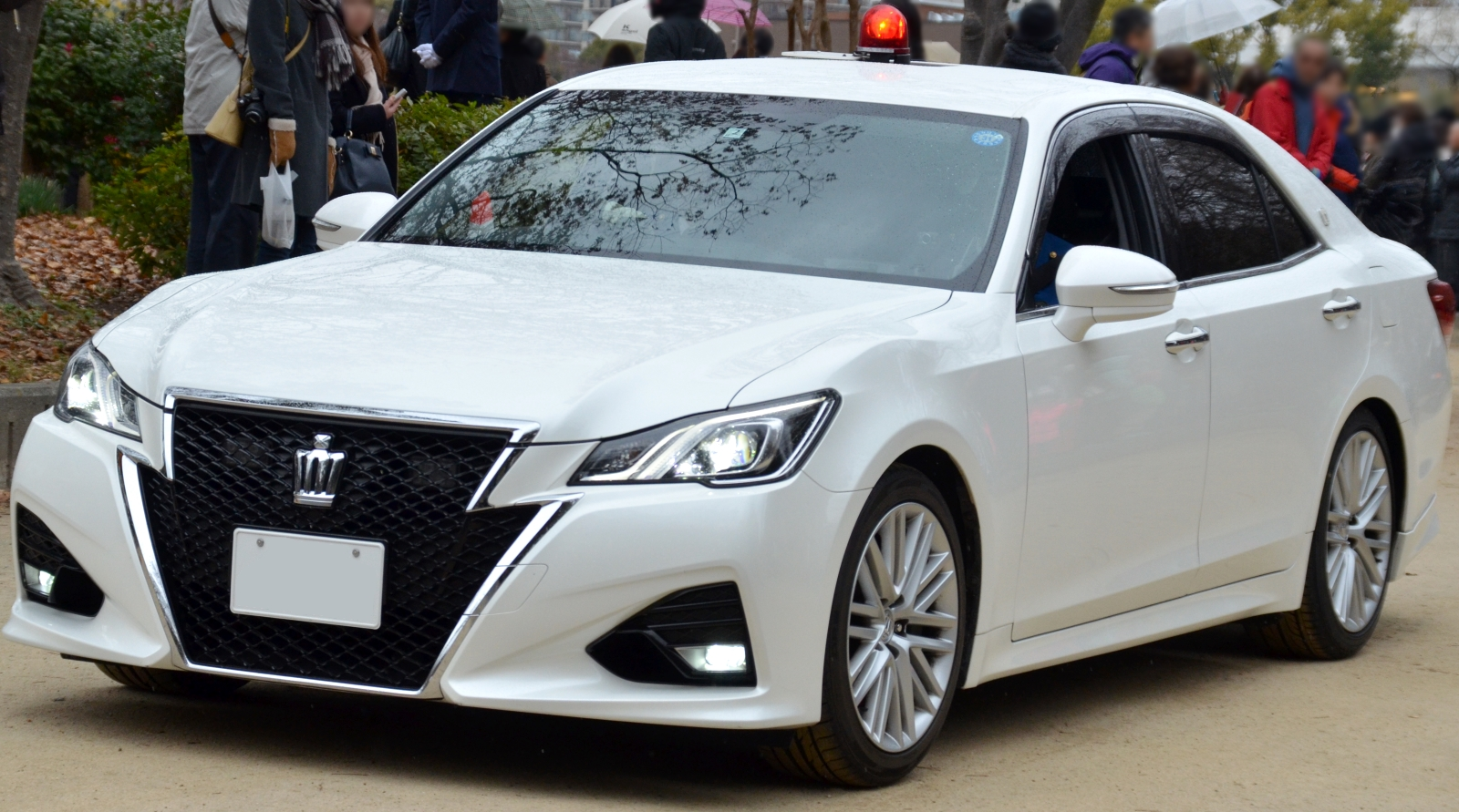
フロントグリル内に警光灯と、ルーフにユーロアンテナを装着した210系クラウン。

#### 警護車

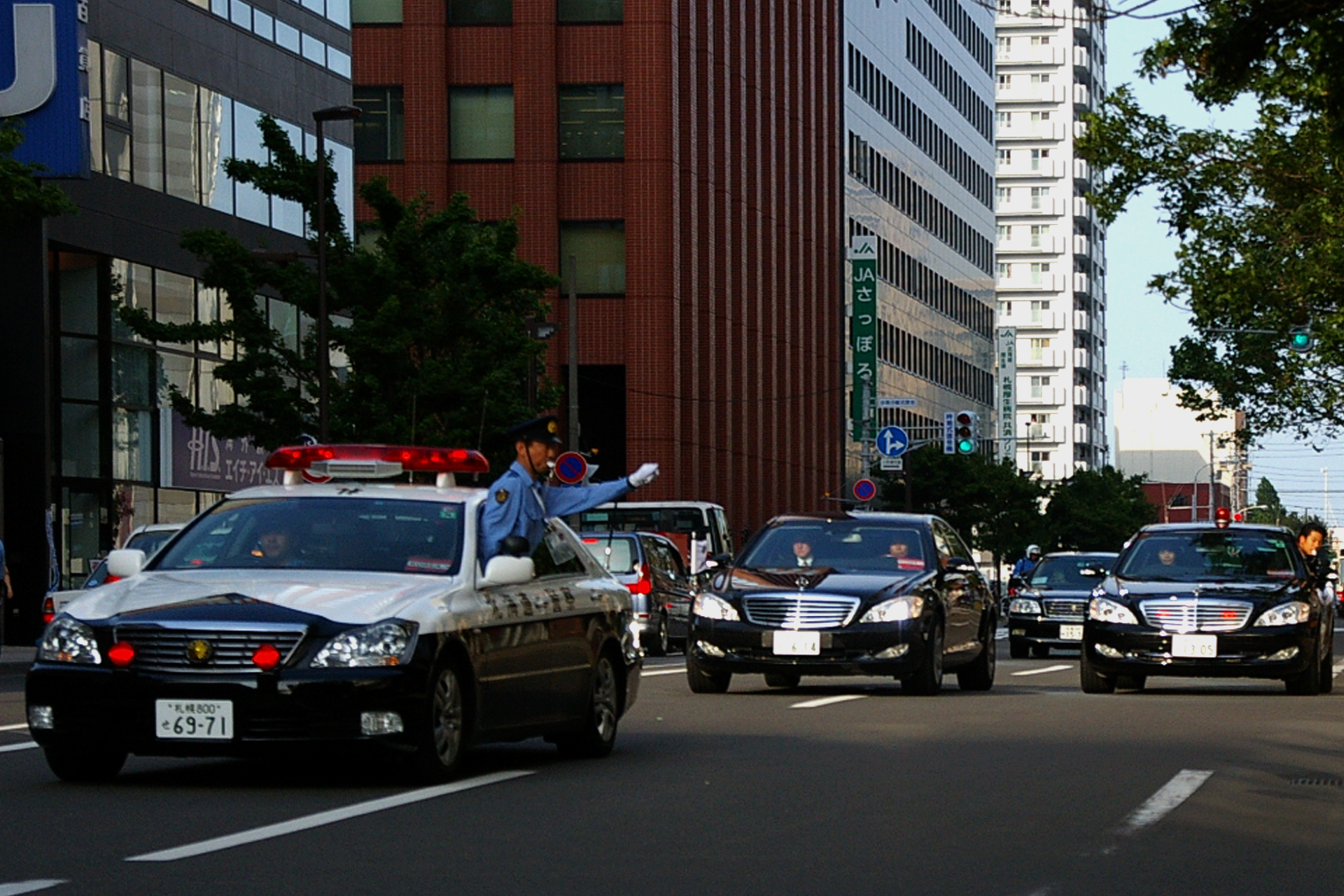
警護の様子

警護車は、主に皇族、内閣総理大臣、国務大臣、国賓、外国大使など国内外の要人警護を目的に使用され、ベース車にはトヨタのセンチュリー、セルシオ、クラウンマジェスタ、クラウンロイヤルサルーン、レクサス・LS、日産のシーマ、フーガ、スカイライン、ティアナ、ホンダ・レジェンド、スバル・レガシィB4（BM9）など、高級日本車やスポーツセダンが採用される場合が多い。
2008年頃にはベンツ・S600L（W221・右ハンドル防弾仕様）の高級車が数台国費導入されている。
- トヨタ・ランドクルーザープラド、トヨタ・ハイラックスサーフ、スバル・レガシィアウトバックなどのSUVをベースとし、警護の車列には直接加わらない遊撃警護車も配備されている。遊撃警護車は、頑丈なボディを活かし、いざという時には体当たりなどをして防護することができる[16]。

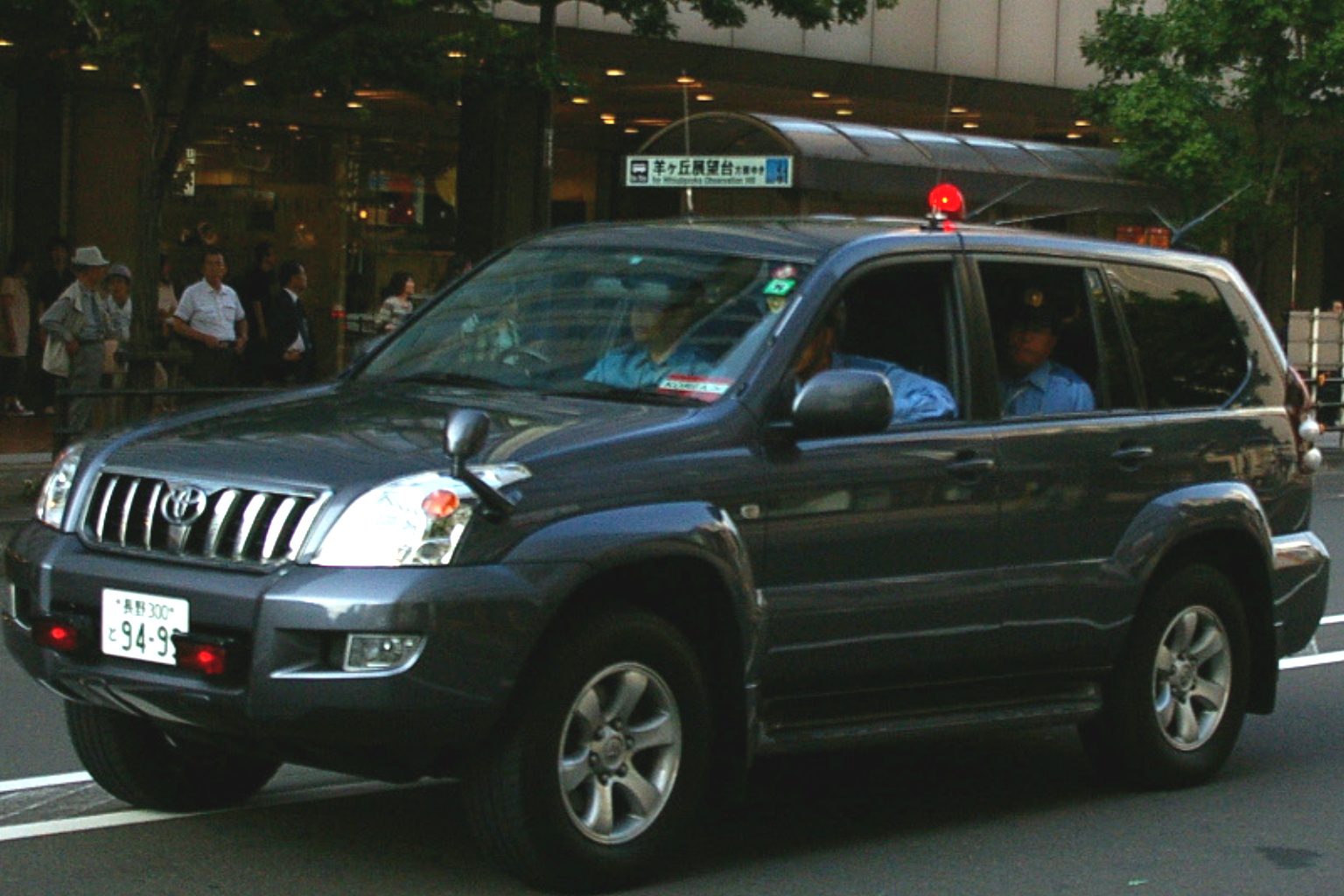
遊撃警護車の例(ランドクルーザープラド)

- 一部の車両を除き、交通取締用四輪車同様に、赤色警光灯が車内天井部に格納されており、ルーフ中央部分が開いて小型の流線型赤色警光灯が外部にせりあがってくる。前面赤色警光灯は、フロントグリルの中に取り付けられているのが一般であるが、近年は全国的に視認性を高める目的でLEDの前面赤色警光灯を装備する傾向にある。このうちセルシオ、レクサス・LS、フーガなどは防弾仕様も存在し、警察庁の調達区分上「特別警護車」として区別されている。基本的な仕組みは交通取締用四輪車と同じであるが主に白黒パトカーに装着されている補助ミラーを装着しており業務上必要ない速度計測用の機器（ストップメーター）を装備しないなど細部に違いがある。

- 一般的な車列警護の場合、先導車、警護対象者の乗る賓客車、警護車、そして最後尾の後押車(あとおさえしゃ)などで構成される[17][18]。
- 皇族護衛など特に重要な警護の場合は警護車列の前方を各都道府県警の白バイやパトカーが先導し、儀礼服を着装した皇宮警察 [19]の白バイが前衛に付き、皇宮護衛官が乗車する側車(サイドカー) が 御料車（ボンネットに錦の御旗が立つセンチュリーロイヤル）の側衛に付き、その後ろに侍従長や宮内庁長官らの乗車する供奉車(ぐぶしゃ)が続き、短機関銃や盾など、機動隊や警視庁警備部[20]と同等の装備を着装した皇宮警察特別警備隊の乗車する大型人員輸送車 [注 2]等が車列の前後に加わる [21]など、大規模な警護車列となる[22]。

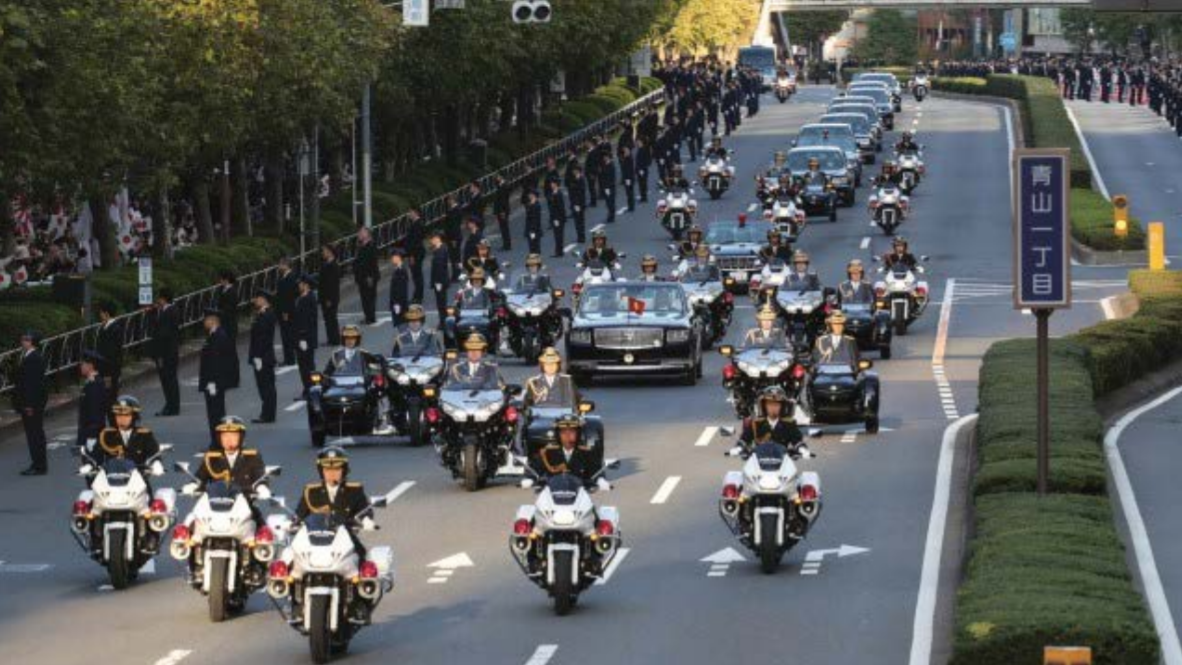
警護車列 [白バイ・側車・警護車]（皇宮警察）

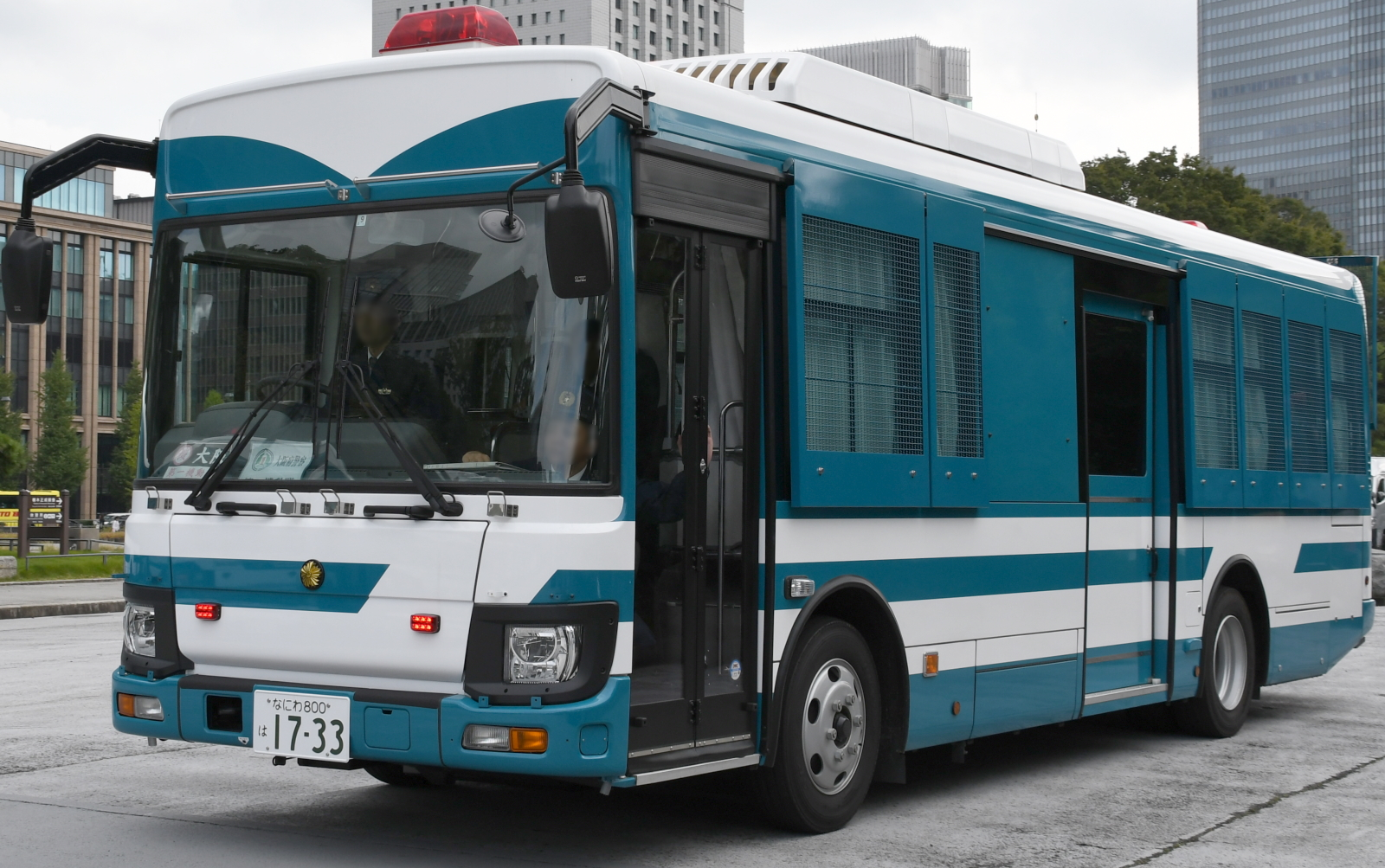
大型人員輸送車（いすゞ・エルガミオ）

- なお、この場合では警護車は緊急自動車とならず、車列の走行に障害となる一般の交通を一時停止させるため、警護員が警護車から身を乗り出し（「ハコ乗り」）、交通誘導灯を振るなどして一般車などを排除しながら走行する[23][24]。

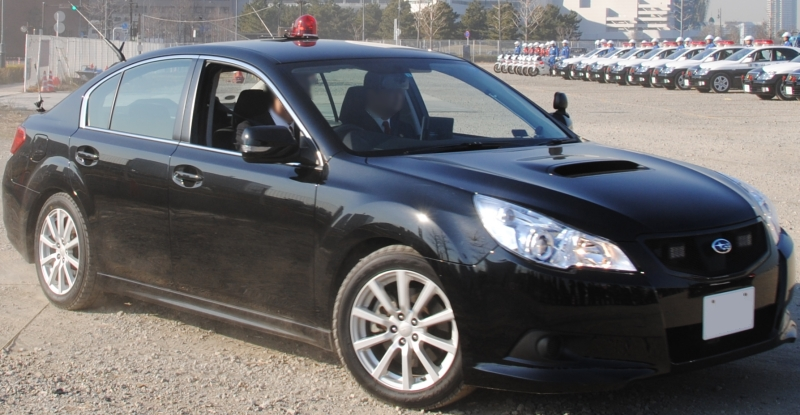
一般的な警護車の例(レガシィB4)
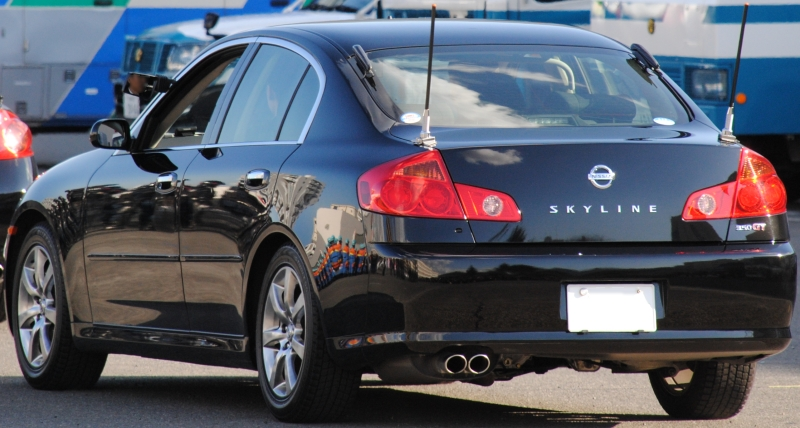
一般的な警護車の例(スカイライン)
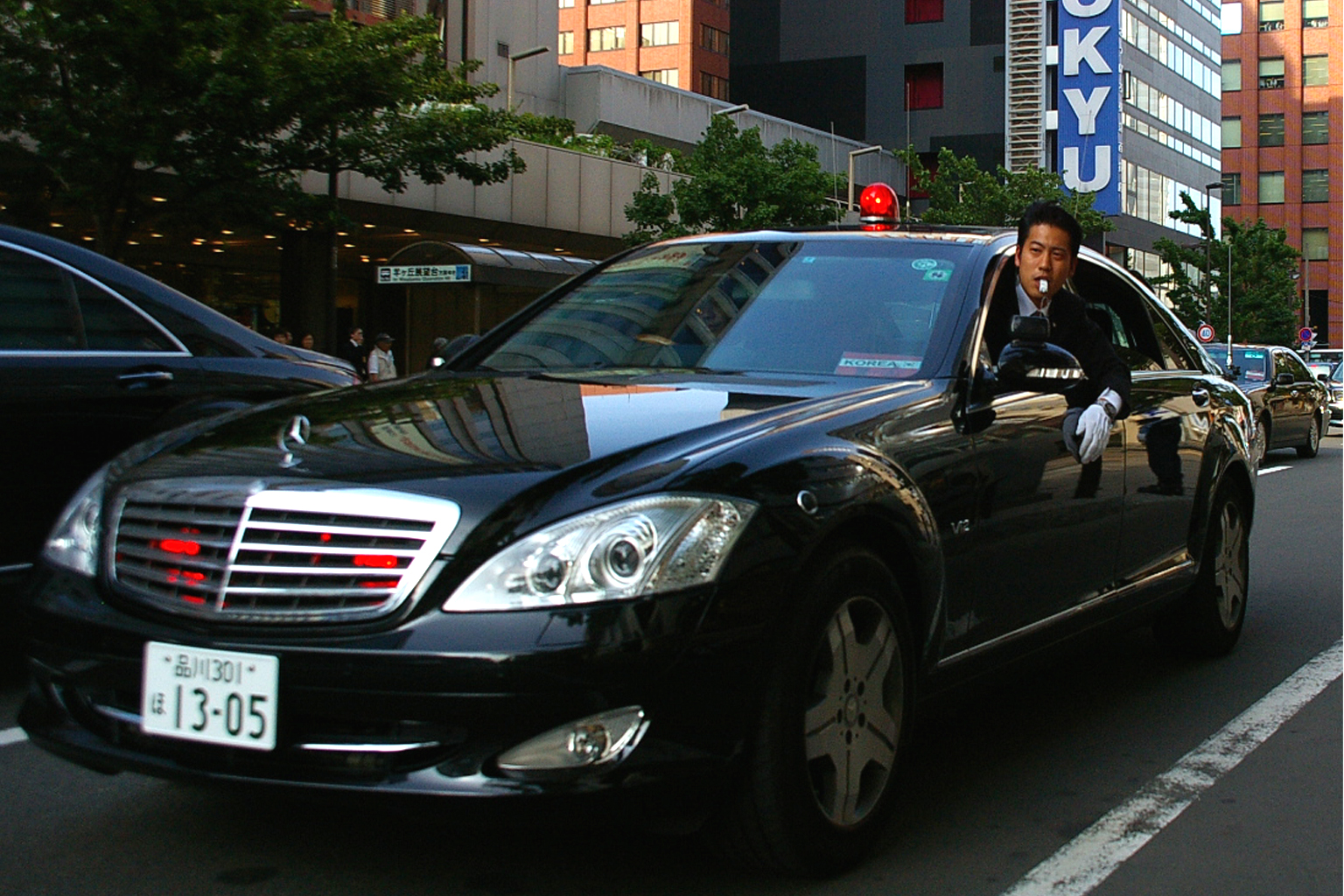
脱着式の赤色警光灯を装備した車両（S600L）
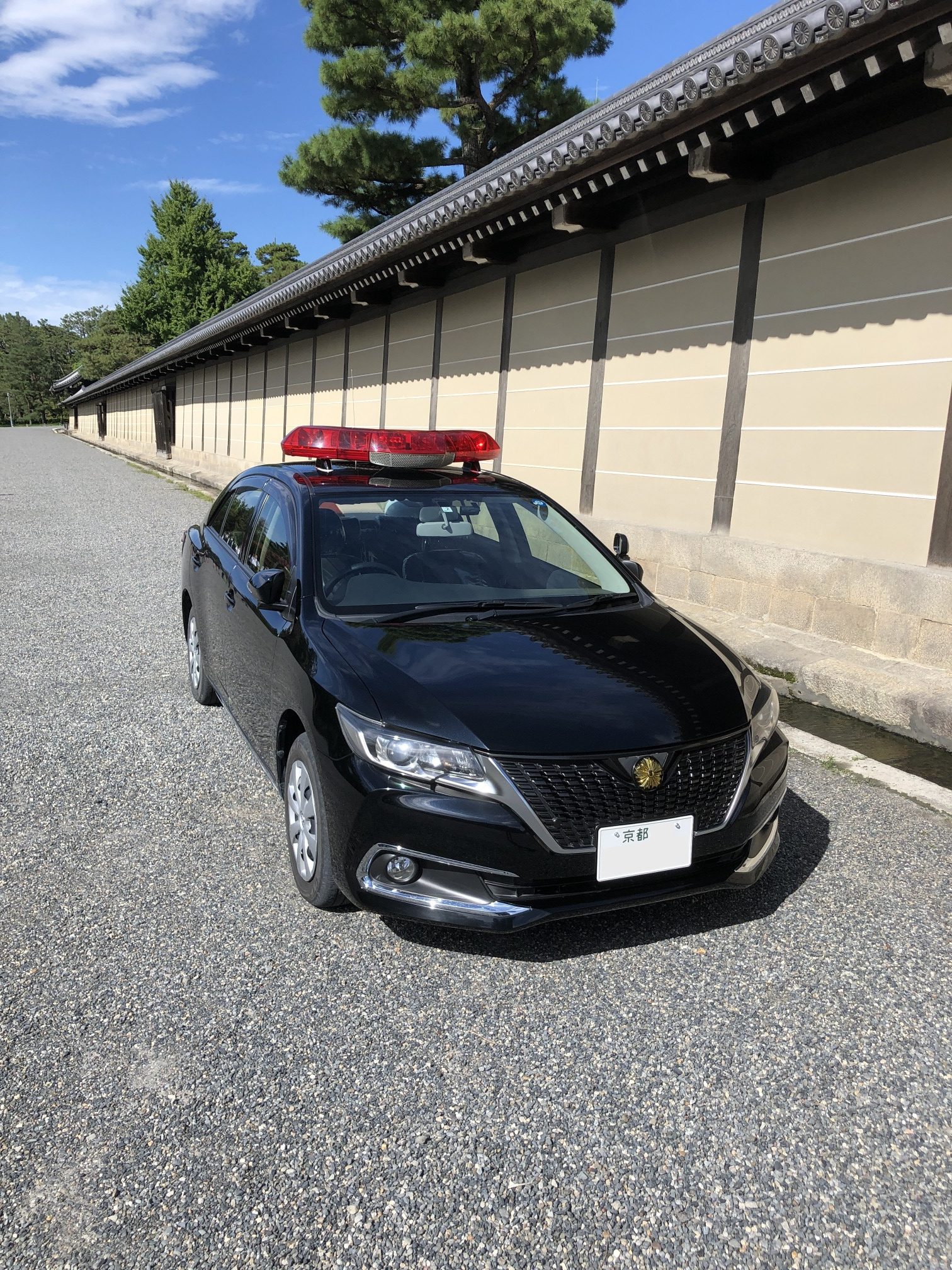
皇宮警察 京都護衛署の警護車両

#### 捜査用車
捜査用車は機動捜査隊、警察署（所轄署）の刑事課や生活安全課などに配備され、私服の刑事警察官が乗務し、捜査などを行う車両。鑑識課の機材車は、現場保存がされているために急ぐ必要はなく、緊急自動車指定されていない場合もある。

### ミニパト
1,500 cc以下でなおかつ、全長4,500 mm以下で5ナンバーサイズの枠内に入る（例外的にスズキ・SX4やスズキ・バレーノなどの様に全幅1,700 mmを超える3ナンバー扱いの車種も存在）小型自動車ないし軽自動車を用いたパトカーで、制服パトカーと覆面パトカーの二種あるが、一般的に現場ではミニパトと呼ぶのは本署から比較的遠方の交番や駐在所に配備される「小型警ら車」と、もっぱら違法駐車の取締や街頭での交通整理や指導を行うために使われる所轄署の交通課や交通機動隊に配備される軽自動車 - 1,500 cc程度の制服パトカー（現場でも「ミニパト」と呼ぶことが多いようである）を指すことが多い。「小型警ら車」と呼ばれる前者は1974年（昭和49年）、全国100か所の道路事情や気象条件の厳しい駐在所に初めて配備された（昭和50年版「警察白書」）。政府（警察庁）により国費で1,000 cc - 1,500 ccクラスのものが大量導入され、全国に配備されるため、街頭でも比較的見かける機会が多い。年度によっては4WD指定で入札が行われることがあり、2WD車の入札も行われる場合、その年度は2車種配備されることもある。
また、都道府県費での調達も少なからずあり、その場合は政府調達の車種と違った車種が導入されることもある。現場で「ミニパト」と呼ばれることが多い後者は、特に警視庁のような大都市圏では軽自動車を採用することが多く、取締りの際にパトカーを停車させるスペースさえも確保しづらい混雑した道路では威力を発揮する。地方都市ではいわゆるリッターカーと呼ばれるクラスを採用する傾向が多く、管轄が広く移動距離が比較的長くなることでの、耐久性などを考慮しているものと思われる。調達は、いずれも都道府県費によるものが大多数を占めるため、全国的に統一された車種ということはない。赤色回転灯とサイレンアンプを搭載して道路交通法施行令による緊急自動車の指定を受けている。
国費導入された小型警ら車の代表的車種

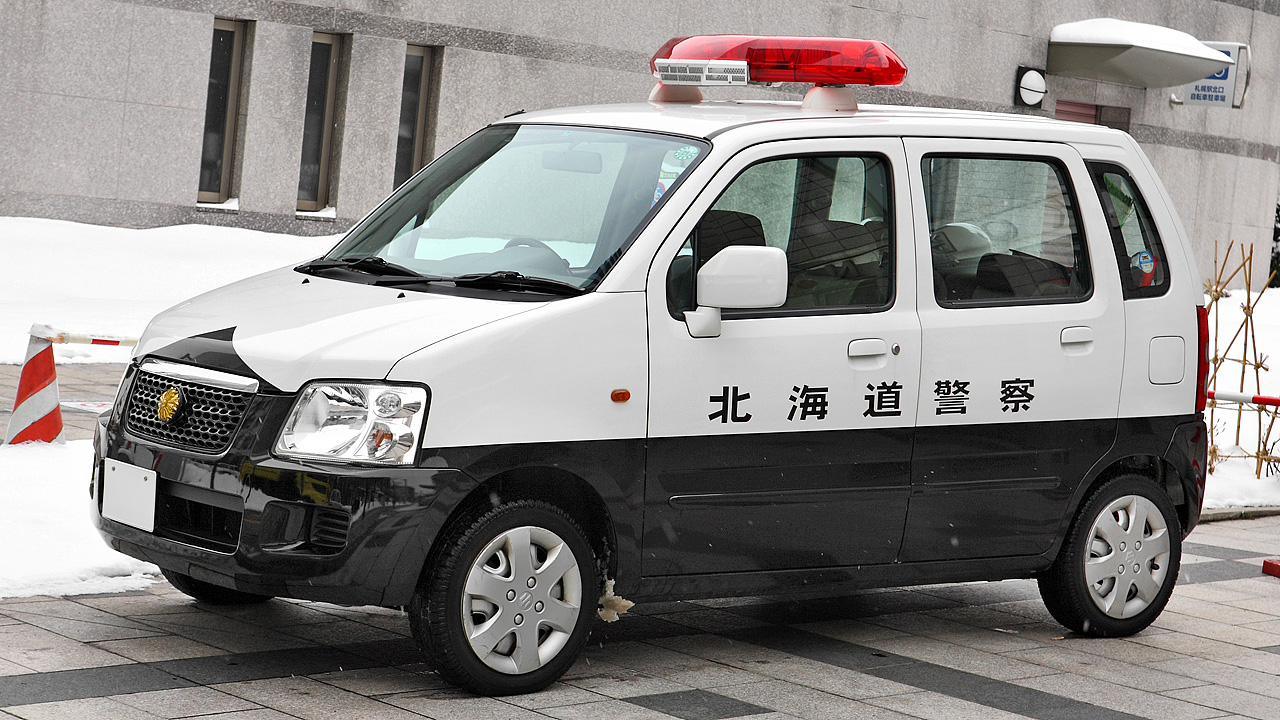
ソリオ（北海道警）

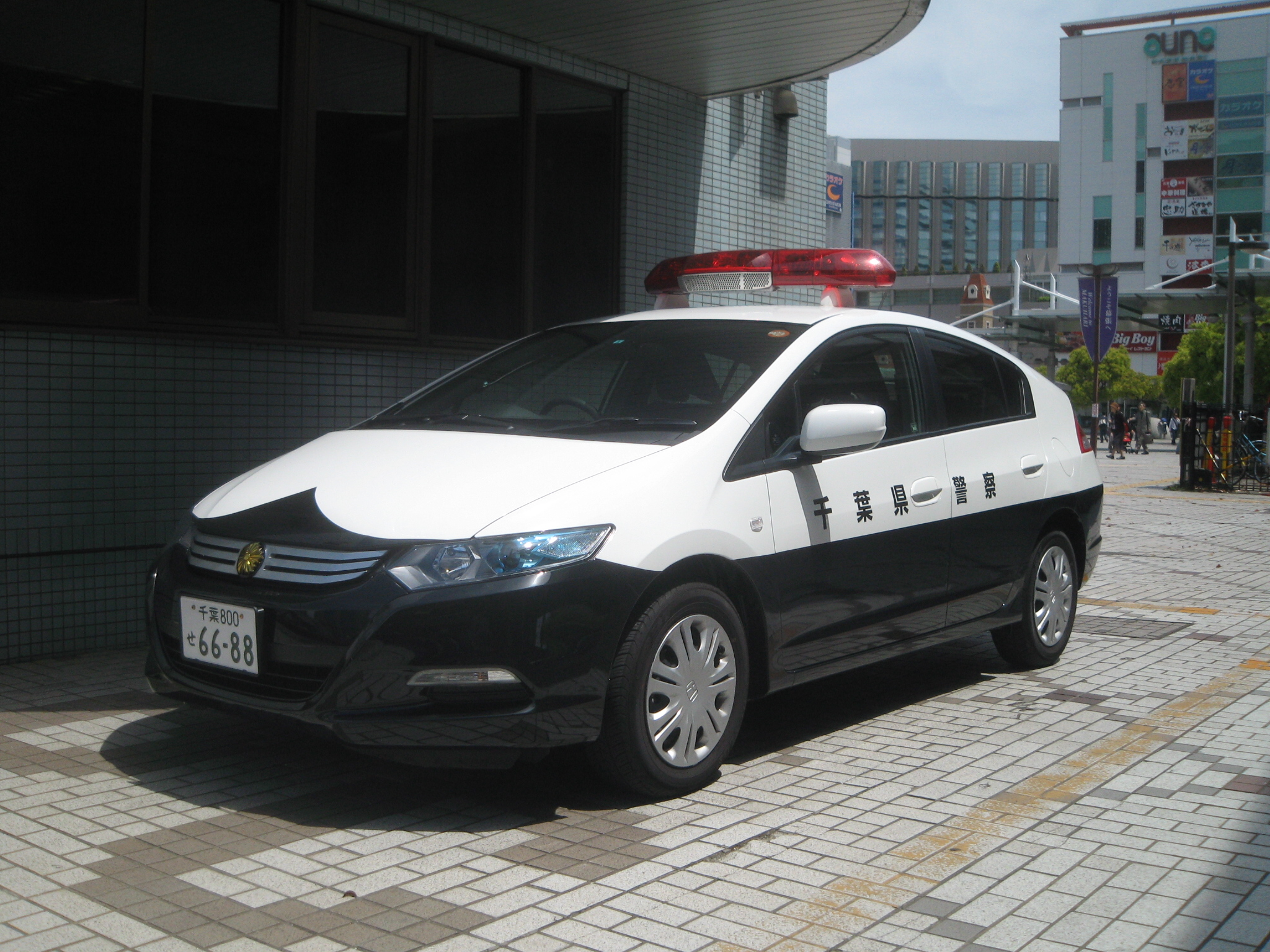
インサイト（千葉県警）

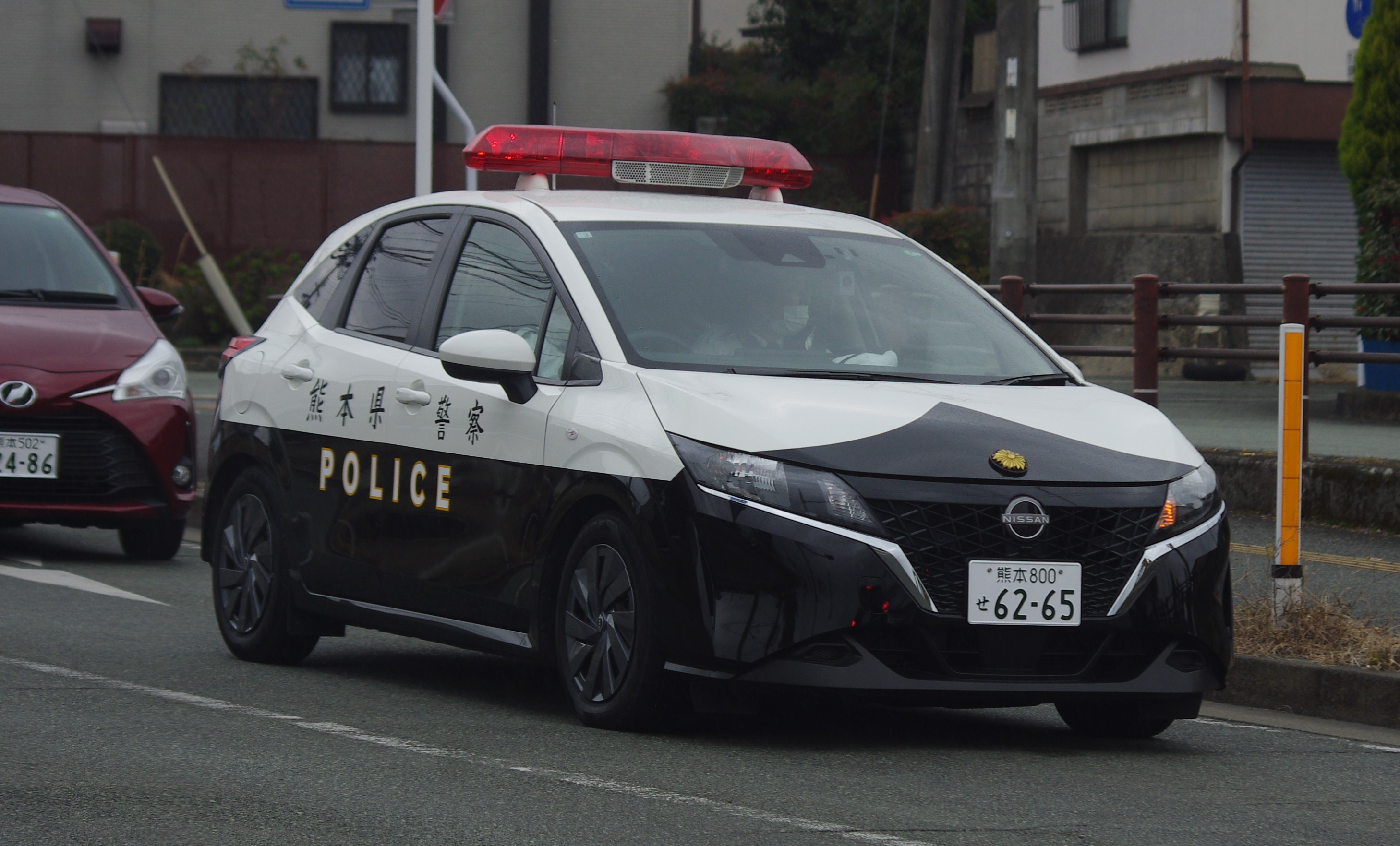
ノート(熊本県警)

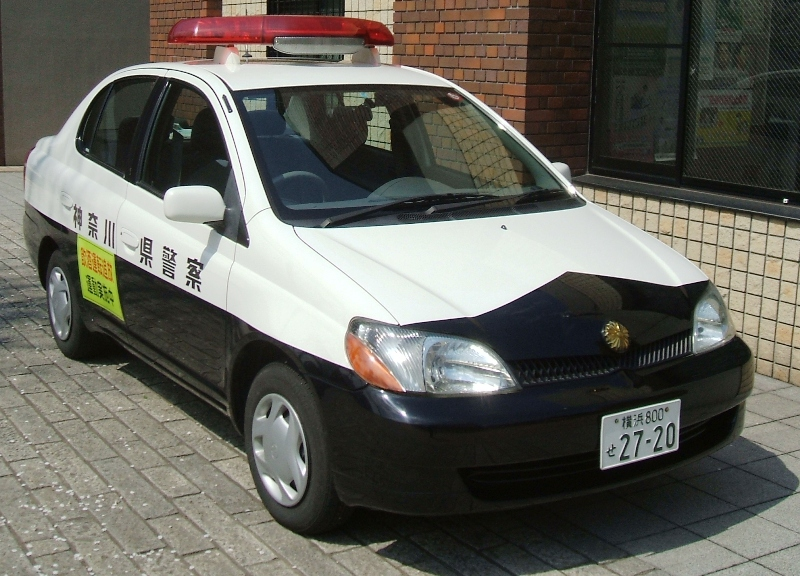
プラッツ（神奈川県警）

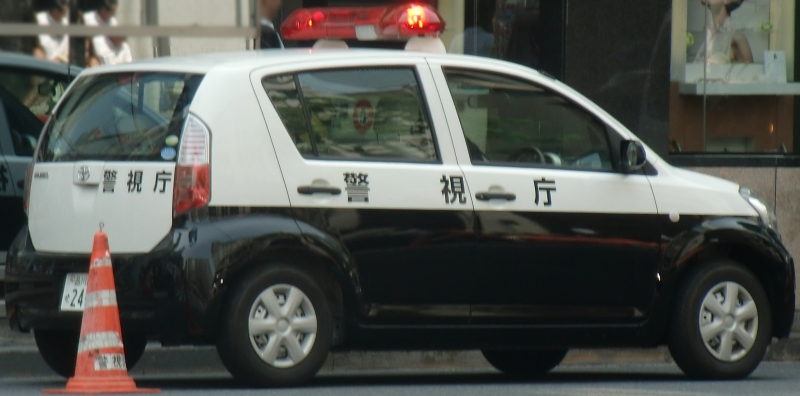
パッソ（警視庁）

- パッソ（2008・2009・2012年度国費分）
- プラッツ（2001・2002・2004年度国費分）
- インサイト（2009年度国費分）
- スイフト（2000・2001・2003・2005・2015・2019・2020年度国費分）
- ソリオ（2006・2007・2009・2011・2013・2014・2018・2019・2022・2023・2024年度国費分）
- ノート (2022年度国費分)

都道府県費で導入された車種
※ ☆は軽自動車、★は3ナンバー規格のボディが用いられた小型車
- スターレット
- キャミ
- ラッシュ
- ヴィッツ（KSP90/NCP95）
- ベルタ（NCP96）
- ファンカーゴ
- ist
- カローラアクシオ/カローラアクシオEX（各NZE164）
- ルーミー/タンク
- ライズ
- マーチ
- キューブ
- ノート
- サニー（FB15）
- パルサーセダン（N14・N15）
- ティーダラティオ（SC11）
- ラティオ（N17）
- デミオ
- ファミリアセダン
- トッポBJ☆
- コルト
- ランサーセダン（セディアは除く）
- kei☆
- インプレッサセダン（2代目の1.5Lモデルのみ）
- ジャスティ（日本仕様2代目）
- プレオ（初代のみ）☆
- シャレードソシアル
- ストーリア
- アトレー7
- テリオス
- テリオスキッド☆
- ブーン
- ビーゴ
- トール
- ロッキー（2代目）
- カルタスエスティーム/カルタスクレセント/カルタスセダン
- エリオ/エリオセダン
- SX4★/SX4セダン★
- イグニス
- ハスラー☆
- クロスビー
- バレーノ★
- ジムニーシエラ（ジムニーワイドを含む）
- デミオ
- アクセラセダン（初代の1.5Lモデルのみ）★
- ヴェゼル（初代のみ）★
- エクリプスクロス（ガソリン車のみ）★

またミラ（ジーノ、イース、トコット含む）、エッセ、キャスト（スタイル）、ハイゼットカーゴ、ミニカ、アルト（ラパン含む）、エブリイなどの軽自動車が特に警視庁などの大都市圏で多く見られる。
装備に関しては、無線警ら車と呼ばれるクラウンなどの制服パトカーよりも簡素化されているのが通例で、速度取締用のストップメーターや車載型の無線機などは装備されていないことが多い。そのため、多くの警察本部では小型警ら車の運用要領などを定め、乗車する警察官は携帯無線機や無線受令機を携行するよう定めている。多くの車両にはアンテナは設置されており、これに接続されたケーブルを無線機に接続し運用する事も多い。一部の車両では、データ通信端末やカーロケーションシステムなどを搭載している。
また、近年無線警ら車に装備が進むカーナビゲーションは、運用性格上あまり必要とされていないためか、装備されていることはほとんどない。無線警ら車と異なり、パトカー専用グレードで製作されるものではなく市販車がベースであるため、ベース車の装備はそのまま残されている。赤色灯は小型の散光式警光灯が取り付けられているがブーメランタイプについては他のパトカーと同じである。

### パトカーの主要装備

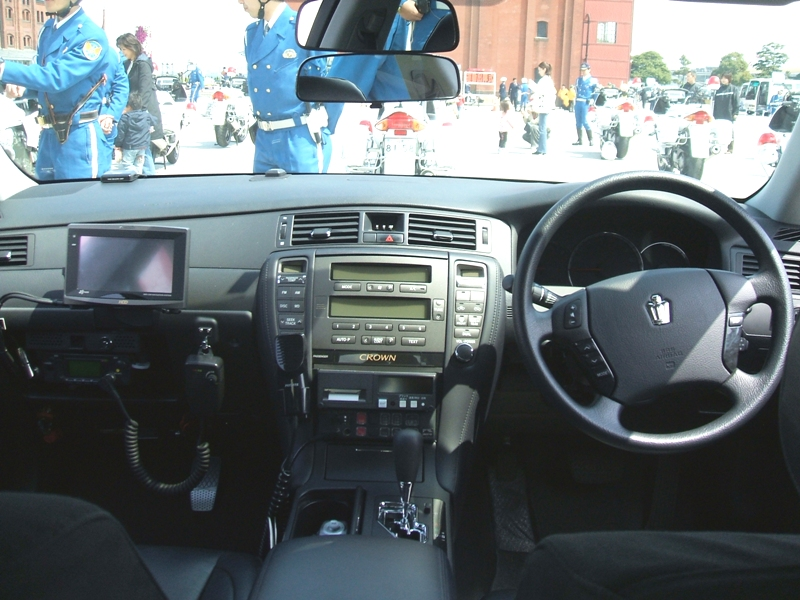
交通取締用四輪車（交通取締用無線自動車ないし反転警光灯）たるパトカーの内装および装備品（クラウン）

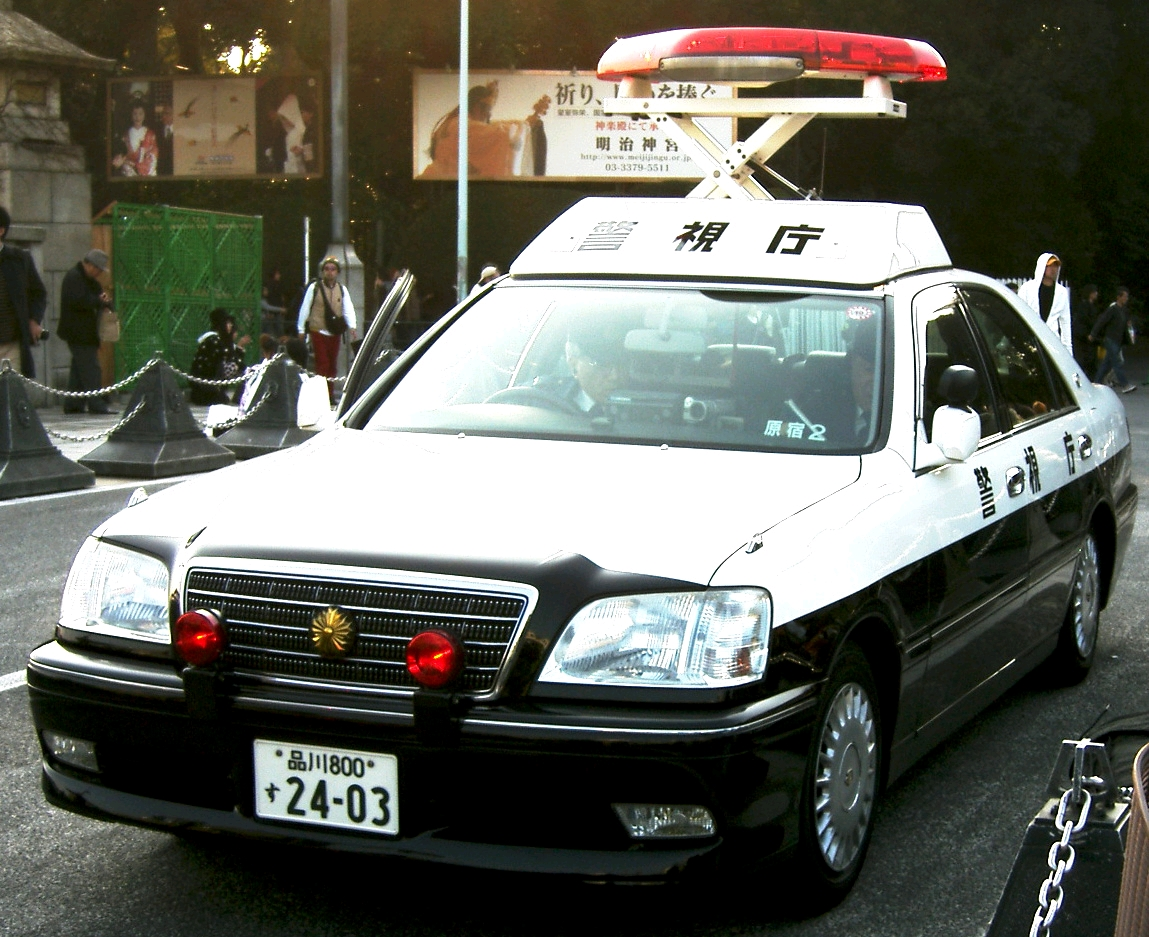
赤色灯を上昇させたパトカー

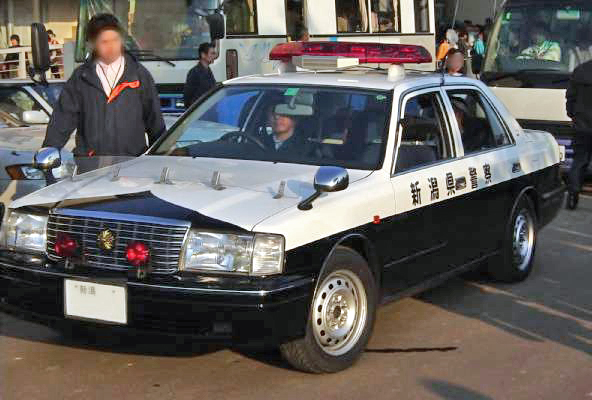
バグガードを装着したパトカー

- 赤色回転灯 - 散光式警光灯、集光式警光灯、前面形警光灯。日本国外では警告標識灯。都道府県や所属によっては、スピード計測用に前面警光灯のみ点滅させることができる車両もある。前方300メートルからも確認できる[5]。
- 昇降機 - 2000年以降の専用グレードを持つ警ら用パトカー（クルー、150系後期型以降のクラウン）に装備。散光式警光灯を地上3メートル程にまで持ち上げ、被視認性を高める。赤い光の点滅が見えない後続車に、職務質問中の警察官が接触されて負傷する事案が相次いだための対策。この装備を持つ車両はその姿から「鏡餅」と呼ぶ人[誰?]もいる。
- サイレンアンプ - 拡声装置付きサイレン。前方20メートルで90デシベル以上 - 120デシベル以下[5]。かつては松下通信工業製が多かったが、現在はほぼ全てがパトライト製。音は消防車と同じような「ウーウー」という音である。刑事ドラマのパトカーの出動シーンで「ファンファンファン…」という音が鳴ることがあるが、これは1970年代から1990年代にかけて警視庁の所轄署地域課（当時警ら課）の警らパトカーで用いられていた音で、現在では使われていない。
- ストップメーターまたはスピードガン - 警らパトカー、交通パトカーが装備。速度違反車両の速度測定に用いる。
- 警察無線、データ通信端末（グローブボックスを外して装着する）とアンテナ
- カーロケーター - パトカーの現在位置を警察が把握できる装備だが、ない車両も少数存在する。
- ドライブレコーダー - 警らパトカーに装備。違反車や犯行車両追跡時に使用し、前者の違反行為の証拠や犯人割り出しに使われる。フロント中央部に設置される。
- 助手席用ルームミラー - ない車両も存在する。
- 助手席用ナビミラー - Aピラーとドアミラーに装着するタイプがあり、前者は多くがカーメイト製。助手席の足元には、ペダルを踏んでいる間だけ吹鳴する、モーターサイレンまたは電子式サイレンのスイッチペダルがある（他車両や人などによる突発的危険時に手動よりも足元の方が速く、サイレンの吹鳴ができ危険への警告ができるからである）。
- 防犯板 - 後部座席から運転者が攻撃されるのを防ぐため、運転席上部に取り付けられる透明アクリル板。タクシーと同様のもの。
- 探索灯
- カーナビ - 事件・事故発生場所を迅速に確認。パトカーのみならず、ほとんどの緊急自動車に標準装備されており、他のパトカー・緊急車両の位置も瞬時に把握可能。
- バグガード - 走行中にフロントガラスに虫が当たって付着するのを防ぐための板。ボンネット上に透明な板を取り付け、空気の流れを制御する。高速隊白黒パトカーに装備されるが、170系クラウンを最後に装備されなくなった。
- 電光掲示板 - 一部の高速隊パトカーの車内後方に装備。「左に寄れ」「パトに続け」等のバリエーションがある。パトサインとも呼ばれる。
- ETC車載器　- 一般車についている物と基本的には同じ。挿入されているカードは特殊な公務通行用カード。
- 一部の高速パトカーは日本製日本国内向け市販車の上限である180 km/hを超える速度性能を持つ。

パトカーの後席右側のドアは内側から開かない場合があるが、これは一般車でも装備されているチャイルドロックがされているだけであって特別なことではない。ただし、解除できないようにつまみを固定していることが多く、制服パトカーや交通取締用の覆面パトカーは内側のドアハンドルやドアリンクなどが取り外され、外からしか開かないよう改造されている。

#### トランクに積まれている主な用具
- カラーコーン、矢印表示板、後続車に規制を知らせる赤旗（事故現場での車線規制時に使用）
- 「止まれ」の表示旗（検問や職務質問のため車両を停止させる時に使用）
- ウォーキングメジャー、巻き尺、チョーク（事故現場の実況見分時に使用。チョークは駐車違反取り締まり時にも用いる）
- ジュラルミン製またはポリカーボネート製の盾（機動隊とほぼ同型だが高さが約10センチ低い。ジュラルミン製のものは裏が緑色に塗装、縁も車体の損傷防止のため緑色のウレタンが装着されている）、刺又（暴動鎮圧や人質立てこもり・監禁事件における強行突入時に用いる。機動隊や特殊部隊が用いる物と同型）
- 刺又（刃物や銃器などの危険物を持っている犯人の動きを封じ、逃げられないよう迅速に身柄確保する時に使用）
- 懐中電灯（一般的な3ボルトではなく6ボルトや12ボルトの強力灯。夜間のパトロール・出動時に使用）
- トランジスタメガホン（災害及び事故発生時における避難や交通規制の告知・暴動やデモの鎮圧・雑踏警備時における観衆への呼びかけ・立てこもり犯への説得などに使用。パトカー助手席にあるマイクとサイレン兼用スピーカーをハンドマイク代わりに用いる場合もあり）
- 誘導棒（事故現場やイベント会場の雑路警備等での交通整理や緊急配備時における車両検問の停止呼びかけに使用。「ニンジン」「シグナルライト」など俗称や商品名を含めて複数の名称がある）
  - 発光機能を持たない反射材付きバトンを同じ目的で使用する場合もある。
- 雨衣（雨天時のパトロール・捜査に使用　交通警察は白色雨衣で、前後と袖と裾に光反射布付）
- ヘルメット（事故処理・実況見分時に使用・光反射材付）
- 救急箱（事件・事故現場にいる負傷者の応急処置に使用）
- 規制線（事件・事故発生現場へ捜査関係者以外の部外者が立ち入るのを防ぐために貼る「立入禁止 KEEP OUT （警察本部名）」と書かれた線。かつてはトラロープに「立入禁止　（警察署名）」のプレートを下げたものだったが現在の主流は「バリケードテープ」という、文字が印刷された黄色の非粘着性ビニールテープ。パトカーのバックミラー支柱は規制線固定箇所としてよく使われている）
- 飲酒検査用具（職務質問時に酒の臭いがした運転者に対し飲酒検査を行うための道具。ストローの先端に付いている袋に運転者より息を吹き込んでもらったのち、アルコール反応が出ると色が変わる気体検知管を吹き口に差し込んで呼気に含まれるアルコール濃度を測定）
- 薬物検査用具（職務質問時に不自然な言動を取った人物に対し麻薬・覚せい剤・危険ドラッグ使用の疑いがないかを調べる道具。短い試験管と、麻薬・覚せい剤などの薬物反応が出ると色が変わる検出剤などが木箱に収められている）
- 車輪止め・駐車禁止標章（標章は駐車禁止区間に駐められた車両のフロントガラスに貼り付け、当該車両が違法駐車である旨を示す。車輪止めは「車輪止め」標識付き駐車禁止区間へ違法駐車された車両のタイヤを固定し動かせなくする鍵付き輪留め。いずれも運転者自身が所轄の警察署へ申告せず勝手に撤去すると道路交通法「駐車禁止遵守」違反となり罰金=反則金が科せられる）
- 交通違反切符（シートベルト不着用・信号無視・運転中の携帯電話使用・一時不停止・指定方向以外通行禁止違反・一方通行逆走などの交通違反をした旨を示す切符で、赤と青と白の3種類ある。全ての警察官は反則告知手続きの処理が必ず出来なければいけない）

パトライト昇降機構非装備のパトカーでは、トランク蓋内側に回転灯を左右に一つずつ装備している車両もある（点滅するLED警光灯の場合もある）。
その他、パトカー乗務時に警察官は所轄地域の住宅地図や道路地図、クリップボード、ノート、筆記用具、デジタルカメラ・ビデオカメラ（いずれも違反車や事件・事故現場の証拠写真・映像撮影用）、メモ用紙、携帯無線機（他の警察車両・警察官や所轄警察署との連絡用）、警笛（交通整理及び危険周知用）、手錠（逮捕状執行時に対象被疑者の手首へ装着し拘束するための輪）などを携行する。最近ではスパイクシステムを一部の車両に搭載している様子が警察24時等の番組でも確認できる。また、最近では警らパトカー等に自動体外式除細動器が積載してある車両もいる。

#### 一般車両と覆面パトカーの相違点

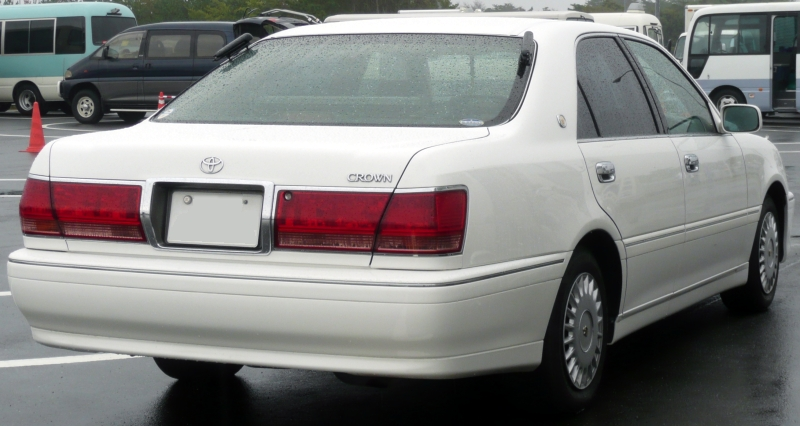
170系クラウンの例。グレードエンブレムを装備せず、リア窓ガラスにTAアンテナを装備

かつての覆面パトカーは、8ナンバーであった。乗用車はモノコックボディということで、反転式赤色灯の装備が「構造変更を伴う車体改造」となり、それを取り付けた事によって「車体の形状」が「警察車四輪」に変わるためである（陸運局に提出する構造変更概要の書類において、「車体の形状」は書き換える事ができるので8ナンバーとなっていた）。
現在、制服パトカーでは型式認定を受けているクラウンも含めて全てが「持ち込み登録」となり、記載事項の変更をする。高さや重量が変わるためで、「車体の形状」も「箱型」などから「警察車四輪」に変わるため8ナンバーとなる。赤色灯等の取り付けのためにボディに穴を開けたり、エンジンやミッションなどを載せ変えたりしている場合もあるため、こういった場合は構造変更の検査・登録も同時に行う。サンルーフ仕様車を架装ベース車とすることにより構造変更要件をパスしている車両もあるとされる（元々ガラスなど重いものが付く上、同時に補強もされているので架装時の補強が不要とされることから）。
覆面パトカーは車両の入れ替えなどにより大部分が3ナンバーまたは5ナンバーになっている。しかし、注意して観察すると下記の特徴、相違点を見出す事ができる（基本的に交通取締用四輪車・警護車に限った特徴。捜査用についてはこの限りでない）。
車種トヨタ・クラウン、日産・スカイラインなど排気量2,500 cc以上の中大型セダンが多い。
車体エンブレム例えばクラウンでは通常「CROWN」という車種のエンブレムの横に「ROYAL SALOON」などグレードを示すエンブレムがあるが、パトカーの場合は「CROWN」という車種のエンブレムのみである。ただし、所属場所で新たにグレードバッジなどを付けているものもある。
アンテナの装備
警察無線用にNTTドコモから供給（製造は電気興業株式会社）された、外観が自動車電話用と同一のアンテナ（TL型アンテナ、TLアンテナなどと呼ばれる事がある）をトランクリッドに立てている。これは警察無線用であり、周波数帯が違うために内部の構造および電気的特性は自動車電話用とはまったく異なっているが、自動車電話用に擬装するためDoCoMoマークが入ったアンテナを使用している（データ通信用等の目的で携帯電話を装備し、正規の自動車電話用アンテナを立てている車両も存在する）。警護車では広域無線など複数の系統を使用するためアンテナが2本以上立っている場合もある。最近は、自動車電話の減少により、自動車電話のアンテナ自体が目立つようになってきて、擬装の意味がなくなってきたことから、自動車TV型（ダブルダイバシティ）（TA擬装（型）アンテナまたは、単にTA（型）アンテナなどと呼ばれることがある）が多くなっている。
近年では、フィルムアンテナ（フロントおよび、リアのウインドウに貼り付けるアンテナ）などの普及により、自動車TV型アンテナの装着車が減少して、TA擬装アンテナも目立つようになり、擬装の役割を果たせなくなってきた。それにより、今までには装着のなかったような種々の擬装アンテナ（フィルムアンテナやユーロアンテナなど）が装着されはじめている。
フロントグリル
クラウン、セドリックなどの場合、フロントグリル内に点滅式の赤色警光灯（「前方集中式警光灯」）を装備する。4ドアのスカイラインの場合、前面ナンバーの両サイドにフォグランプを模した赤色灯や、格子状のレンズカバーが付いている。また、捜査車両などはオートカバー付のフォグランプを模した赤色警光灯を装備している場合が多い。一部の捜査車両などでは助手席のサンバイザー部分にフラットビーム（サンバイザーに付ける、赤色LEDを多数並べた全面発光式点滅灯）を装備していることもある。
リアビューミラー
アウターリアビューミラーは一部の例外を除き、従来フェンダーミラーが大半であったが、現在ではドアミラーを装着した車種が多い。相勤用のために、助手席側のサッシ（Aピラー側）に市販車にはないアウターリアビューミラー（ナビゲーターズミラー）が付いているが、目立つため最近は装備していない覆面パトカーも多い。覆面以外でこれがついているのは教習車やごく一部のハイヤーなどだけである。インナーリアビューミラーも、助手席2段（クラウンなど）や横2列（セドリックなど）のもの、最近は市販されている吸盤貼付け式のサブミラーが付いたものもある。
ホイール
現在新たに導入されている車両では、ほとんどが純正のアルミホイールか、スチールホイールにホイールキャップが装着されている。また、地域上必要な場合（降雪地におけるスタッドレスタイヤ装着等）は、市場から調達した社外品のアルミホイールや旧型車のホイールなどを装着することもある。
乗車人数
基本的には2名乗車である（運転手は若手警察官、助手席には先輩あるいは上司のベテラン警察官が車長として座る。車長は通常は運転手を監督するだけだが、不審車追跡など緊急時には無線連絡と安全確保のための拡声器広報で、マイク二つを抱えることになり、事故を起こさないよう、かつ相手に振り切られないよう操る運転手同様、非常に忙しい）。覆面乗務中はヘルメットを装着しないで乗務することを認めている警察本部も多いが、近年では交通警察官の職務中の受傷事故や殉職が増加傾向にあるため、覆面車乗務中でもヘルメット着用を定めている警察本部も増えてきた。ブルー系の制服（冬季は黒）を着た交通機動隊ないし高速隊員が乗車していることが多い。なおパトカーの後部座席は通常、大規模事件・事故や警備等の際の応援警察官や研修中の新人警察官を乗せたり、任意同行者や検挙・逮捕者を乗せる空間（両側を警察官で囲み護送途中で逃げられないようにする）となっており、外部の一般人を乗せるための空間ではない(例外的に高速隊では、事故車や故障車に乗っていた乗員がレッカー車に乗り切れない場合に最寄駅まで乗車させることがある)。

### 車種
パトカー専用モデル、あるいはパトカー仕様を持つ車種は、トヨタがジープBJ、ランドクルーザー（主に国警向け）、トヨタ・パトロール（専用、生産終了）、トヨタ・パトロールカー（専用、生産終了）、クラウンパトロールカー（現行型製造中）、マークII（市販車の6代目まで）、日産がパトロール（主に国警向け）、セドリック（セドリックセダン）（生産終了）、グロリア（市販車の7代目まで）、クルー（生産終了）、スカイライン（市販車の7代目まで）、既に生産を中止しているメーカーのものでは三菱のギャランΣ、シグマ、マツダのルーチェなどが挙げられる。2012年までは仕様書に「6気筒以上であること」という規定があった（ギャランΣは4気筒だが、サイレントシャフトの採用により例外的に導入された）。

#### 購入・配置
警察庁が購入し各都道府県警に配備する国費配置車と各県が購入する県費配置車が存在するが、大量に要する国費配置車は現在国産で唯一パトロールカー専用グレードをもつトヨタ・クラウンパトロールカーが圧倒的に多く、最近は警ら用や交番配置用としてパッソ・ソリオなどが国費または県費で大量に購入されることが多い。ただ、専用グレードがないため国費と県費、また購入時期によって導入するグレードが違う場合もある。エスティマ（警視庁）、ティアナ（北海道警）、日産・サファリ（愛知県警）など少数存在するが都県費での購入となり台数も少ない。また最近では地域事情（積雪地であることなど）からメーカーでパトカー専用グレードを設定していない車種を県費で購入するケースもあり、青森県警のレガシィB4などがこれに当てはまる。
財政事情の悪化により、数十台分という予算を一括計上する事が困難になっている事から、一部においては購入ではなくリース導入する例もあり、このような車も緊急自動車としてサイレン・赤色灯を装備している。消防車や救急車に於いては古くからリース導入の実績はあったものの、これらは一般のリース車と異なり他用途への転用や中古市場への流通が出来ない事からクローズドエンドリースであり、リースアップ後は廃車される。
パトカーは、各自動車メーカーに「パトロールカー」「パトカー」というグレードが市販モデルと別に存在しており、一般車と同じようにカタログもある。このカタログは警察関係者以外は請求できない。また、警察庁の規格に適合するために作られた「警察納入専用グレード」がある車両もある。

#### パトカーの寄贈

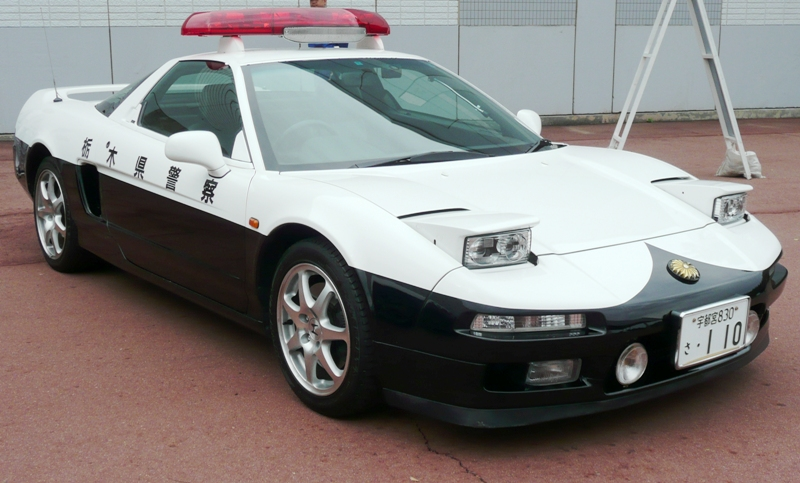
ホンダから寄贈された栃木県警のNSX

自動車メーカーから直接寄贈されているケースも存在する。神奈川県警察の歴代フェアレディZ、スカイラインGT-R（横浜工場および大森ファクトリーが存在する縁故）、栃木県警のNSX（寄贈当時、NSX専用工場が県内にあった縁故）が代表的な例である。又、有志の一般人によるものもある（埼玉県警察高速隊のトヨタ・スープラ、栃木県警察のレクサスLCなど）。
一方、外国車の場合は地元有志（ロータリークラブ、地元自動車ディーラーなど）による寄贈が多いといわれている。
また日本国政府は、東南アジア諸国の治安対策を支援するため、フィリピンやベトナムにパトカーを提供している。

#### 退役と廃車

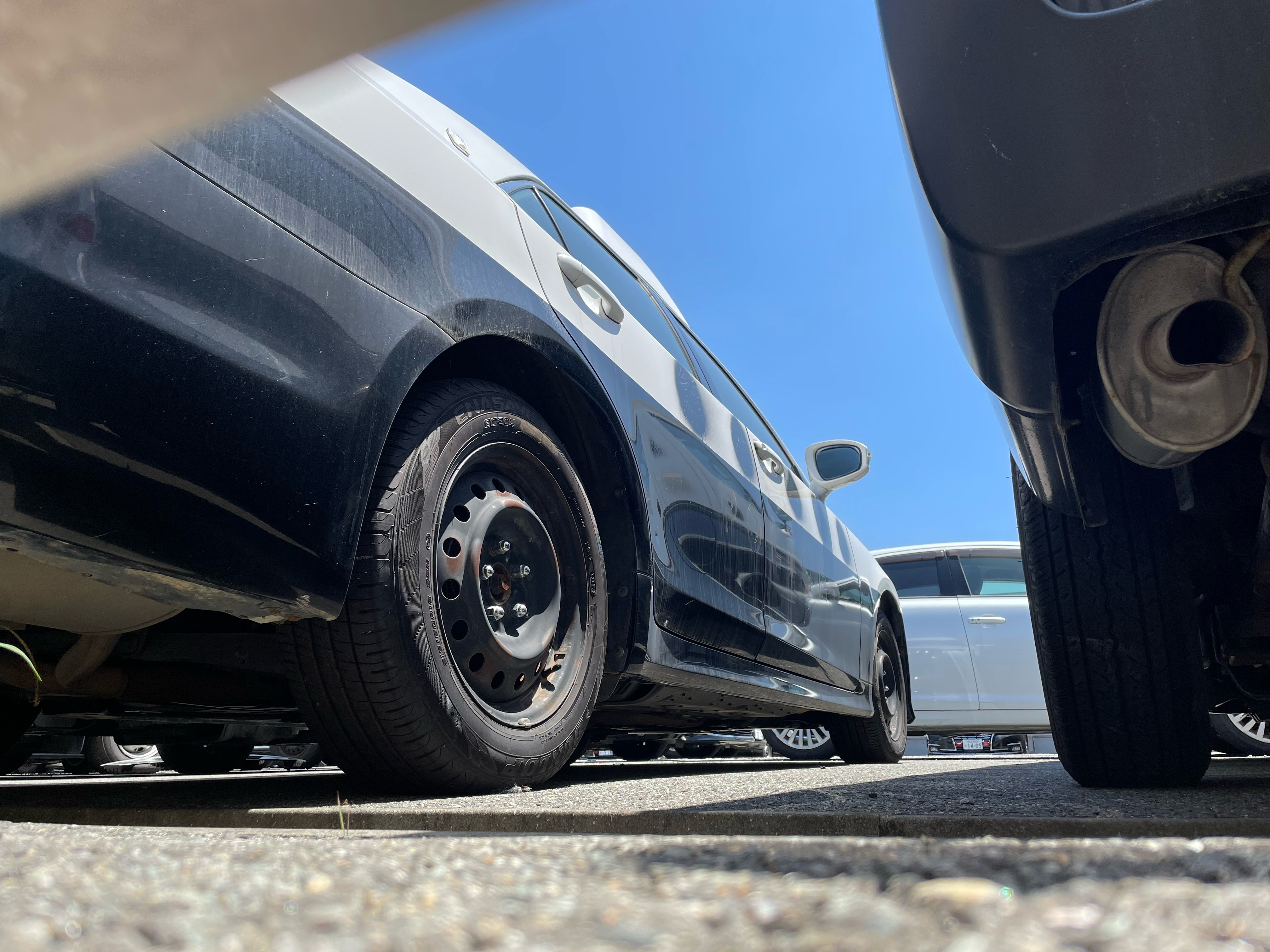
県警表記が塗りつぶされた廃車

年間で3万キロメートル以上走り、5〜6年で新車と更新される。中には地域用のパトカーで30万キロから50万キロ以上走るものもあるが、ほとんどのパトカーは退役する。悪用防止の観点から、消防車や救急車などと異なり一般への払い下げはされず、無線機等の保安上の問題となる資機材を撤去もしくは破壊し、一般の修理工場などに送られ廃車手続きを行って解体処分される。まれに例外として、綿密な検査で耐久寿命が残っている車両が高速隊仕様から警ら仕様にダウングレードされて再度パトカーとして使われたり、表記を所属警察のものから「交通安全指導車」などと書き換え、交通安全協会等へ送られて交通指導車として余生を送るもの、新潟県警のポルシェ・911のようにイベント用として残されるものなどもある（前述の通りあくまでも稀なケースであり、多くの交通指導車は市販車に白黒塗装を施し、赤色灯とスピーカーを取付けたもの）。
また、珍しい例として覆面パトカーの一部が警察での用途廃止後、そのまま自衛隊の警務隊(自衛隊の中の司法警察組織)に譲渡された例もある。

#### パトカー専用モデルの詳細

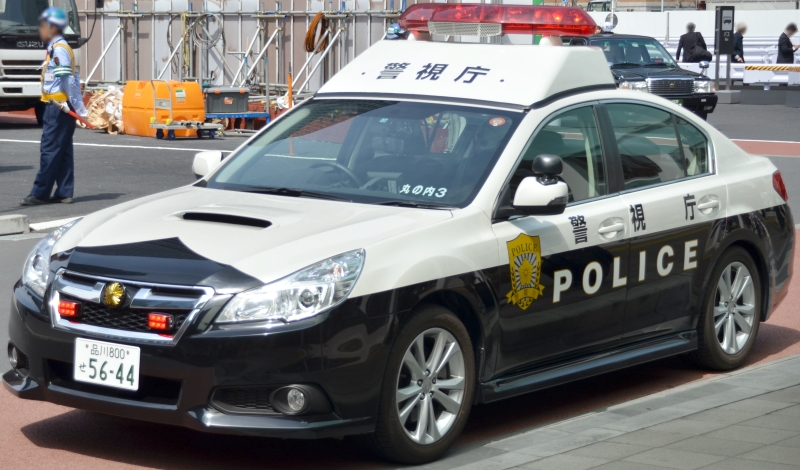
レガシィB4（警視庁）

ジープBJ、ランドクルーザー
BJ型、20系、40系（1953年 - 1960年代）
初代のトヨタジープBJ型は警察予備隊の小型汎用車両の競争入札に参加する目的で設計された。結果として、競合車であった日産・4W60型と共にウィリス・ジープのノックダウン生産（後にライセンス生産で国産化）である三菱・ジープの前に敗れ、民需の道を模索することになる。そのような中、頑丈なシャシと強力なB型エンジンが評価され、国家地方警察（国警）の警ら車両として採用される。
二代目のJ20系では国警向けに力を注いだ結果、全ラインナップの半数が後輪駆動（2WD）となる。初代の途中で消防用シャシ向けに追加された、より新しいF型エンジンもすべてのモデルで選べるようになる。
J40系はジープBJやJ20系の置き換えや補充用として納入されてはいたが、この頃になると国産乗用車の性能や信頼性が高まり、道路舗装も進んだことから、機動隊や消防指揮車を除き、一般的な警ら車両はS40系クラウンをベースとしたトヨタ・パトロールへと移行してゆく。
トヨタ・パトロール
BDR型、BHR型、BH/FH26型、FS20系、FS40系、FS50系
BDRはトヨタパトロールの試作車で、小型トラックと同様のはしご型フレームを持ち、サスペンションも全後輪ともにリーフリジッドである。型式からも判るように、エンジンは戦前に設計された大型トラック・バス用の、初代B型であり、これはジープBJや20系ランドクルーザーとも共通である。トランスミッションも小型トラック用の3速MTの歯車比を変更したもので、6.00-16のタイヤサイズもやはり小型トラックと共通である。
この時代のRS系クラウンは排気量1500cc、出力は48馬力と非力なため、白黒のパトロールカーは無かった。当時は犯罪者側がアメリカ車で逃亡を計る場合も多く、国産乗用車の性能では全く太刀打ちできなかったため、大型トラック用の大排気量ガソリンエンジンの採用に至った。この時代、日産やいすゞでも、同様な警ら専用車を納入している。
2代目となるH26系は、外観こそ初代クラウンのRS系に酷似するが、シャシやパワートレインはBHRと同様で、新設計のF型エンジンが追加設定されている。長大な直列6気筒エンジンを搭載するためフロントアクスルから前方にオーバーハングしており、クラウンに比べボンネットが長く、タイヤサイズが大きく車高も高い。この外観的特徴は先代にも共通する。右フロントフェンダー上に電動サイレンが装備されており、そのためアウターリアビューミラーはドアミラーとなっている。クラウンではBピラー埋め込みであった矢羽式方向指示器（アポロ）は、フロントカウル左右端にステーで直立しており、非常に目立つ。この他、H20系には2ドア・2シーターで、非常に短いクーペのようなキャビンを持ち、白黒の塗り分けも通常とは異なる仕様が少数存在する。
また、このシャシとエンジンの組み合わせは、四輪駆動の必要の無い地域向けの消防用シャシ（カウルシャシ）としても販売されており、これらはFA型大型トラックの縮小コピーのようなボンネットを持っており、パトロールカーとは全くスタイルが異なる。
3代目のFS20系からFS50系までは、クラウン（S20系、S40系、S50系）の各部を補強した上で先述のF型エンジンを搭載したものとなる。H20系までとは異なり、ボンネットの延長は無く、前輪がダブルウィッシュボーン式の独立懸架となり、車高も通常の乗用車と変わらないため、クラウンとの見分けは難しくなった。
なお、FS20、FS40、FS50系には、クラウンバンを大幅に設計変更した「トヨタ・救急車」も存在する。
また50系には輸出用2.3リッターの2Mエンジンを搭載した物もあり、発熱量が増えたためか？フロントフェンダーにダクトが付く。
トヨタ・パトロールカー
FS60系、FS80系
クラウンをベースとした専用車。制服車（白黒）、特殊車（覆面）、警護車、私服無線車（赤灯無し）がセダン、事故処理車、鑑識車、捜査用車、保全車がバンベースである。ここへ来てようやくトラック用エンジンと決別し、4M型と5R型という、クラウン縁のものとなり、タイヤも乗用車用となった。
トヨタ・クラウン
トヨタ・クラウンセダン
（130系、1987-1995）
交通取締り用、警邏用ともに排気量は3000cc（JZS133Z）の5速MTのみであった、1991年に後期型へのモデルチェンジ、その2年後の1993年に一部マイナーチェンジを行った、フェンダーミラーが標準だが覆面パトカー車にはドアミラーを装備している車体もあった、このモデルまでは全車MTである、基本的に交通機動隊と高速道路交通警察隊に配属させた警察本部が多かった。
（150系、-2001）

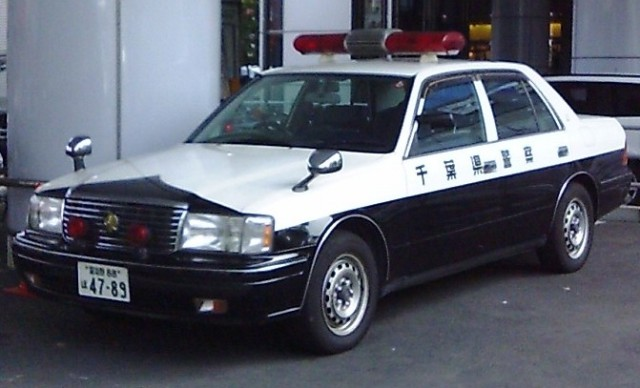
千葉県警の150系クラウン前期型パトカー

排気量は2000cc（GS151Z）と3000cc（JZS155Z）がある。ただし、積雪地域向けに2500cc・4WDも20台余り作っていた（JZS153改）。このモデルから80系マークIIセダンパトロールカーが生産終了したため、1クラス上のクラウンセダンに初めて2000ccの警邏仕様が設定された。ドア内張りやシートなどはビニールで、ホイールもスチールホイールにセンターキャップという組み合わせ。覆面パトカー仕様のみドアミラーが標準である。後期型（99年-）から警邏用の2000cc車に昇降機が装備された。覆面はオートカバーがフロントグリルの外側に付いた仕様も存在する。基本的にはMT仕様だが2000ccにはAT仕様もあった、クラウンパトカー初のATはこのモデルが最初である。2001年にベースのクラウンセダンがコンフォートベースになったため、クラウンセダンベースはこれが最終となった。なお、車名「クラウンパトロールカー」を対象とした2000年のリコールでは一般のクラウンは対象外であった。また小型タクシーに多く用いられるコンフォートは、パトカーでは愛知県警などごく一部でしか採用されていない。
170系（2001-2005）
2001年、クラウンのマイナーチェンジに合わせる形で170系クラウンパトロールカーの生産を開始。よって前期型は存在しない。ベースのクラウンセダンが1クラス下のコンフォートベースになったため、クラウンロイヤルがベースになった。これまでと異なりロイヤル系をベースとすることとなったため大幅に高級感が増し、デビュー当初はパトロールカーらしくない・高級車だと国民から酷評されたモデルでもある。シフトはATのみとなった。2000cc（GS171、2003年追加）と3000cc（JZS175改）の他に2500ccの4WDも正式に追加された（JZS173Z）。エンジンは2000ccと2500ccモデルは市販車と同様だが、エンジンコンピュータのセッティングが専用となり、3000ccモデルは信頼性や長距離を走る関係上耐久性を重視してトヨタ・D-4採用の2JZ-FSEエンジンではなく、市販車の後輪駆動モデルでは採用されていない2JZ-GEエンジンと4速ATが採用されている関係上、改の記載が行われている。ホイールキャップも装備されて先代に比べると豪華になったが、シートは先代同様にビニール張りのアームレストなしの仕様と市販モデルには存在しないタイプであった。また、内装はアスリートと同じ黒内装、黒木目調ウッドパネルとなっていた（但しシフトレバーはロイヤル系と同じ形状）。オーディオはコントロールパネルこそ市販車同様のクラウン・ロイヤルサウンドシステムだが、AM/FMラジオ機能のみとなり、助手席側トリムに無線スピーカーを装着するため3スピーカーとなっている。左右独立フルオートエアコン、全席オートパワーウィンドウ、オプティトロンメーターなどは市販車同様に装備されていた。市販車同様、北海道警察に納入される寒冷地仕様車にはリヤフォグランプが装備されている。
また、東日本大震災で避難誘導後に津波によって被災した双葉31号車(2003年に配属)が、所属していた双葉警察署内で「震災遺産」として常設展示されている。

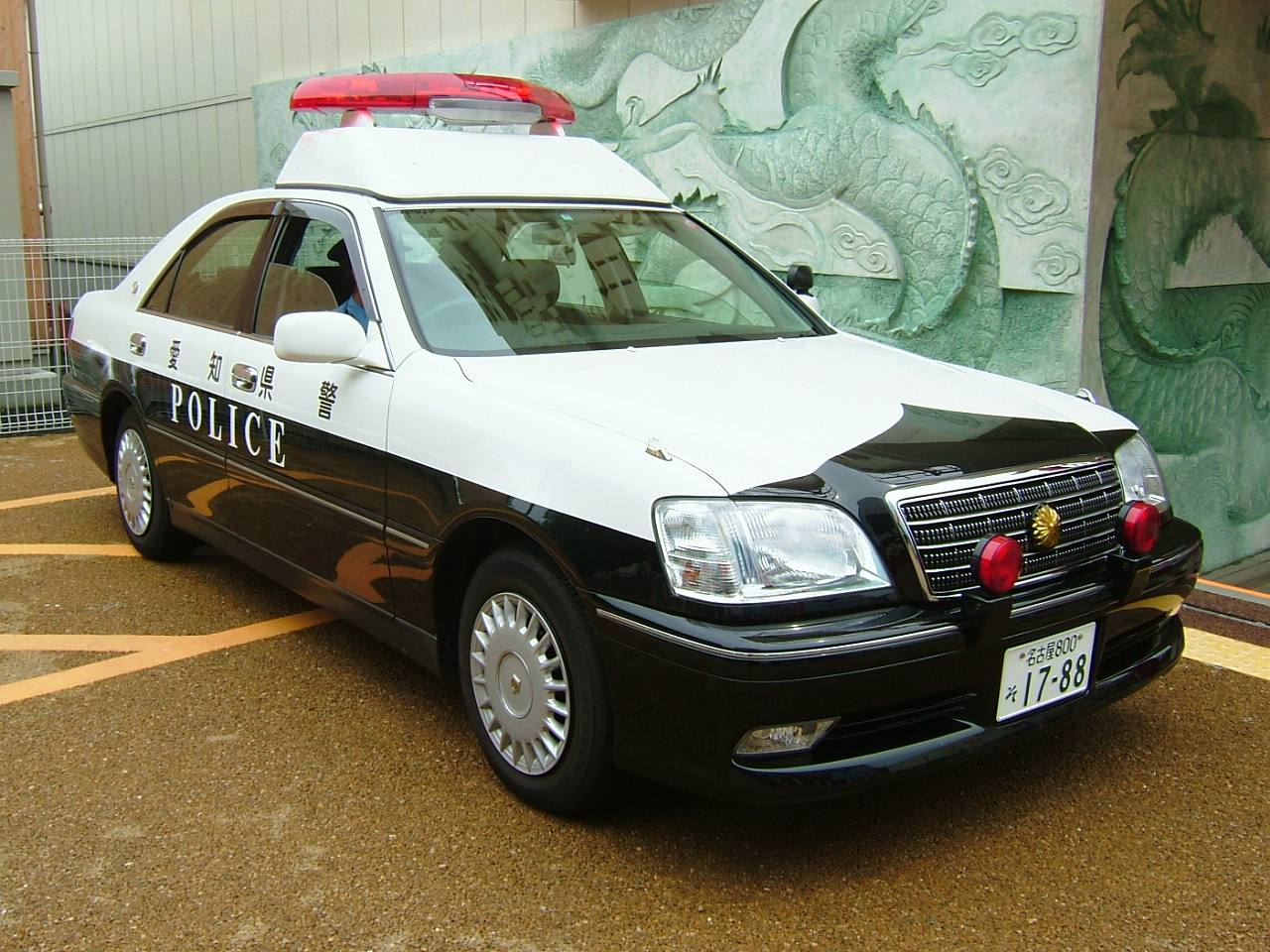
170系クラウン・2000cc（愛知県警）
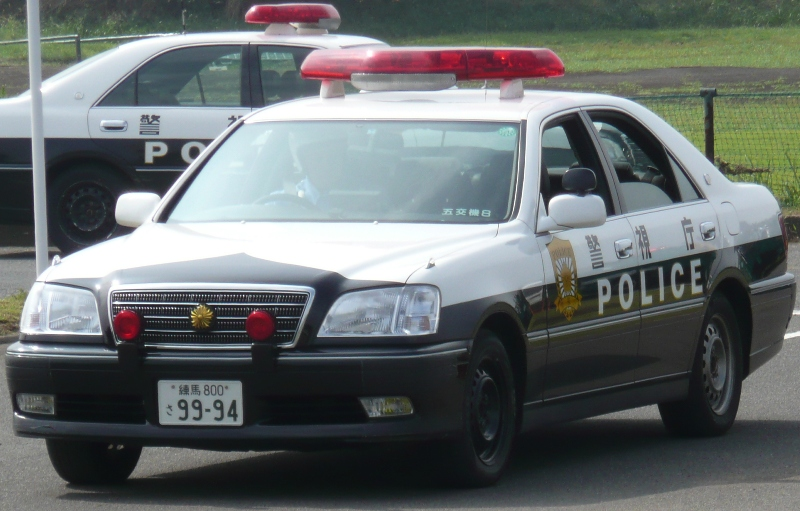
170系クラウン・3000cc（警視庁）
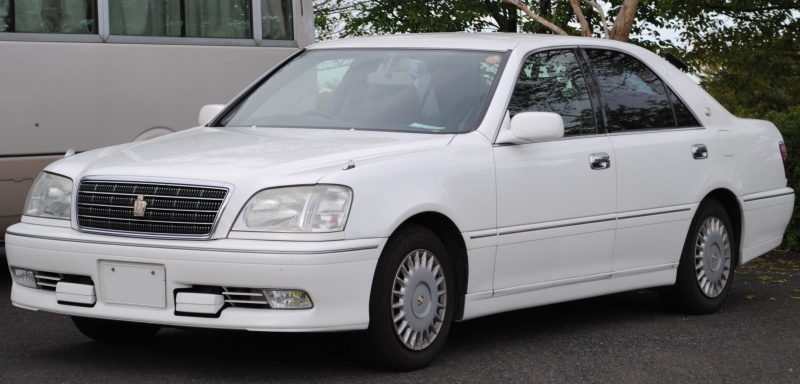
170系クラウン（覆面）

180系 ゼロクラウン（2005-2010）
2005年10月、クラウンのマイナーチェンジに合わせ180系クラウンパトロールカーの生産が開始された。よって前期型は先代170系同様存在しない。白黒、白黒（昇降機付き）、覆面が存在しており、市販モデル（全車アルミホイール装備）には設定のないスチールホイールにマークXのホイールキャップを装着している。なお、ホイールキャップのエンブレムはトヨタCIエンブレムで、いわゆる「王冠」マークではない。エンジンは市販車で2000ccが廃止されたため、V型6気筒の2500と3000が設定される。新型のエンジンは随所で直噴機構なしのエンジンと誤記されているが、実際には市販車と同じ直噴機構を採用した4GR-FSEと3GR-FSEである。なお、2WDで2500ccのパトカー専用モデルの国費警邏車はシグマ以来である。ミッションは2500は5AT。3000ccはマニュアルモードであるシーケンシャルマチック付きの6ATが装備される。装備は市販最廉価グレードの「ロイヤルエクストラ」に準じており、ヘッドランプは市販車の後期モデルに全車標準装備のAFS付ディスチャージは設定がなく、前期のロイヤルエクストラと同じAFSなしのディスチャージが装備される。パトカー専用モデルでのディスチャージランプ装着はGRS18#系が史上初。これは180系クラウンにハロゲン式の設定がないため、ハロゲン式を搭載するとヘッドランプハウジングを再設計しなければならないためとされる。170系に装着されていた高級感のある黒木目調パネルは廃止され、艶消しブラックパネルとなり市販車に比べやや質素なインテリアとなる。ただウレタンステアリングに市販車同様オーディオスイッチがあり、この部分が微かに黒木目調パネルになっている。オーディオは先代同様にコントロールパネルこそ市販車同様のクラウン・ロイヤルサウンドシステムだが、AM/FMラジオ機能のみで、助手席側トリムに無線スピーカーを装着するため3スピーカーとなっている。左右独立フルオートエアコン、全席オートパワーウィンドウ、オプティトロンメーターが装備されている。シートとフロアも先代同様ビニールレザー仕様である。覆面仕様には前面赤色灯用のオートカバー設定だったが、08年度導入車からはグリル内埋め込みとなりより隠蔽性を向上している。2005年度末から全国で納車されており、市販車が2008年にGRS200系に切り替わってからもパトロールカー向けへはGRS180系を2009年度国費予算分までは投入し続けていたが、2010年度国費予算分からはGRS200系に切り替わった。寒冷地仕様車にリヤフォグランプが装備されるのは170系同様である。

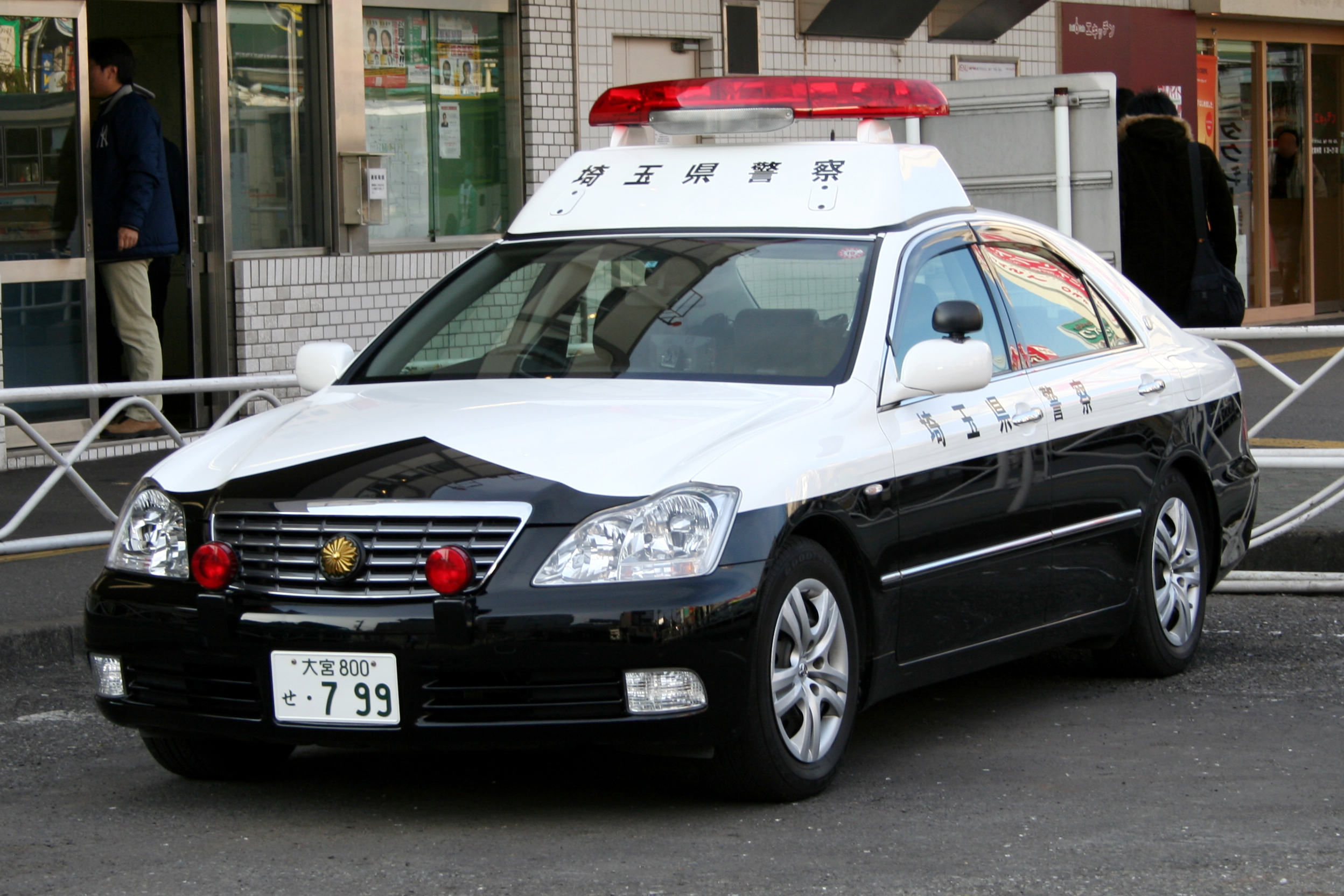
180系クラウン・2500cc（埼玉県警）
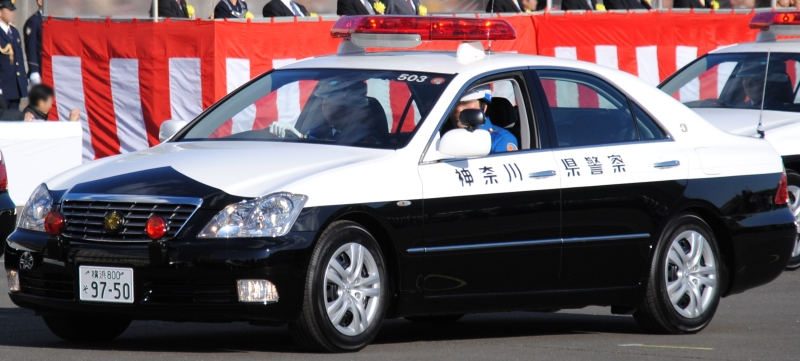
180系クラウン・3000cc（神奈川県警）
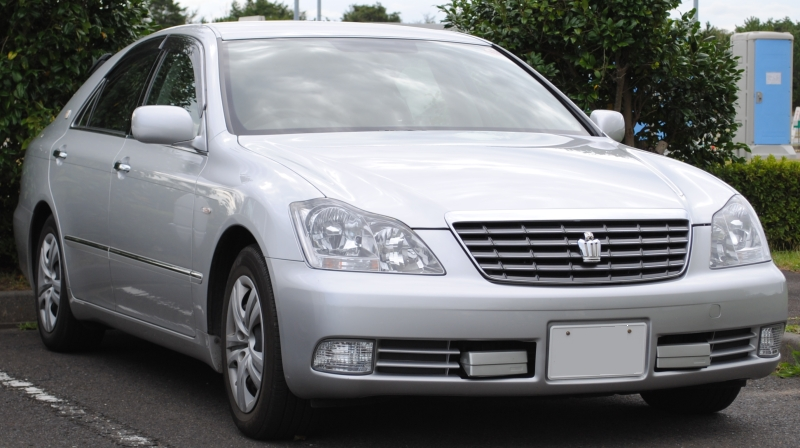
180系クラウン（覆面・オートカバー）
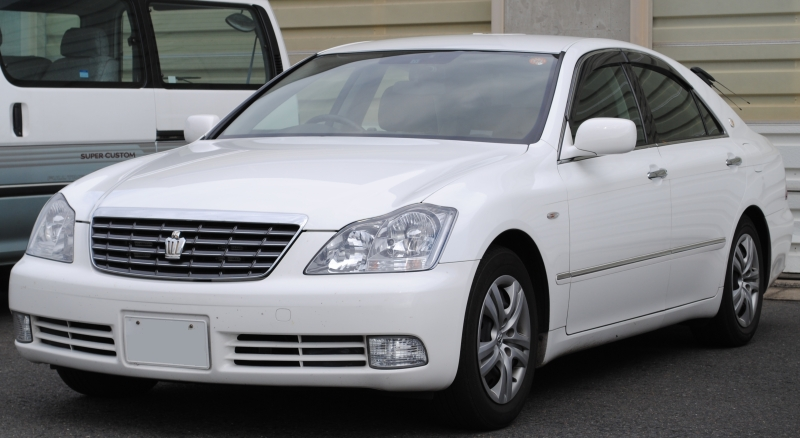
180系クラウン（覆面・グリル内LED警光灯）
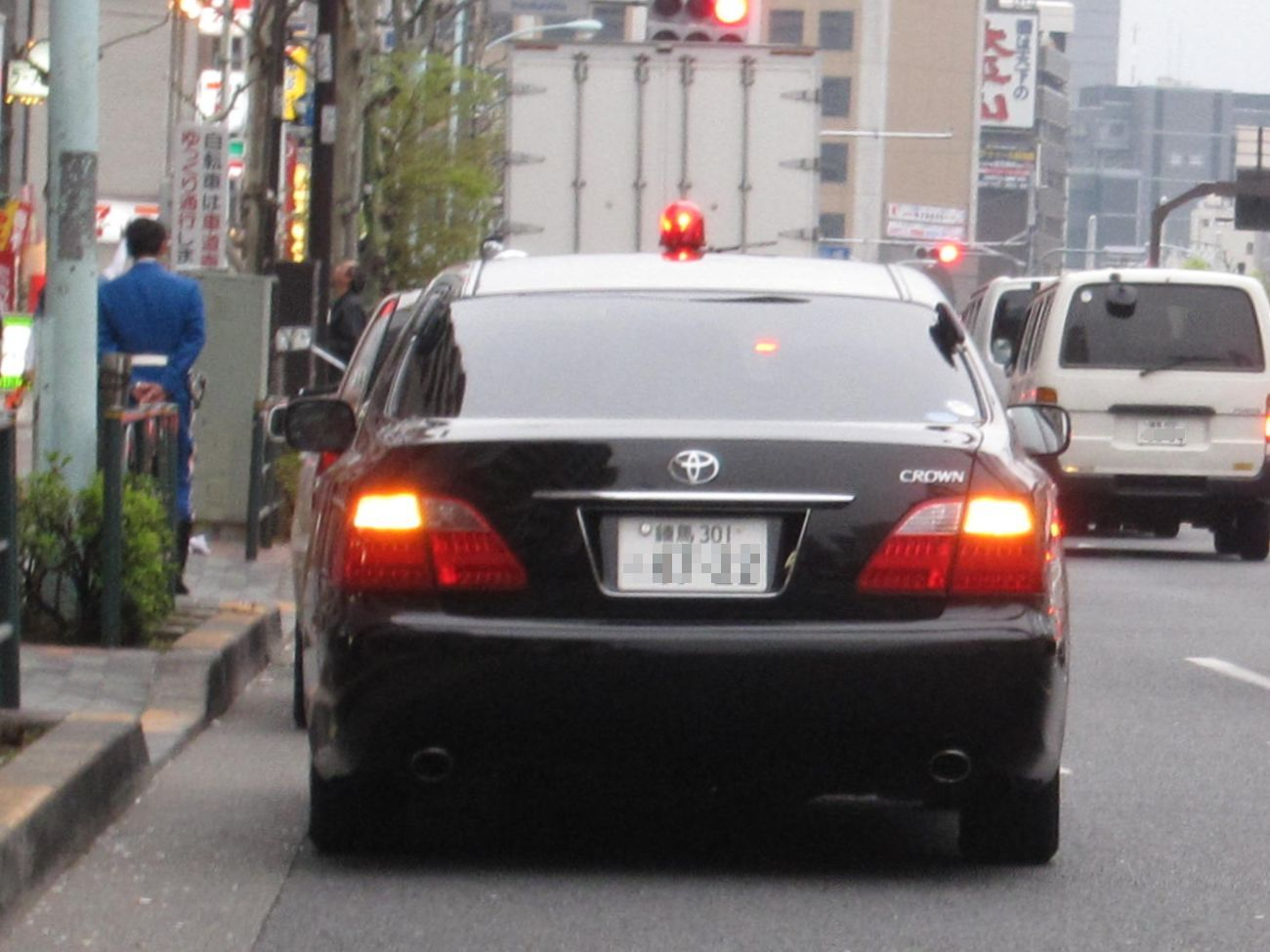
180系クラウン（覆面）

GRS200系 クラウン（2011-2015）
2011年1月、ベース車である200系クラウンのマイナーチェンジから1年置いた2011年初頭から200系クラウンロイヤルをベースとしたパトロールカーの生産が開始された。よって前期型は先々代170系、先代180系同様存在しない。エンジンは先代同様警邏用無線車にV6の2500の4GR-FSEと交通・交通覆面用に3000の3GR-FSEがそれぞれ設定される。ミッションは先代では2500は5ATであったが、今モデルから2500・3000ccともにマニュアルモードであるシーケンシャルマチック付きの6ATが装備される。装備面で先代モデルとの大きな違いは、全タイプに純正アルミホイールが標準装備されたことで、2500cc警邏用に16インチ、交通・覆面用に17インチが装備されるようになった。アルミホイールの標準装着は、国費で大量導入されるパトカー専用グレード車としては史上初のことである。警邏・交通仕様の赤色灯が新型のものに切り替えられた。また外観上の市販車との違いはこれまで同様グレードエンブレムで、白黒はそれに加え先代まで存在したCビラーの王冠のピラーオーナメントと、トランクの「CROWN」エンブレムが廃止された。そのため「クラウン」としての王冠マークはステアリングパッド部のみとなる。その他装備は市販最廉価グレードの「ロイヤルサルーン・スペシャルパッケージ」に準じており、ヘッドランプはディスチャージが装備される。エンジンキーは2010年度予算分の1次車のみが従来のキーシリンダー式であったが、2011年度予算分の2次車から「キーシリンダー式ドア施解錠キー＆キーレスプッシュスタートキー」が各5本付属となり、ドアの施解錠は従来同様マスターキーで、エンジン始動は専用のスマートキーで行うシステムが採用された。オーディオは先代同様にビルトインのコントロールパネルに、AM/FMラジオ機能のみで、助手席側トリムに無線スピーカーを装着するため3スピーカーとなっている。VDIM、左右独立フルオートエアコン、全席オートパワーウィンドウ、オプティトロンメーターを装備されている。シートとフロアも先代同様ビニールレザー仕様である。インテリアパネルも先代180系同様艶消しブラックパネルだがシフトレバー回りのみはシルバー加飾となる。覆面仕様には、5色のボディカラーが設定され、「シルバーメタリック」「ブラック」「ブラキッシュレッドマイカ」「シルキーゴールドマイカメタリック」「ダークブルーマイカ」が設定される。富士重工業（現・SUBARU）が落札した2013年度を除く2011年から2015年にかけて納車された。なお、ベース車の寒冷地仕様車にリヤフォグランプが標準装備されなくなったため、寒冷地仕様車にもリヤフォグランプは装備されない。

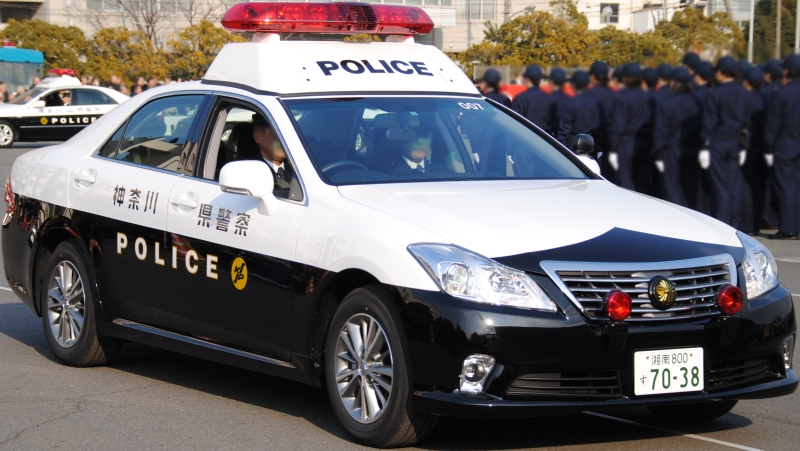
200系クラウン・2500cc（神奈川県警）
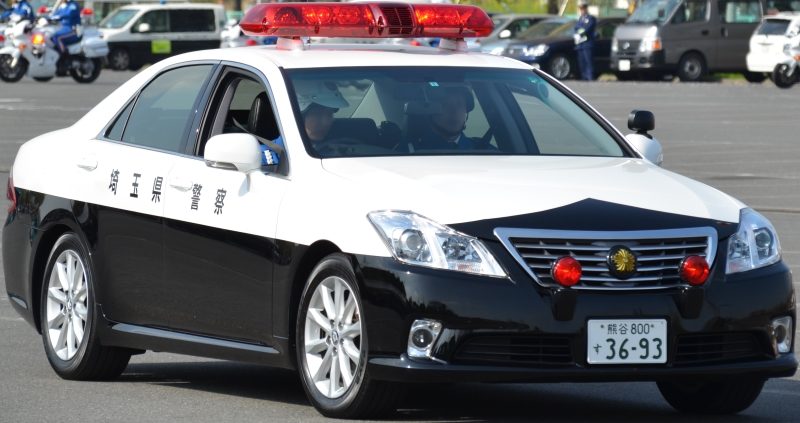
200系クラウン・3000cc（埼玉県警）
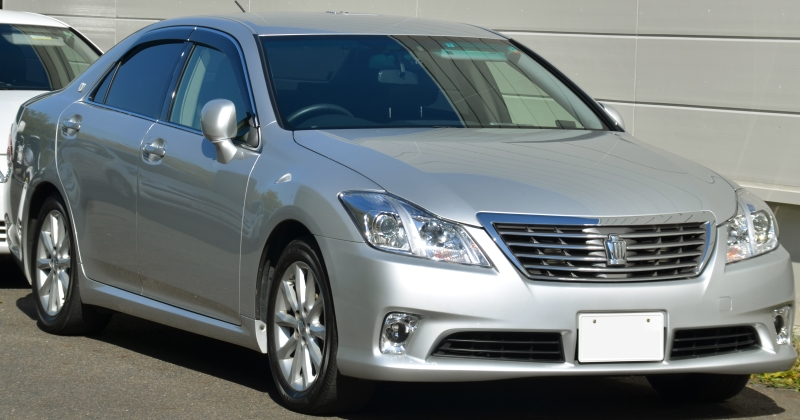
200系クラウン（覆面）

GRS210系 クラウン（2016-2020）
2016年、ベース車である210系クラウンのマイナーチェンジを機に210系クラウンをベースとしたパトロールカーの生産が開始された。よって前期型は170系、180系、200系同様存在しない。今モデルからは外観が警邏系と交通・覆面系で外装を大きく変え前者がロイヤル系、後者がアスリート系の外観となった。エンジンは先代同様警邏用無線車にV6の2500の4GR-FSE形（203馬力）が、交通・覆面仕様にはV6の3500の2GR-FSE形（315馬力）が搭載される。180系・200系では整備性と点検性を重視し省略されていたエンジンカバーが170系以来復活している。アルミホイールは警邏系に16インチ。交通・覆面仕様に18インチアルミ（市販車で存在しないシルバー塗装の18インチアルミが交通・覆面ともに標準装備だが、さらに覆面仕様では市販車と同一のスパッタリング塗装18インチアルミもメーカーオプション設定され、一部都費予算車・県費予算車で見受けられる。デザインはアスリートの18インチスパッタリング塗装アルミと同一）が採用される。ミッションはシーケンシャルマチック付きの6ATが装備される。先代では装備を見送られたCピラーの王冠のピラーオーナメントと、トランクの「CROWN」エンブレムが210系では復活。その他装備は市販最廉価グレードの「ロイヤル」に準じており、ヘッドランプ・車幅灯・フォグランプ・テールランプは全てLED式が採用されている。ベース車においてリヤフォグランプが寒冷地仕様車対象のメーカーオプションとなっているため、寒冷地仕様車にもリヤフォグランプは装備されない。エンジンキーは先代同様「キーシリンダー式ドア施解錠キー＆キーレスプッシュスタートキー」が各5本付属となり、ドアの施解錠は従来同様マスターキーで、エンジン始動は専用のスマートキーで行うシステムを先代に引き続き採用。オーディオは先代と異なり市販車がオーディオレス仕様を基本とする仕様となり今回はプロボックス等に装備されているトヨタ純正1DINサイズのAM/FM電子チューナーがセンターパネル下部にサイレンアンプと共に装備された。スピーカー数は助手席側トリムに無線スピーカーを装着するため3スピーカーとなっている。なお、本来オーディオを装備するスペースにはストップメーターを装備している。VDIM、左右独立フルオートエアコン（タッチパネル式ヒーターコントロールパネル「トヨタ・マルチオペレーションタッチ」）、全席オートパワーウィンドウ、オプティトロンメーター、室内LED照明を装備されている。シートとフロアも先代同様パトロールカー専用グレードの仕様書に準拠しビニールレザー仕様であるが今モデルから電動ランバーサポートはパトカー専用グレードについては廃止された。インテリアパネルは180系・200系と艶消しブラックを採用してきたが今回の210系から市販車のアスリートに標準のメノウ加飾木目調パネルが採用されたことにより170系以来の木目調パネルが復活したほか、インパネやドアトリムには市販車アスリート同様合皮の部分に赤いステッチ（縫い糸）が縫い込まれ再び内装の質感がパトロールカーとは思えないほど豪華になった。覆面仕様のボディカラーは「ホワイトパールクリスタルシャイン（062）」「シルバーメタリック（1F7）」「ブラック（202）」の3色が今回用意される。なお、2016年8月の一部改良以降の市販車で全車標準装備のToyota Safety Senseはパトカー専用グレードには装備されない。2016年10月から導入が開始された。2020年12月をもって生産終了。

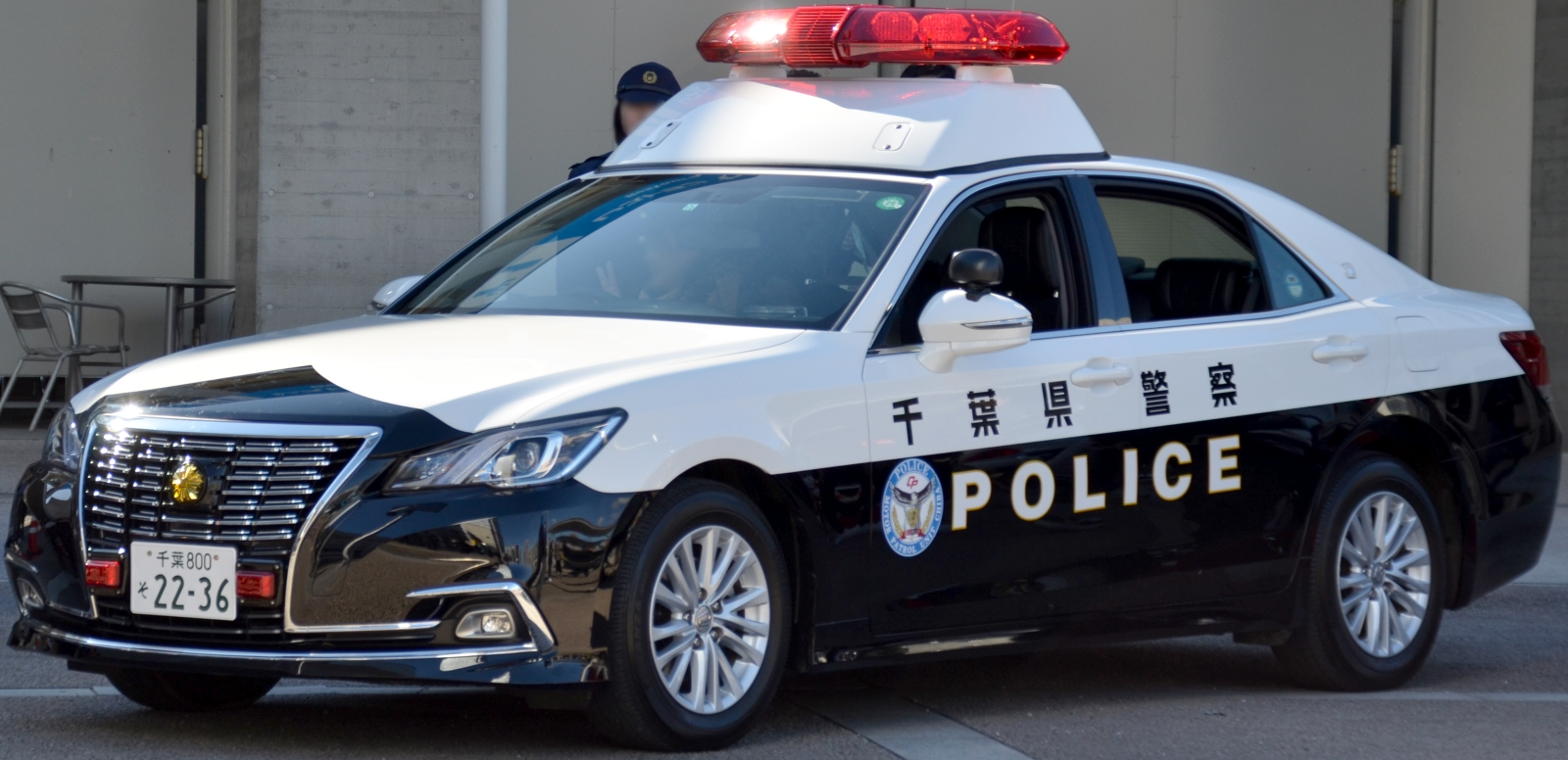
210系クラウン・2500cc（千葉県警）
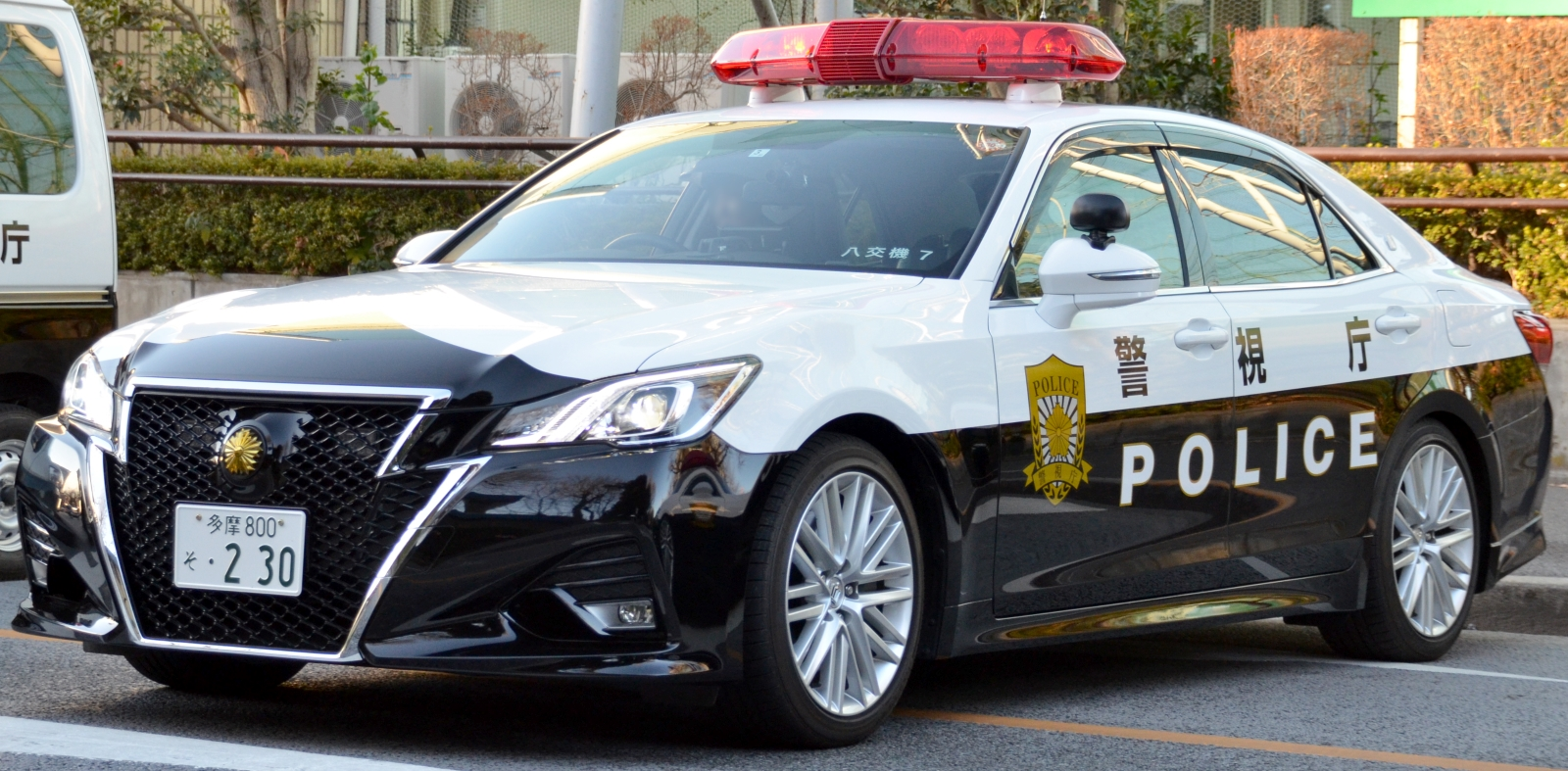
210系クラウン・3500cc（警視庁）
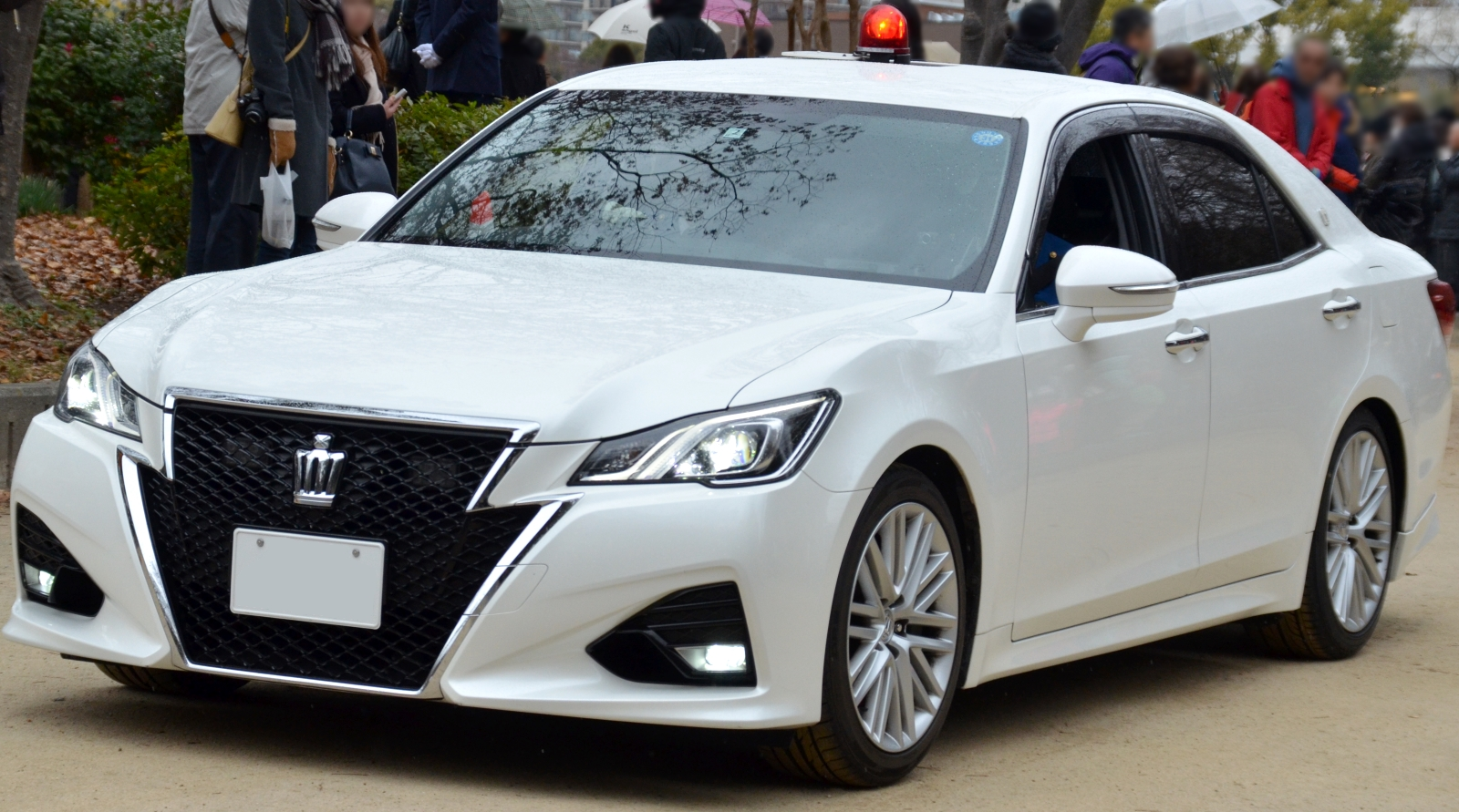
210系クラウン（覆面）

220系クラウン（2021.06～ ）
2021.06.01 トヨタWEBページ「レスキュー時の取扱い」で図面が公開された。当該ページの情報から、ガソリン車とハイブリッド車のラインナップがあることが分かった。
警邏系と交通系パトカー仕様のボディカラーは、現行同様。覆面仕様のボディカラーは「ホワイトパールクリスタルシャイン（090）」「シルバーメタリック（1F7）」「ブラック（202）」の3色が今回用意される。
警ら系と交通系パトカー共にベースと基本装備は、最廉価グレードのRS-Bに準じたものとなる。エンジンは先代のV6エンジンからダウンサイジングされた2Lターボ(ガソリン車)と、2.5L e-four(ハイブリッド車)の2種類になっている。
ホイールはB(最廉価)グレードに装着される16インチのアルミホイールである。ミッションはガソリン車が8速AT、ハイブリッド車が電気式無段変速機(CVT)が装備される。先代クラウン同様にトランク左側に「CROWN」エンブレムが装着され、右側には交通覆面仕様は「RS」、ハイブリッド仕様は「HYBRID synergy  drive」と「e-four」エンブレムが装備される。なお、2Lターボ仕様の警ら用と交通用には「RS」エンブレムは装備されない。
主要装備としては市販車が全車両席パワーシートであることからパトカー仕様にもパワーシートが装備される。鍵はプッシュスタート式ワイヤレスドアロックシステムか装着され、電子キーが5本付属される。オーディオは先代同様商用車向け1DINラジオが装着される。なお、法規の関係で今代からトヨタセーフティセンスがパトカーにも標準装備され、純正エンブレムにセンサーが内蔵される関係上旭日章エンブレムがボンネット上に装着される。
なお、当初指摘されていたトランクの容量不足の問題は、トランク容量の計測方法を変更することにより解消したと考えられている。なお、一部報道で「仕様書を変更したことにより解消した」とあるが、実際に仕様書が改訂された事実はない。
また、令和４年度以降の配備分から、国のカーボンニュートラルの実現の施策の下、「代替できる電動車が無い場合を除き、電動車を導入する」という方針に基づき、交通用の覆面パトカーを除いて、ハイブリッドでの配備となった。
日産・セドリック（セドリックセダン）（YPY31、-2002）
かつては刑事ドラマにも多く登場した車種。排気量は3000ccのみ設定。室内は170系以降高級になったクラウンとは対照的に質実剛健さに徹しており、総ビニール内装でエンブレム類はメーカーのものと車名以外全て撤去されている（クラウンでもフロントグリルとCピラーには付いている）。窓は全席手回し式となっている。また日産のエンブレムが楕円形となっている。MTが基本だがATもあった。YPY31は2度の大きなマイナーチェンジを受けているが中期型（91-95）はフロントグリルがオリジナル（営業車の最下級グレード）と同じだった。覆面の最終モデルはドアミラーが標準となり、オートカバーが装備された。また、中期型まではグロリアにもパトカー仕様があった（前期は5ナンバー枠で中期は3ナンバー枠）。こちらは2000ccで型式はYY31改であった。

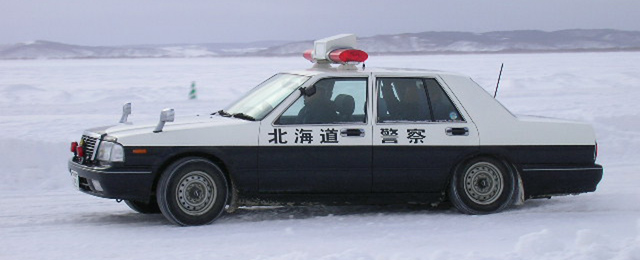
セドリック（北海道警）
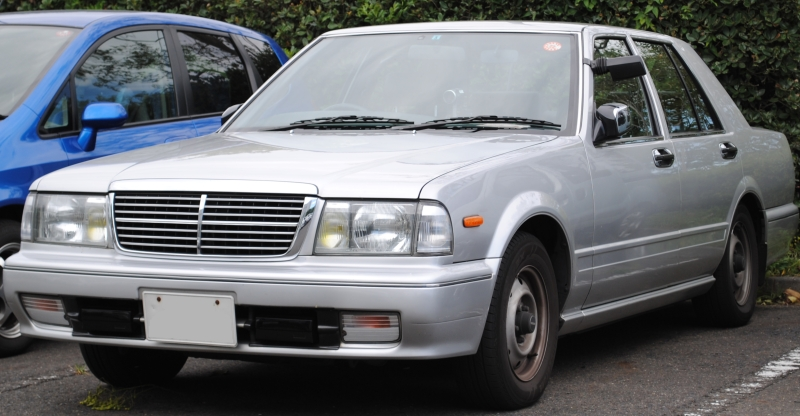
セドリック（覆面）
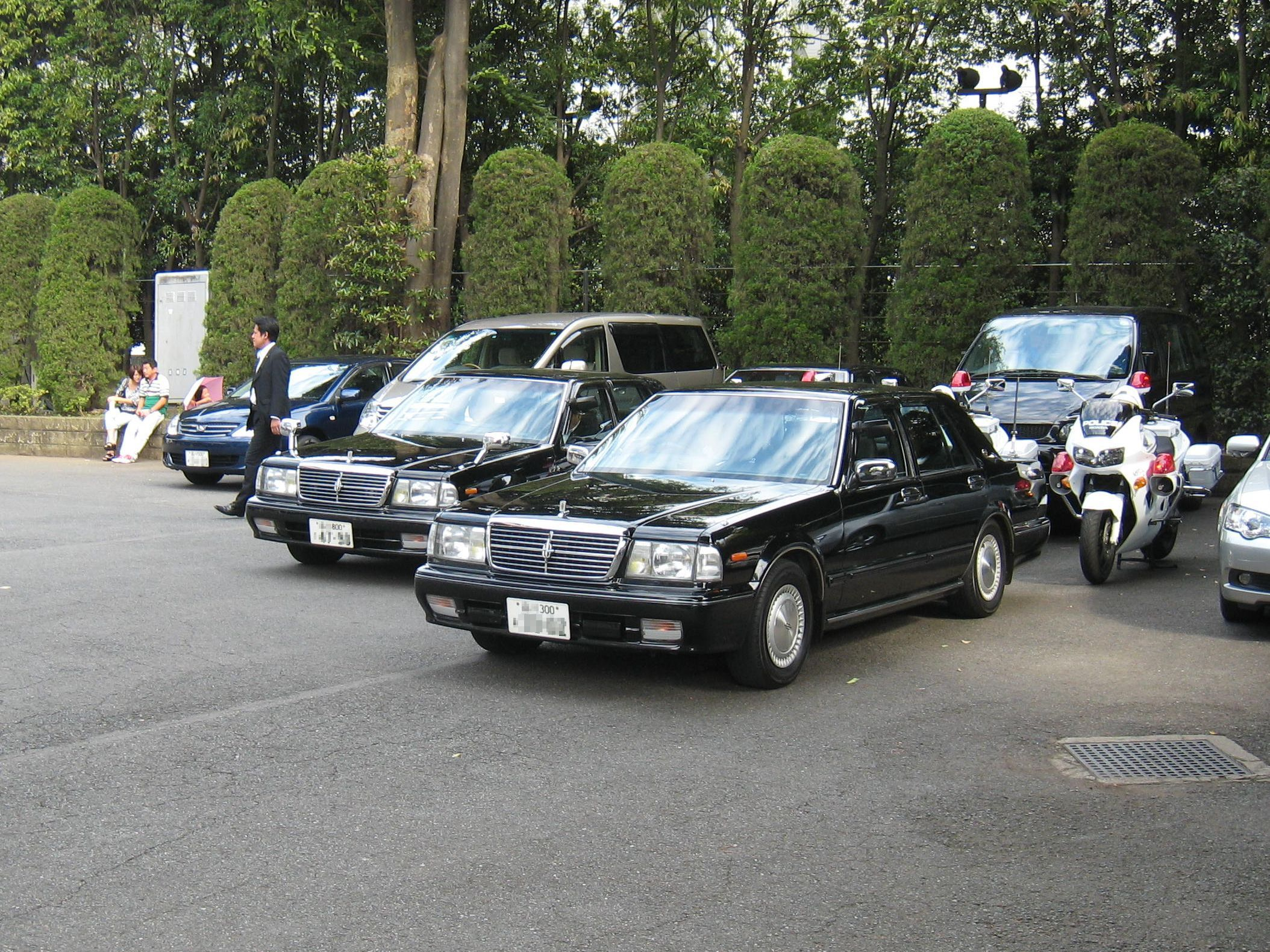
セドリック（皇宮警察）
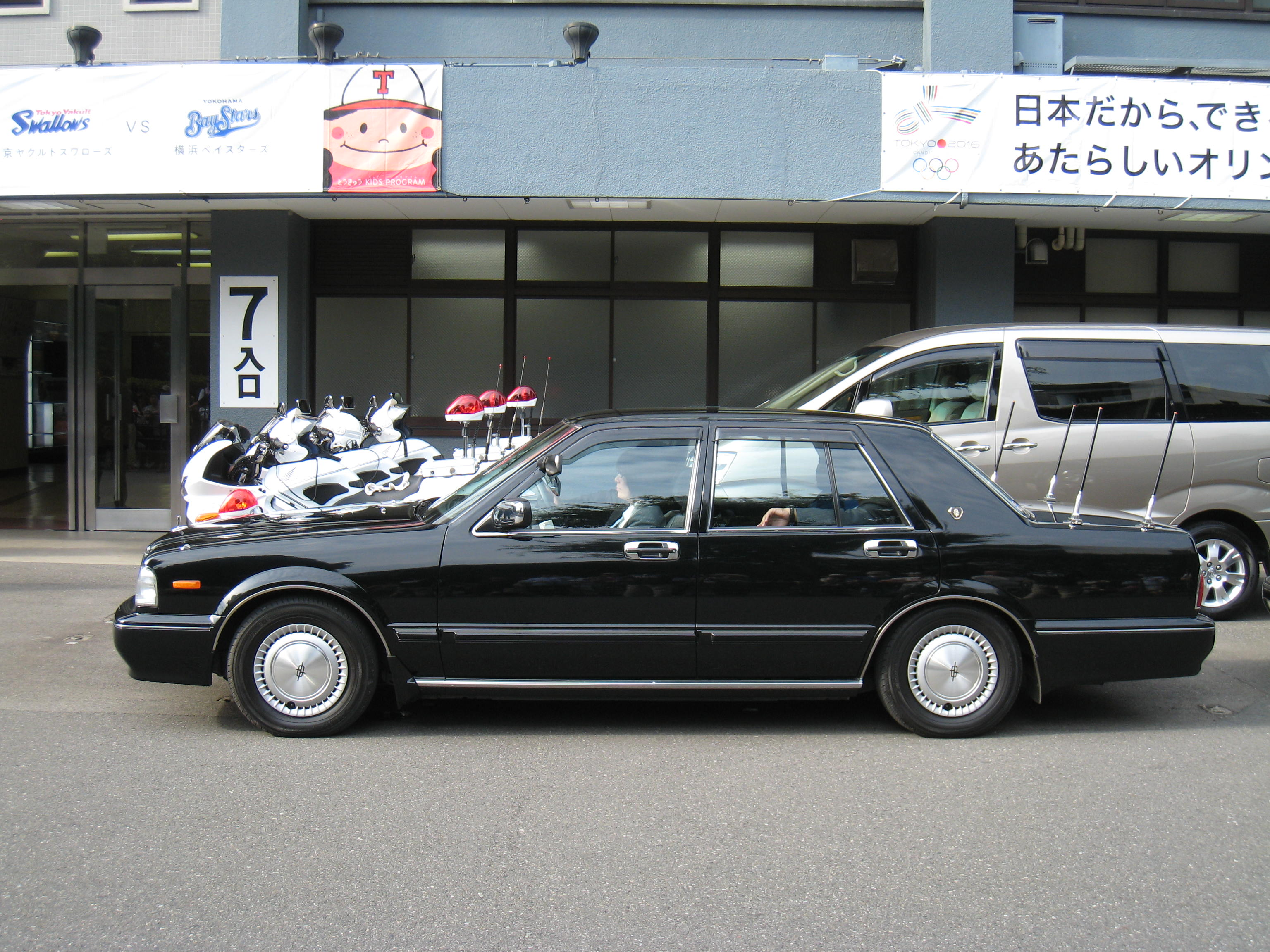
セドリック（皇宮警察）

日産・クルー（YHK30、-2002）

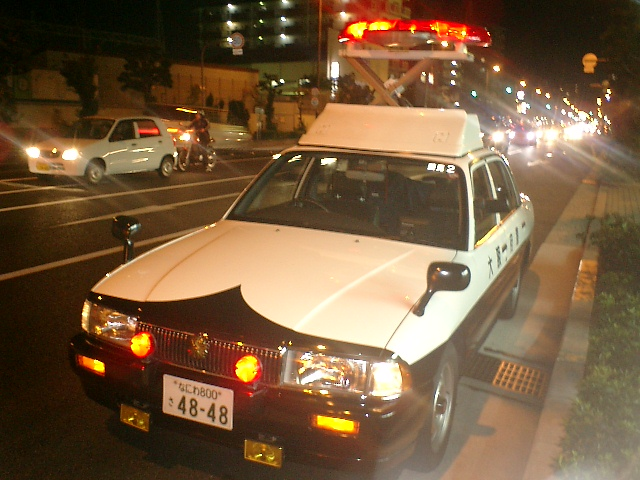
クルー（昇降機付き・大阪府警）

排気量は2000ccのみ設定。5ナンバーサイズで警邏用に使われた。赤色灯は初期モデルがバー型で後期セドリックパトカーが出た頃からブーメラン型となり末期モデルは昇降機が付いた。安価であったため、クラウン、セドリック同様に大量購入された。タクシー仕様がベースとなるために質素な造りが特徴であった。2002年に一般向けのガソリンエンジン車（クルーは本来タクシー専用モデルとして登場したがデビュー翌年に一般向けガソリン車が登場した）が生産中止となったため、パトカー仕様も消滅した。MT・バー型仕様の初期型は退役してしまったが、155系クラウンが生産終了となった。
三菱・ギャランΣ／ギャラン （3代目 1976年-1980年、4代目 1980年-1984年、5代目 1983年-1999年、6代目 1987年-1992年）
当時の警ら車両には直列6気筒エンジン車ばかりが採用されていたが、三菱ではデボネア用の直6エンジンの生産をすでに中止しており、適当なエンジンを持っていなかった。しかし、ギャランΣに搭載されたアストロン・80シリーズは、直列4気筒エンジンに付きものの振動を打ち消すサイレントシャフトを備えており、直4エンジンながら制式な警ら車両として採用された経緯がある。
三菱・シグマ（F13AK、-1996）

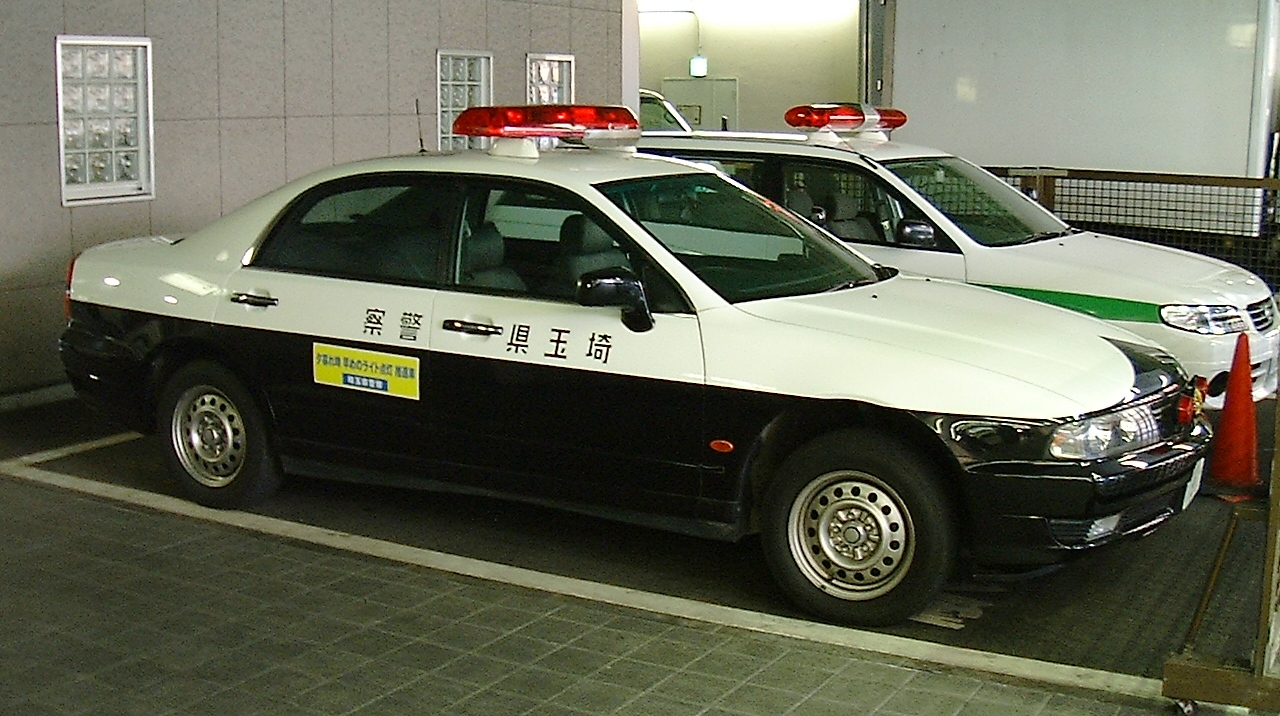
ディアマンテ（埼玉県警）

排気量は2500ccで駆動方式はFF。販売台数が少なく、パトカー以外にはあまり見られなかった車種である。実質的には同社のディアマンテの姉妹車であり、その外観も酷似している。1990年代前半に全国で大量配備されたがブーメランパトライトでないこともあった。市販車同様の2500ccV6エンジンで、室内も木目調パネルがそのまま残されるなど、コスト増となる箇所の変更は少なく当時のパトカーとしては比較的高級感ある造りが特徴であった。リアシート形状はアームレストなどを省略したパトカー専用仕様。トランスミッションは基本的にマニュアルだが、試験的に導入された4速オートマチック車も存在する。生産終了に伴う後継車はディアマンテパトカー。現在も愛知県警に現存車がある。
三菱・ディアマンテ（F31AK、-1999）

排気量は2500ccで駆動方式はFF。シグマパトカーの後継として登場した。パトカー用グレードとしては唯一のハードトップである。ホイールキャップこそないが、ドアミラーが装着されていた。先代のシグマとは違い、全国配備はされていない。市販では最初期のモデルにのみあった（1993年のマイナーチェンジで消滅）マニュアルが標準設定されていた。オートマチック車は市販車同様マニュアルモードがついていた。装備はシートはビニールだが、パワーウィンドウ、オートエアコン、ウッドパネルなど170系クラウンに近いものになっている。
スバル・レガシィB4（BM9-2012〜2014）

エンジンはEJ25型水平対向4気筒2500ターボエンジン、トランスミッションはパドルシフト付き5速AT。駆動方式は4WD（VDC-4WD）。足回りは17インチタイヤ＆アルミホイールに17インチフロントディスクブレーキを搭載。2012年度の国費の制服用無線警邏車（4WD指定）として国費で全国の警察に228台納入された車両。クラウン、クルー以外で昇降式警光灯を搭載した初のパトカーでもある。色は上部がサテンホワイトパール・下部がクリスタルブラックシリカとなっている。ベースグレードはD型の「2.5GTアイサイト」であるが、市販車には存在しない実質的なパトカー専用グレードであり、装備品のうち、アイサイト、キーレスアクセスプッシュスタート、両席パワーシート、アルミペダル、HIDヘッドランプ、濃色ガラス、オールウェザーパック等が省略され、左右独立オートエアコンを通常のオートエアコンに、中央カラー液晶付きエレクトロメーターが通常のメーターに変更されている。インテリアパネルは前期型2.5iと同様のシルバー塗装。クルーズコントロールやSI-DRIVEはそのまま装備。その一方で制服用無線警邏車のガイドライン仕様に従いビニールレザーシート表皮・警察車両専用装備品に合わせ型取りされた塩ビフロアマット仕様等を採用し、2012年度から納車が開始された。2013年度車では警邏用4WD指定枠だけでなく、警邏用駆動方式指定なし・交通用4WD指定枠でも富士重工業が国費分を落札したため全国すべての都道府県警察に大量導入された。2013年度車ではトランクリッドが全てホワイトパールで塗られ、前面警光灯がLEDに変更されているなど相違点がある。
2013年度には交通覆面仕様も登場した他、警護車、捜査覆面として採用実績がある。現行BS9型では日本向けの市販車が2.5のNA車のみとなった影響からか今のところ国費の警察車両としての採用実績はない。
スズキ・ソリオ（MA15S-2011〜）
エンジンは1200cc直列4気筒エンジンで4WD。Gグレードをベースにドアサッシをボディ同色にしたり、ドアノブ・ドアミラーが黒色になるなどコストダウンが行われている。2015年度からはスイフトのXGをベースとした小型パトロールカーが国費導入されている。
スズキ・キザシ（RE91S-2012〜）

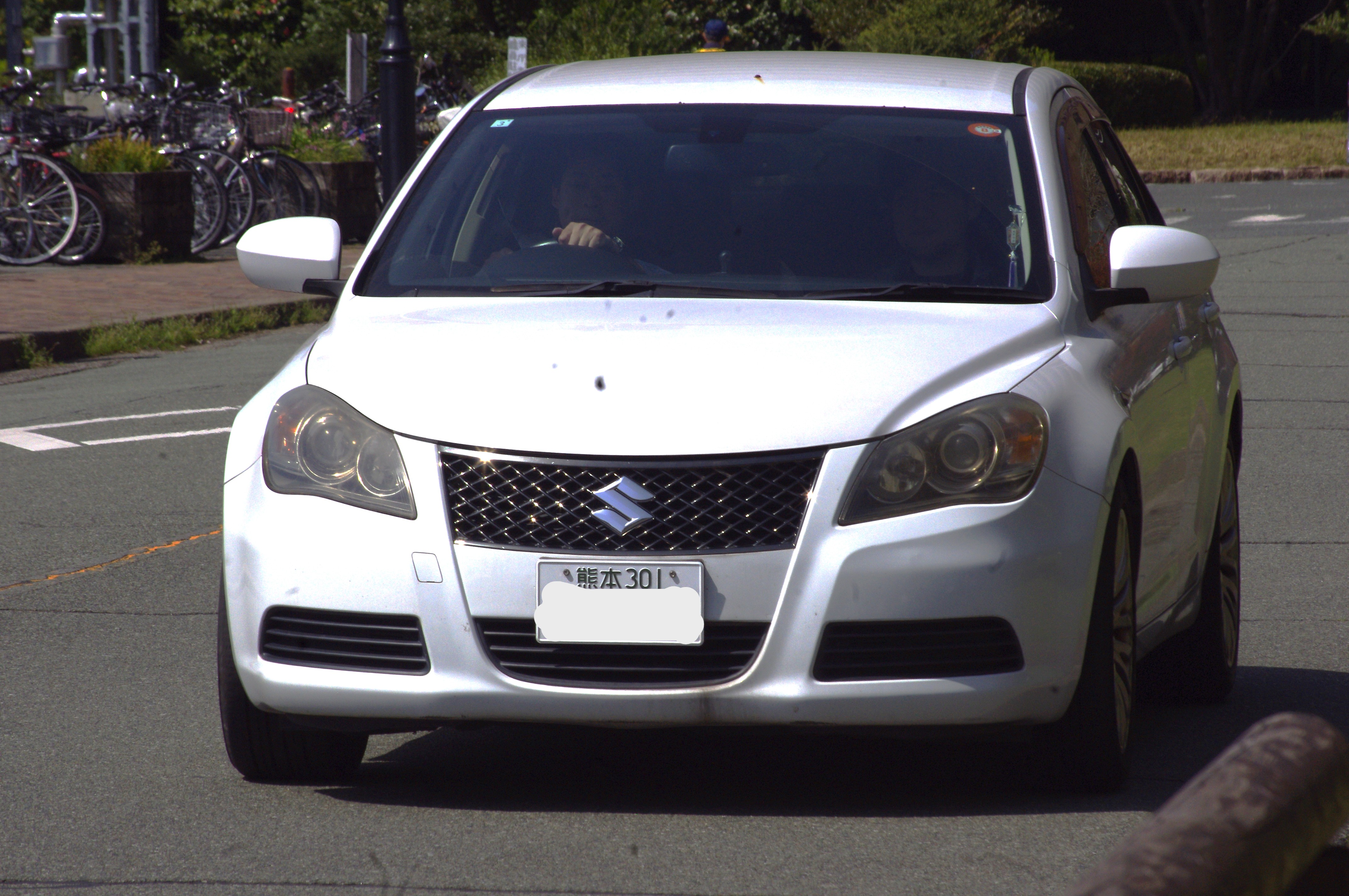
キザシ(熊本県警)

エンジンは2400cc直列4気筒エンジンで、私服用無線警邏車として導入。市販車のキザシは1グレードで本革シート等が標準装備された仕様であるが、コストダウンのため本革・電動シートをファブリック・手動式シート、本革巻きステアリング・シフトノブをウレタン素材、BOSEオーディオをラジオレス、フロントフォグランプもレスとなり、チューニングが行われたパトカー専用グレードを設定。2012年度に国費分として908台が導入され、2013年度も大量導入が見込まれる。
神奈川県では制服用無線警ら車が県費にて導入されている。

### パトカー乗務員になるために警察官が受ける訓練
パトカー・白バイに用いられる乗用車・バイク（自動二輪車）は（違反車・逃走車を迅速に発見・確保する目的から）一般の自家用車・企業の営業車より高出力・大排気量の大型エンジンを搭載している（覆面パトを含む警ら・交機・高速・機捜の各隊に属する車両がこれに該当。なお地域巡回を主とし緊急走行の頻度が低いミニパトの排気量・出力は一般車と同程度）。また一般の自家用車や企業の営業車と異なり、パトロール・取締は天候とは無関係に24時間年中無休で行われている。
このため警察官がパトカー及び白バイを運転する場合、（交通量が多く渋滞の激しい道路や住宅街等の狭隘道路においても）一般車両との人身・物損・接触事故を避けて周囲の交通に危険を及ぼすさずに事件・事故発生現場へ急行したり、挙動不審の車両・人物（特に指名手配犯や盗難届が出されている車両）を逃走させず迅速に発見・追跡・身柄確保できるよう、（一般の自家用車・第二種免許を要する緑ナンバー車を含めた企業の営業車より）非常に高度かつ熟練の運転技能、及び臨機応変の判断力が要求される（ただ単に「普通・準中型・中型・大型・自動二輪・大型二輪の第一種運転免許、普通・中型・大型の第二種運転免許を有している」のみではパトカー・白バイの運転不可であり、警察官は指定自動車教習所指導員以上の高度な運転技能を有している。よって、警察学校を卒業したばかりの新人警察官は、現場となる各部署・部隊へ配属されてもすぐにパトカーのハンドルは握れず、現役警察官が全員パトカーを運転できるわけではない。第一種普通自動車運転免許は「警察学校入校前の取得」が推奨されている）。
よって、所轄の警察署内練習コースや運転免許試験場内コース等で（一般の自動車教習所より）高度かつ厳しい運転技能習熟訓練を長期にわたり積み重ね、かつその試験（検定）に合格しなければならない（訓練・試験内容は所属部署や車種により異なる）。また高速隊所属の警察官は（車両の排気量・出力が一般道路用パトカーより大きくて速度も速く、かつ自専道上での取締や事故処理は高速走行している他車に轢かれる危険と隣り合わせのため）一般道路以上に高度な運転技能・体力・臨機応変の判断力が要求される。なお（警察学校を卒業したばかりの）新人警察官は場内コースにおける走行訓練・教習のみならず、パトカー警ら中も先輩・上司警察官から運転技能等を徹底的に叩き込まれる。
さらに積雪の多い地方においてはスリップ事故を起こさぬよう、夏期の乾燥路面以上に慎重かつ迅速な運転が要求される。このため全警察官に対し冬道安全運転技能向上訓練が課されている。なお検定は1級〜4級まであり、緊急走行をする（サイレンを鳴らしパトライトを点灯させて走る）場合は2級以上の検定に合格しなければならない（3級以下は「緊急走行可能な車種と場面を絞る」という条件付きでの運転となるため、警察官としての守備=任務遂行範囲が狭まる）。またパトカー運転訓練指導員になるためには最も難関である1級の検定に合格する必要がある（これら技能検定は一般の運転免許技能試験より難しく、合格は狭き門となっている）。加えて（一般の「運転免許更新試験」にあたる）「パトカー及び白バイ運転技能考査」も毎年実施されており、これに不合格となった警察官はパトカー・白バイの運転が一定期間出来なくなる。
パトカー（緊急車両）運転資格の車種区分は各都道府県警により異なっており、警視庁の場合、運転資格は軽自動車限定とそれ以外の二種類であり、公用車の運転には緊急走行を行わない一般職員であっても同じ資格を取得しなければならない。技能試験は緊急車両向けの特殊な項目や高度な技術が必要なものは存在せず、免許試験場における普通免許の実技試験と全く同一の内容である。
パトカー・白バイの運転技能習熟訓練は「普通MT免許及び自動二輪免許を取得後2年以上経過し、かつ無事故無違反を1年以上継続」という条件を満たした警察官のみ参加可能（参加人数には上限が設けられており、技能試験不合格が続いた警察官はパトカー・白バイ運転不可。新人警察官は警察学校における研修期間中に「3級」までの取得を目標とした車両運転訓練を受ける。パトカーはMT車が大半を占めているためAT限定免許では原則運転不可であり、MT免許取得が最低条件）。また最も高度なパトカー及び白バイの運転技能と臨機応変の判断力を必要とする「高速隊」へ配属されるためには、一般道路を管轄する「交番」・「配属警察署交通課」・「自動車警ら隊」・「機動捜査隊」・「交通機動隊」などの部署で一定期間の実務経験及び運転経験を積む必要があり、高速隊への配属後も日夜厳しい訓練を積み重ねる（自動車警ら隊・交通機動隊・高速隊は「実務経験と車両運転経験を積んだ中堅警察官の中から毎年数名のみ選抜される」ため、配属されるのが難しい部署と言われている）。
警察官がパトカーのハンドルを握れるまでには「運転訓練と現場での実務経験」を積み重ねる必要があり、若手警察官はまず助手席に座って先輩警察官の補助を行い、車両運転技能検定に受かり（合格基準を満たし）その技量が上司・先輩警察官に認められた時に初めて「一人前の警察官として緊急走行を伴うパトカーおよび捜査車両運転」を許される。

#### 主な訓練・試験内容
現場でのパトカー運転及び取締・パトロール経験が豊富な（警察車両の使用頻度が高い部署=主に自ら・交機・高速の各隊に所属する）先輩ベテラン警察官が教官となって若手警察官へパト運転指導にあたる。特に前後左右の安全確認は（緊急走行時には一般車より速度が速いことから）一般車を運転する時以上に重要である（各都道府県警には専門課程「パトカー及び白バイ乗務員養成専科」を開設）。高速隊や交通機動隊所属警察官は「サーキット場などのコースを借り、プロレーシングドライバーが講師となっての運転技能習熟訓練」もある。
- 高速でのスラローム・クランク・鋭角走行（一般車両及び障害物に見立てたカラーコーンを避け、急カーブで速度を上げた時でも車体をコーンにぶつけないようジグザグ走行。前進のみならず袋小路や狭隘路等の反転不能箇所における追跡を想定し、バックや対面通行によるスラローム・クランク走行もある。一部カラーコーンをあらかじめ倒した状態での訓練も実施。カラーコーンに車体を接触させたりタイヤを乗り上げさせると減点）。
- 急停止（歩行者・自転車・他車等が側方から急に飛び出してきた場合を想定。緊急走行時でも衝突を避け規定の停止位置で確実に止まれるようにする。規定の停止位置をオーバーランすると減点。より実戦的に、教官がマンシルエットをいきなり飛び出させることもある）。
- 不審車および違反車の安全・的確な追跡方法習得（訓練生が二人一組でパトカーへ乗り込んで違反車両に見立てた教官運転パトカーを追跡し、不審車・違反車の特徴などを運転役警察官と所轄本部へ的確に伝えると共に、拡声器で停止を命じる方法を習得。訓練生運転パトカーの後部座席には教官が乗り、追跡・運転操作・安全確認などの出来栄えを判定）。
- 事故発生時における交通規制（カラーコーン、表示板等を素早く準備し、後続車に追突される二次災害防止のために事故発生を迅速に知らせる体制を整える）。連携確認のため（NEXCO等の）道路管理者と合同訓練という形を採る場合もある。
- （高速隊所属警察官のみ）旗振り訓練（高速道路および自専道上での事故処理や落下物回収時、後続車に追突されたり轢かれる二次災害を防ぎ・一般人および仲間の隊員の命を守るべく、事故発生を後続車へ迅速に知らせるための赤および緑の旗の適切な振り方を習得。なお自専道上で違反車両を見つけた場合、後続車に追突されたり轢かれる二次災害を防ぐため・当該車両を原則として路肩や非常駐車帯へは停車させず、「パトまたは白バイの後に続け」と指示したのち最寄りのSA・PA・インター料金所手前にそれぞれある駐車帯へ誘導している）。
- ストップメーターおよびスピードガンの使用方法習得（パトロール中に速度違反車を見つけた際、当該車両の走行速度が当該区間における法定または制限速度を何km超過していたか正しく割り出し、超過速度に応じた違反点数と反則金を正しく計算できるようにする）。
- 交通整理方法習得（雑踏警備時や停電で信号機が消灯してしまった場合・及び事故発生現場での車線規制時に「手信号による的確な交通整理」ができるようにする。また停電時でも稼働可能な自家発電装置付き信号機を備えた交差点では「電源を自家発電へ迅速に切り替える」訓練も実施）。
- 逮捕状執行時における手錠使用方法習得（対象被疑者逮捕時の拘束用具である手錠の正しい使い方を習得）。
- イベント開催時などにおける交通規制実施方法習得。
- 車両の安全なバック誘導方法習得（事件・事故発生現場への臨場時、および職務質問や防犯&交通安全指導のため立ち寄った駐車場などへ車両をバック駐車、および駐車場から公道へバックでパトカーを引き出す際、周囲の安全を確認して車両を安全確実にバック誘導する方法を学ぶ）
- 捜査車両による不審車両および人物の包囲方法習得（違反車両や指名手配の盗難車を見つけ職務質問および身柄確保したり、内偵捜査で確認できた指名手配犯行動パターンをもとに・対象の人物や車両が自宅などから出てきたタイミングを見計らって逮捕状を執行する際、逃げ道を塞ぐべくどの位置に捜査車両を停めて犯人を包囲すれば良いかを現場で瞬時に判断できるようにする）。
- 車両トランクへ取り締まりおよび事故処理用具を正しく積み込む方法習得（現着後に用具を迅速に取り出せすぐ使えるようにするため、それら積載位置をどのように割り当てるか覚える）。
- 要人警護訓練（首脳・皇族などのVIPを乗せた車両の公道通行時における先導方法、VIPを不審者から守るための警備方法習得）。
- 大規模テロや凶悪犯などを想定した警備訓練。
- 刃物で挑発する凶悪犯や立てこもり犯の制圧方法（刃物で威嚇して警察官へ向かってくる犯人を慎重に追い詰め、自身が刃物で切られたり銃で撃たれるなどの受傷を防ぐ・および人質を無傷で保護し立てこもり犯の身柄を迅速に確保するための間合いの取り方や犯人説得方法を習得)。
- パトロール中の違反車両発見時や緊急出動時におけるマイク・サイレン装置・赤色灯（パトランプ）の取り扱い方法、および不審車両・人物への職務質問方法習得。
- パレード・マラソン・駅伝開催時における車両での参加者先導方法習得。
- 車両の特性・構造学習（指定自動車教習所の教習カリキュラムと同じ）。
- （白バイ隊員のみ）幅の狭いジグザグの板から外れないように、さらに足場の悪い凹凸路面でも転倒しないよう走行（オフロードバイクを用いた障害物突破訓練も実施。途中で転倒したり地面に足をつくと減点）。
- （万一路肩の障害物に乗り上げたり、足場の悪い凹凸路面を走行する場面を想定し）片側のタイヤのみを細い板に載せてバランスを崩さないよう走行（途中で脱輪すると減点）。
- （不審者・違反者が検問・職務質問等を振り切って逃走した場合を想定した）車両の急発進・急反転・急旋回。
- スリップ体験（冬期におけるスリップ事故の怖さを凍結=アイスバーン路面を再現したスキッドコースで体験し、緊急走行中に万一スリップした場合でも横転や他車との接触事故を未然に防ぎ、落ち着いて車両を元の姿勢へと立て直せるようにする）。
- タイヤ交換・タイヤチェーン装着・車両運行前点検方法の習得（指定自動車教習所の教習カリキュラムと同じだが、パトカーなどの緊急車両では「サイレンが鳴動でき、かつマイクによる拡声機能もきちんと使えるか」・「パトランプがきちんと点くか」も運行前点検項目に含まれる）。
- 万一車両トラブルが発生した場合の対処方法（パトロール・取り締まり業務中の車両にタイヤパンク・エンジントラブル・悪天候などでの立ち往生・接触事故など不測の事態が起きた場合でも、慌てず落ち着いて対処できるようにする。万一事故を起こした場合は負傷者を迅速救護すると共に、その旨を所轄本部へ迅速に報告できるようにする）。
- 心肺蘇生法及びAEDの使用方法習得（事故現場に救急車が到着するまでの間、負傷者・意識不明者へ応急処置を確実に施して救命率を上げる）。
- 逮捕術（柔道・剣道・空手等の各種日本武道の技を組み合わせ、周囲の一般人に危険を及ぼすことなく犯人=被疑者を無傷かつ迅速に身柄確保して逃走を防げるようにする。各警察署および部隊対抗の「逮捕術競技会」も都道府県や管区警察局ごとに毎年実施）。
- 挙動不審の車両・人物の見抜き方（特に車内におけるシートベルト非着用・携帯電話やスマートフォンを操作しながらの脇見運転・不自然な蛇行運転・夜間や悪天候時の無灯火走行・正しい通行帯から大きく外れての走行や逆走・交差点や横断歩道での歩行者優先義務違反・信号無視・一時停止不履行・駐車禁止及び駐停車禁止場所への違法駐停車・追い越し禁止や車線変更禁止区間での追い越し・一方通行区間の逆走・Uターン禁止場所での車両故意反転・指定方向外進行禁止規制のある交差点での違反行動など道路交通法違反や飲酒運転・無免許運転が疑われる危険な行動、パトロール中のパトカー・白バイ・警察官を見て急に目を背けたり走って逃げる&車両の向きを急に変えたり速度を急に上げる・車間距離を極端に詰めすぎている・定員超過で乗車している疑いがある・一般ドライバーの模範となるべく「緊急走行時以外は制限速度及び法定速度遵守で走行」しているパトカー・白バイを故意に追い越すなどの不可解な行動、営業時間外の店舗・公共駐車場・駐車帯・路肩に目的もなく深夜でも長時間駐まっている・店舗や公共駐車場から車両が安全確認や一時停止をせず猛スピードで出てくる・正当な理由なく刃物や実弾入り銃器類、特殊開錠工具を持ち歩いている・ナンバープレートを折り曲げて見えなくしたり故意に付け替えている=他車から盗んできたナンバーを付けている・総務省へ免許申請していない違法無線アンテナを搭載している・違法改造をしている・フロントガラスが割れたり故意に塞がれている・車体が一部破損し轢き逃げや当て逃げをした疑いがある・不審な荷物を不自然な状態で大量に積んでいる・車検切れや自賠責はじめ各種保険未加入の疑いがある・前照灯・後部標識灯・ブレーキランプが切れている・車内からゴミをポイ捨てしているなどの不審車両や整備不良が疑われる車両、盗難届が出されていたり指名手配犯・覚せい剤や危険ドラッグ使用者がいる疑いのある車両などを夜間でも瞬時に見抜く方法、自殺志願の疑いがある人物を保護して自殺を未然に防ぐ方法、不特定多数の通行車両の中から違反の疑いがある要注意車両を見抜いて取り締まり場所へ誘導する方法などを徹底的に学ぶ）。
- 地図の使い方（自分が管轄する地区の地図=主に昭文社県別マップル・都市地図両シリーズとゼンリン住宅地図を暗記し、110番入電無線を受信後1分1秒でも迅速に当該事件・事故の発生現場へ急行出来るようにすると共に、通常のパトロール中においても自分がいる現在地や事件・事故・災害発生場所、不審者・犯人の身柄確保場所を所轄本部へ無線で的確に伝えられるようにする）。
- 災害時における臨時本部設置訓練（警察署や交番が地震・津波・河川氾濫・土砂崩れで被災し使用不能となった場合に備え、あらかじめ協定を結んでいる管内の公共施設へ臨時の警察署機能を設ける場合に無線装置などを迅速に立ち上げ、大規模災害発生時でも警察署機能を維持できるようにする）。及び「大規模災害発生時における初動・非常招集訓練」（地震・大雨・洪水・土砂災害などで道路が寸断され車の使用が困難となった場合、所轄署から徒歩圏内にある警察官舎在住の警察官を非常招集して災害対策本部を立ち上げ、自治体と連携して迅速・的確な災害情報収集体制を構築できるようにする）。
- 無線交信訓練（所轄本部・現場警察官相互間で的確な無線のやりとりができるよう、若手警察官と所轄本部通信指令室での110番通報受信担当警察官を中心に「事件・事故・災害発生現場の状況、パトロール中に追尾・職務質問・身柄確保した不審人物や不審車両の特徴、犯人の身柄確保場所、事件・事故の目撃者や通報者から得られた現場状況・犯人や不審車両の特徴証言などを無線で所轄本部へ的確に伝える訓練」を定期的に実施）。
- （交番・駐在所勤務の若手警察官のみ）巡回連絡訓練（管内にある世帯・事業所へ所轄警察署からの連絡事項を的確に伝えると共に、管内住民との良好な関係を築く「巡回連絡」の方法を学び、「相手の心に寄り添った伝え方がきちんと出来る」ようにする）。
- ランニング・体力作り（犯人が万一職務質問などを振り切って逃走した場合でも瞬時に追いついて身柄確保できるようにすると共に、24時間の当直勤務時における深夜帯パトロール&緊急出動にも耐えうる体力を錬成）。
- 車両での犯人護送方法習得（逮捕及び留置中の被疑者を署や裁判所まで護送する際、途中で逃げられないようにするための正しい座り方や犯人包囲方法を学ぶ。パトカーの左右後ろドアは護送中の犯人逃走を防ぐため「外側からのみ開閉可」としている）
- 各種交通違反ごとの反則金及び違反点数の区分・反則切符の使用方法習得（交通取り締まり活動を行う上での基本事項である「道路交通法で規定された交通違反の種類とそれに応じた反則金徴収額及び違反点数の違い」や「反則切符の正しい交付方法・反則金及び免許停止や取り消しの基準となる違反点数の正しい計算方法」を学ぶ）。
- アルコール検知器の使用方法習得（パトロール中及び交通取締中に飲酒運転の疑いがある不審車両を見つけ職務質問した際、「酒気帯び運転」及び「飲酒運転」の摘発基準となる呼気中アルコール濃度を正しく測定できるようにする）。
- 職務質問訓練（挙動不審の車両や人物を見つけた時、当該人物や車両への所持品検査で刃物・薬物・危険ドラッグ・拳銃などの危険物・違反物や盗難品・模造品・偽造された通貨や切手類が見つかれば迅速に身柄確保して犯罪を予防できるようにする）。
- （機動隊員のみ）大規模災害発生現場を想定した救助訓練（消防救助隊の訓練と同じ）。
- 拳銃の適正使用方法習得（刃物などの凶器で挑発・威嚇する犯人の制圧及び身柄確保のための「一般人に危険を及ぼさない適正な拳銃使用方法」を学ぶ。「警察官拳銃射撃技能大会」も都道府県及び管区警察局ごとに実施。なお拳銃は一歩間違えば殺人兵器となる「取扱注意」の道具なので銃刀法により使用場面を手厳しく規制。各警察署にある拳銃保管庫は「部外者立入禁止」、警察学校内にある射撃場は「訓練本番中は実弾が場外へ飛ばないよう必ず閉扉」とし、警察関係者であっても出入り可能人物を暗証番号で厳格に制限。同時に「拳銃は職務遂行時以外必ず所属署の拳銃保管庫へ預け、かつ暴発事故防止のため拳銃と実弾は別々に分けて部外者に盗まれないよう厳重保管すると共に、刃物などで威嚇・挑発したり暴れる凶悪犯制圧などやむを得ない場面以外で一般人へ銃口を向ける・警察官以外の第三者へ故意に拳銃を渡す・職務遂行中に拳銃や実弾を置き忘れたり紛失する・拳銃保管庫の鍵を部外者へ渡したり暗証番号を部外者へ教えるなどの行為は一切厳禁」と規定）。
- 携行装備品の取り出し方および仕舞い方の習得（「年頭視閲」などでの警察官装備品点検時、携行する警棒・手錠・警察手帳・拳銃・警笛を教官の指示に従って迅速に取り出して仕舞い、同時に不良個所・欠品が無いかを点検すると共に、現場臨場時にそれら装備を迅速に使えるようにする方法を習得）。

警察・消防以外で緊急自動車を保有する企業（電力・ガス・水道・鉄道・通信事業者、輸血用血液供給センターなど）においても、（人身・物損・死傷事故を避けて安全かつ迅速に事故発生現場へ急行出来るよう）警察官ほどではないが（一般の自動車教習所より厳しく）高度な運転技能習熟訓練が必要である。

### パトロールカーの交通規制除外
道路交通法41条3項により、パトロールカーのうち「もつぱら交通の取締りに従事する自動車であって次の要件を満たす」ものは、次の交通規制からの除外対象となる。これは、緊急自動車として緊急用務のための走行でなくとも除外対象となる。
- 都道府県警察において使用する自動車のうち、その車体の全部を白色に塗つた大型自動二輪車若しくは普通自動二輪車（いわゆる白バイ）又はその車体の全部若しくは上半分を白色に塗つた普通自動車
- 法第十八条第一項（左側寄り通行等）
- 第二十条第一項及び第二項（車両通行帯：追越し車線等の走行、専用通行帯、バスレーンなど）
- 第二十条の二（路線バス等優先通行帯）
- 第二十五条の二第二項（指定横断禁止、転回禁止場所）

「全部若しくは上半分を白色に塗つた」事が要件であるため、上下白黒塗装や、覆面のうち白塗装は該当するが、それら以外の、上下白黒塗装または白塗装以外の車両や、一般捜査車両は上記に該当しない場合がある。
都道府県または方面公安委員会規則により、警察の使用する車両が道路標識等に基づく交通規制からの除外対象となる。これも同様に、緊急自動車として緊急用務のための走行でなくとも除外対象となる。東京都では都道路交通規則により、次の除外が規定されている。
- 専ら交通の取締りに従事する自動車：法定最高速度以下となる指定最高速度の道路標識を除外

ほか警衛列自動車及び警護列自動車（天皇及び皇族、警護対象者（内閣総理大臣、国賓、両議員議長、最高裁長官、国務大臣、公賓や公式訪問の賓客、元総理、政党代表者、大使など）並びにその随員の乗車する自動車の一団が、警察用自動車により誘導又は追随の形で警衛、警護されている場合における警察用自動車を含めたすべての自動車列を言う）は、多くの交通規制、道路運送車両法規制の適用除外となっている。警衛・警護列自動車は緊急用務のための走行でなくとも除外対象となるが、警衛・警護運用中は通常赤色灯を付け緊急用務としている事が多い。
なお、通行止め規制または駐停車禁止規制の除外対象については関連各項目を参照のこと。

### 青色防犯パトロール

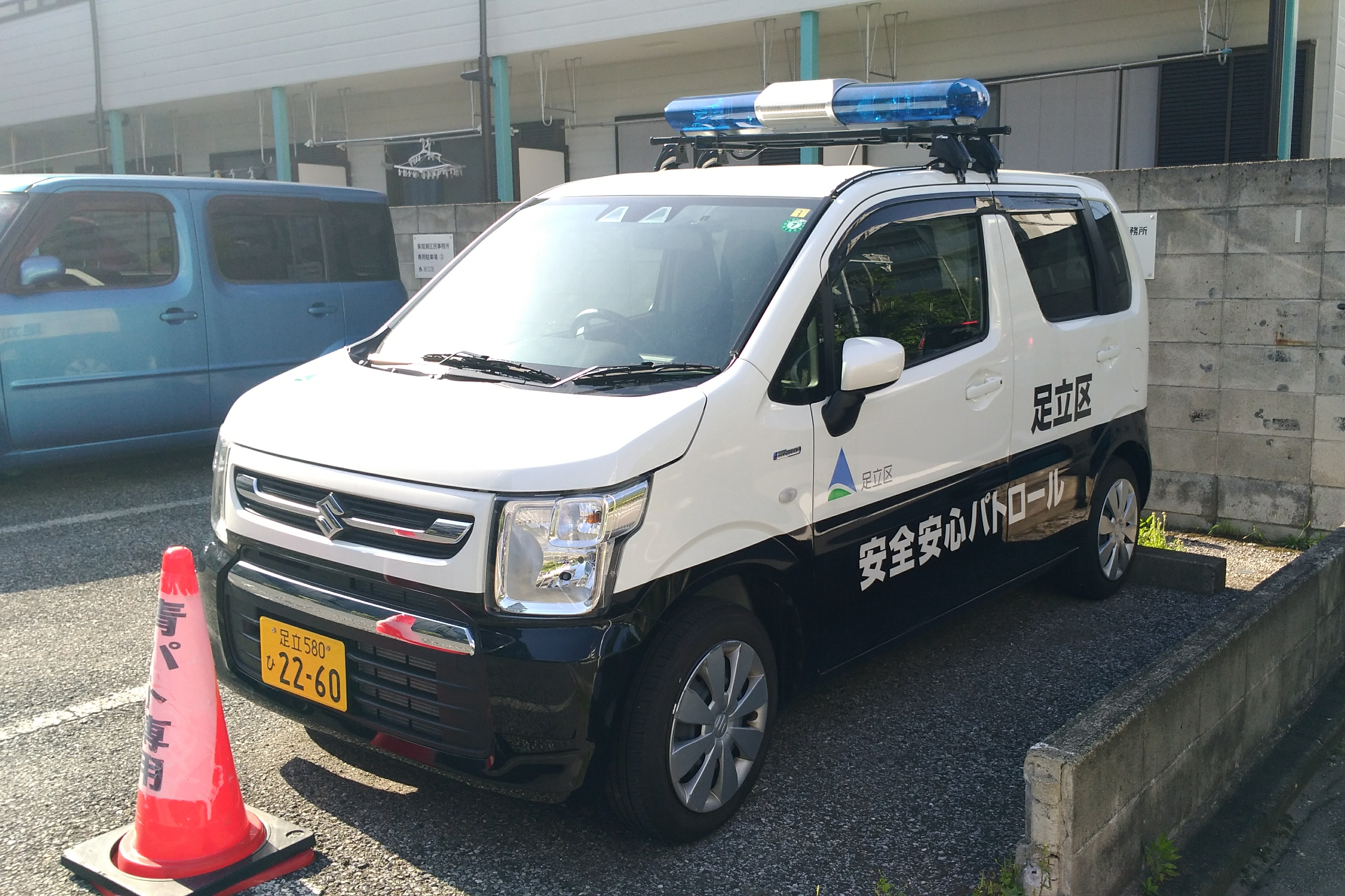
青色防犯パトロール仕様のスズキ・ワゴンR （足立区）

青色防犯パトロール（青パト）は、防犯活動を認められた団体が自主防犯パトロールとして実施を許可された青色回転灯装備の自主防犯活動用自動車で、一般自動車への青色回転灯装備は法令で禁止されているが、2004年12月1日（道路運送車両法の保安基準緩和）より、警察からの自主防犯パトロールを適正に行うことが出来ると証明を受けた団体は青色回転灯の装備が認められている。申請はパトロール地域を管轄する警察署を通じ行い、パトロール実施者証の交付後、約2年毎に青色防犯パトロール講習を受講しなければならない。また証明書発行より15日以内に地方運輸支局で、自動車検査証に自主防犯活動用自動車の記載を受ける必要もある。

### 日本のパトカー ギャラリー

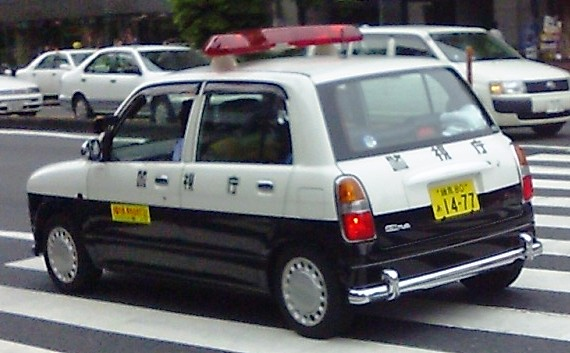
ダイハツ・ミラジーノ（警視庁）
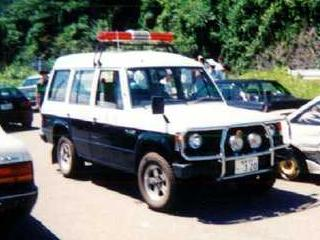
三菱・パジェロ（福島県警）
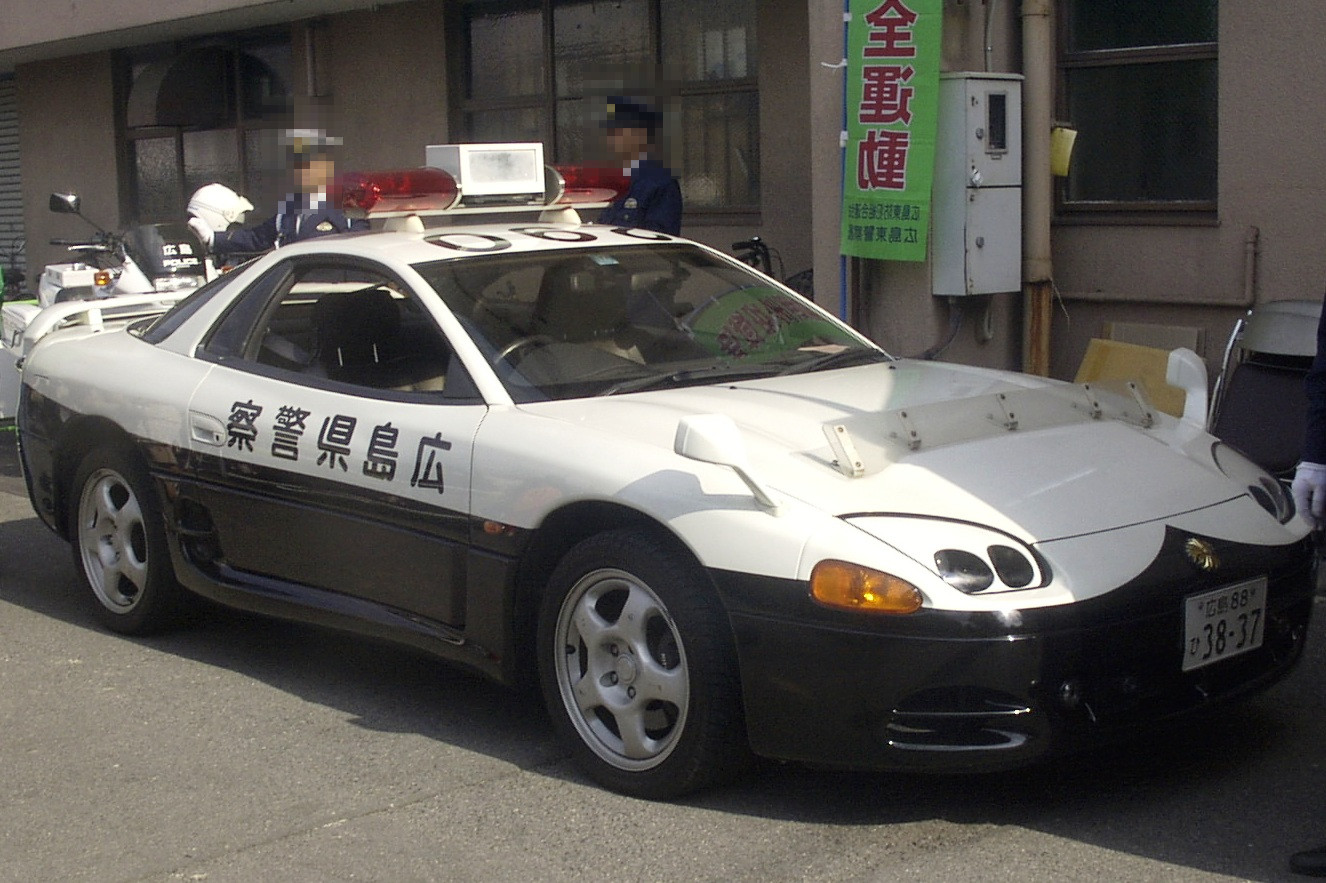
三菱・GTO（広島県警）
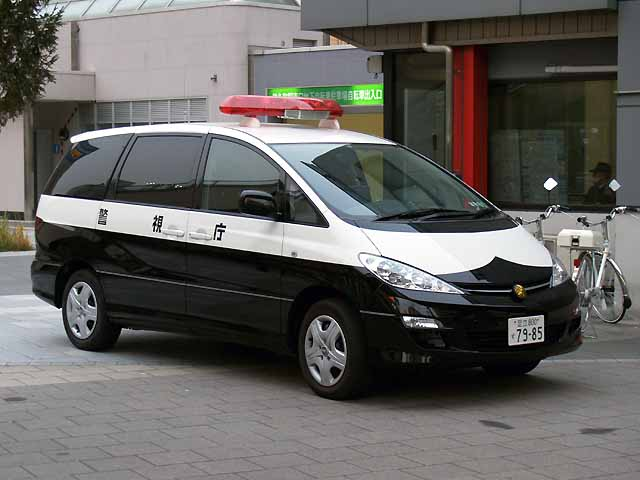
トヨタ・エスティマ（警視庁）
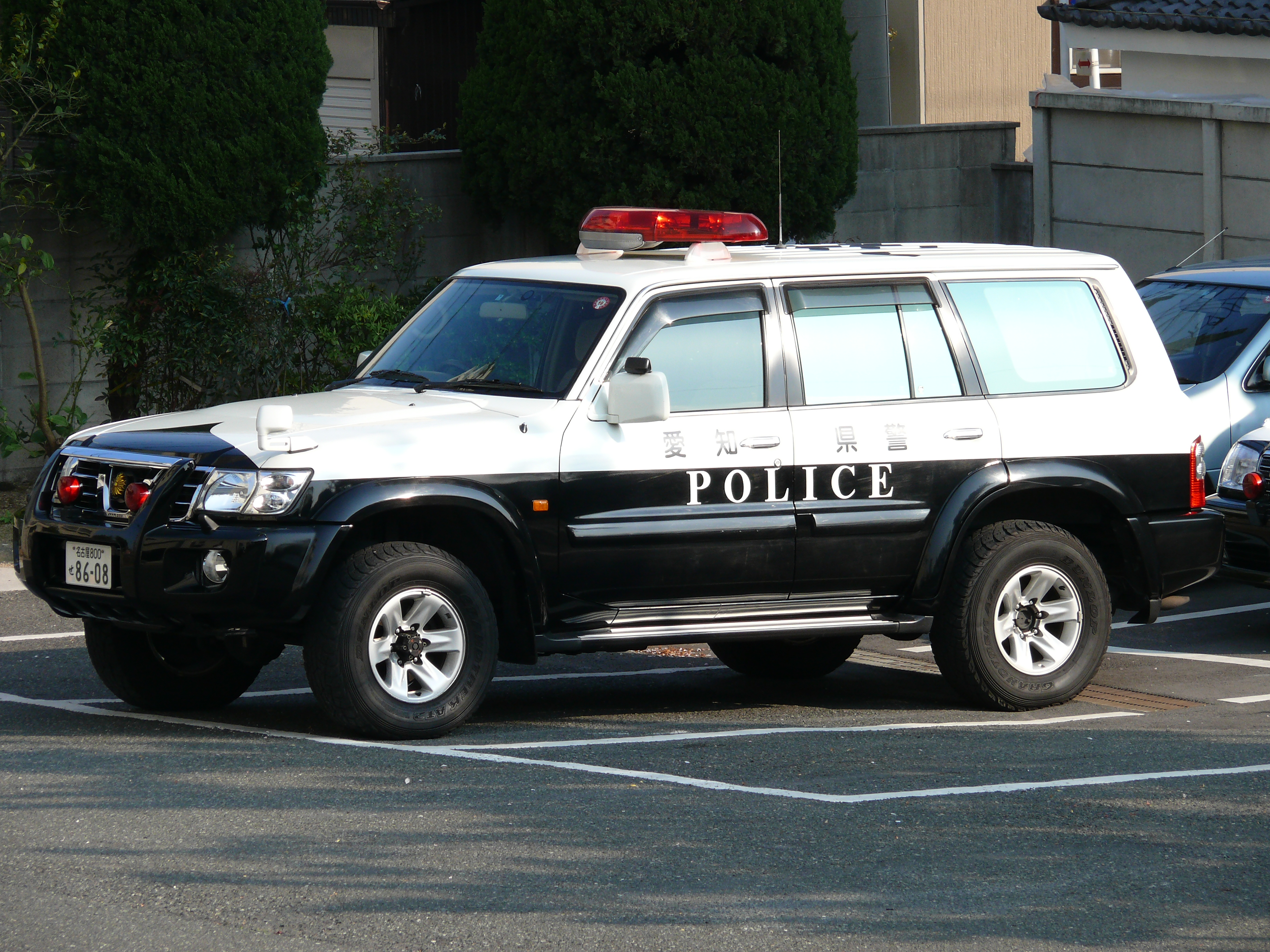
日産・サファリ（愛知県警）
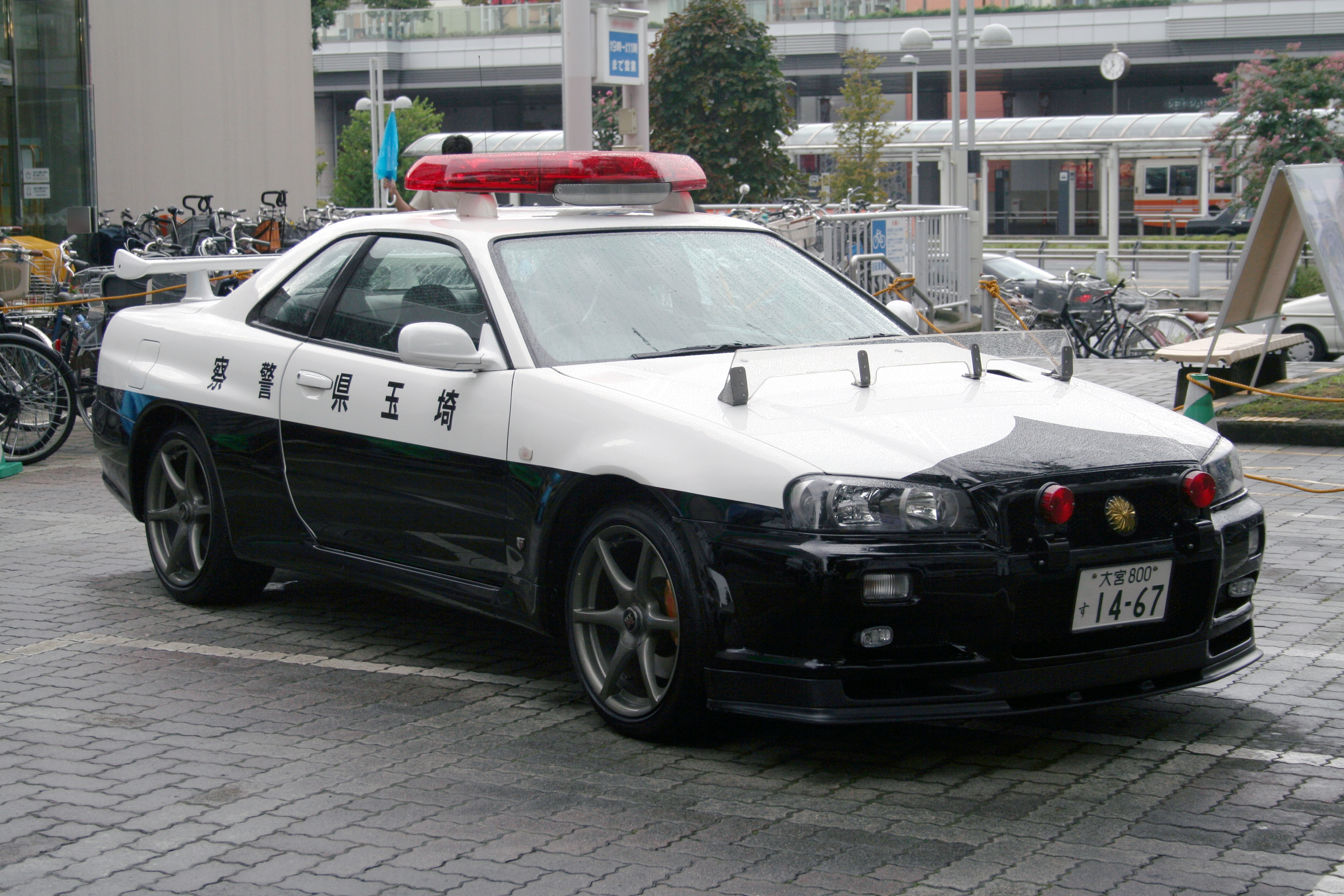
日産・スカイラインR34GT-R（埼玉県警）
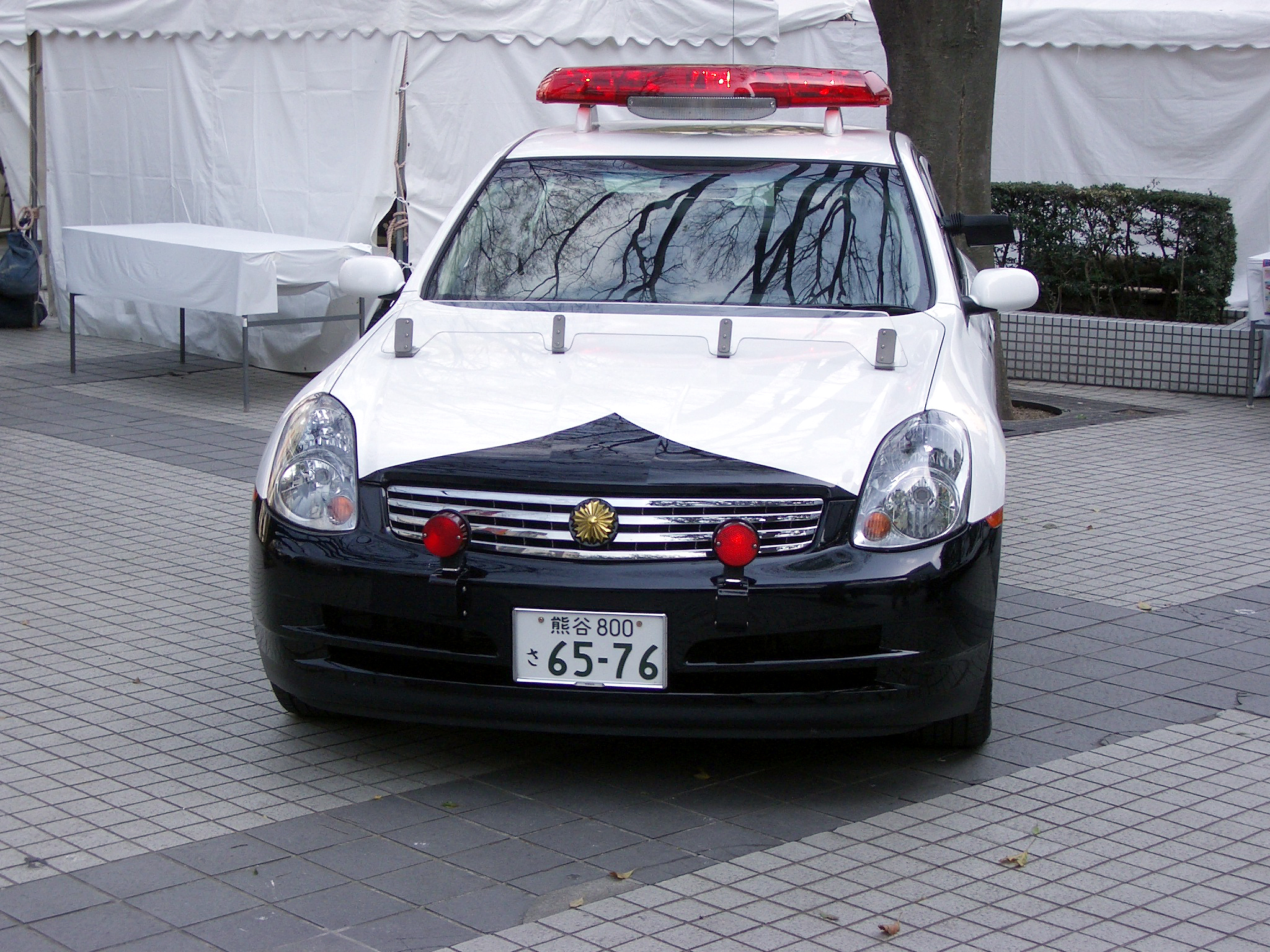
日産・スカイラインV35型（埼玉県警）
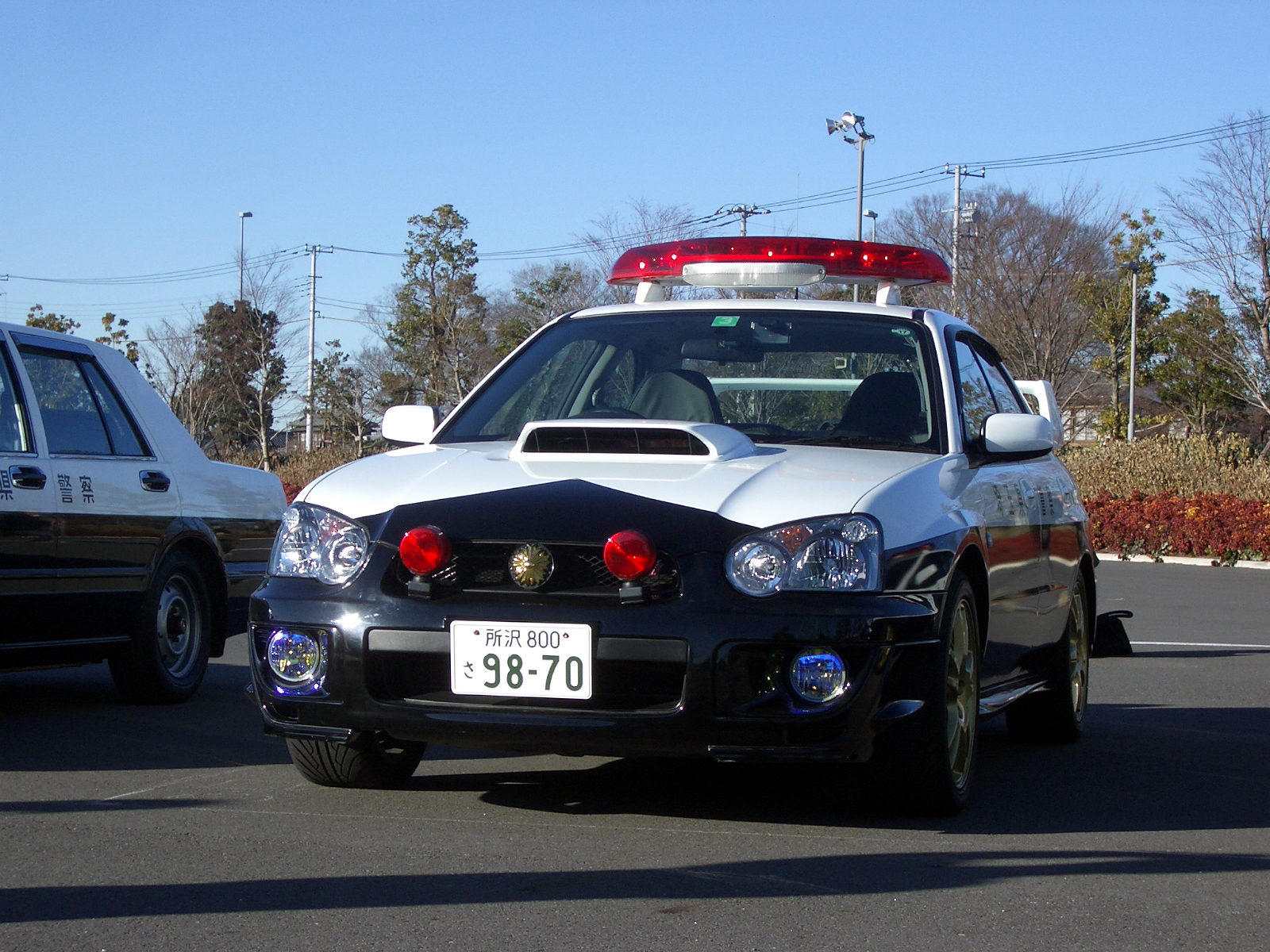
スバル・インプレッサWRX STi（埼玉県警）
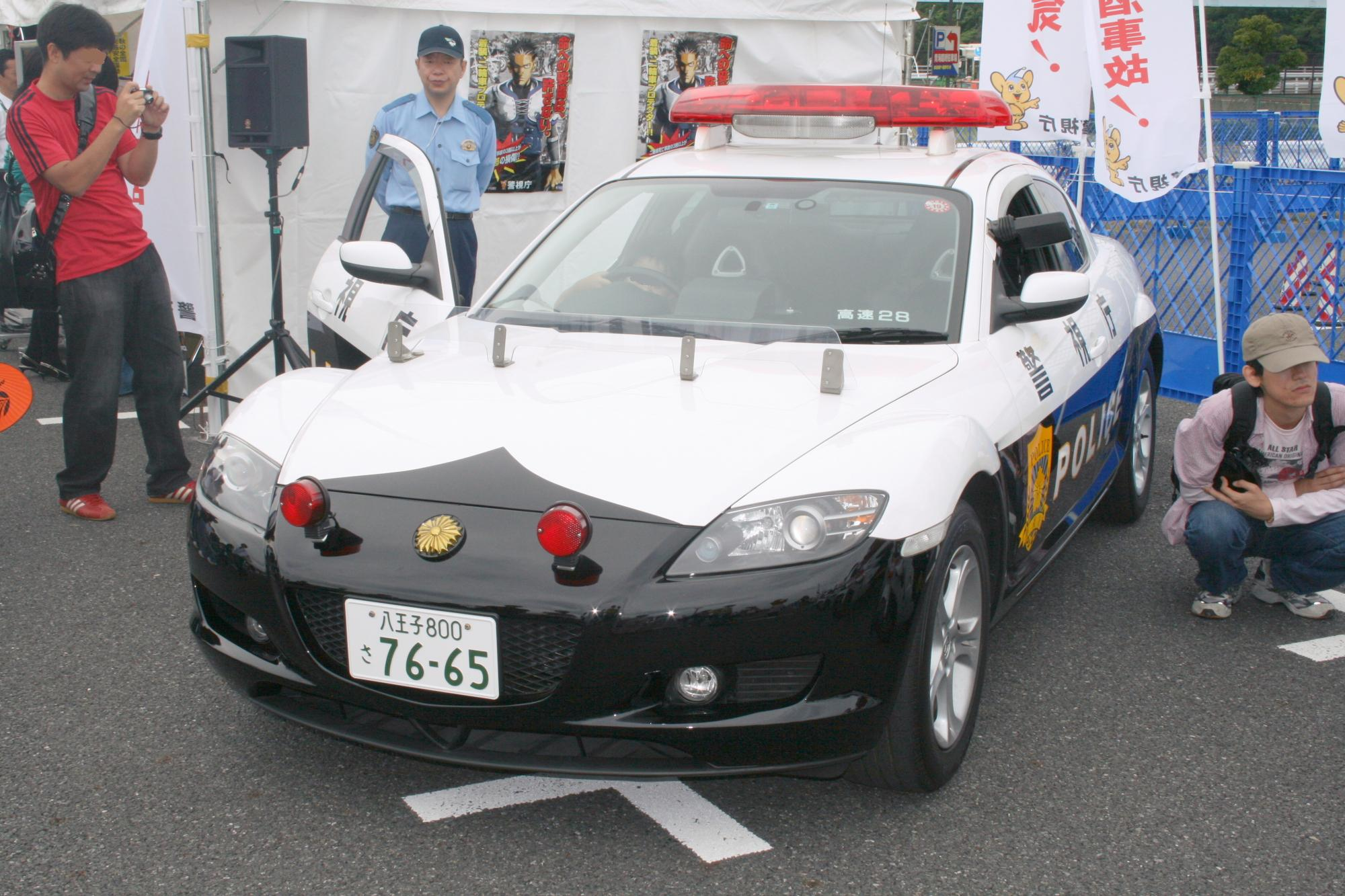
マツダ・RX-8（警視庁）
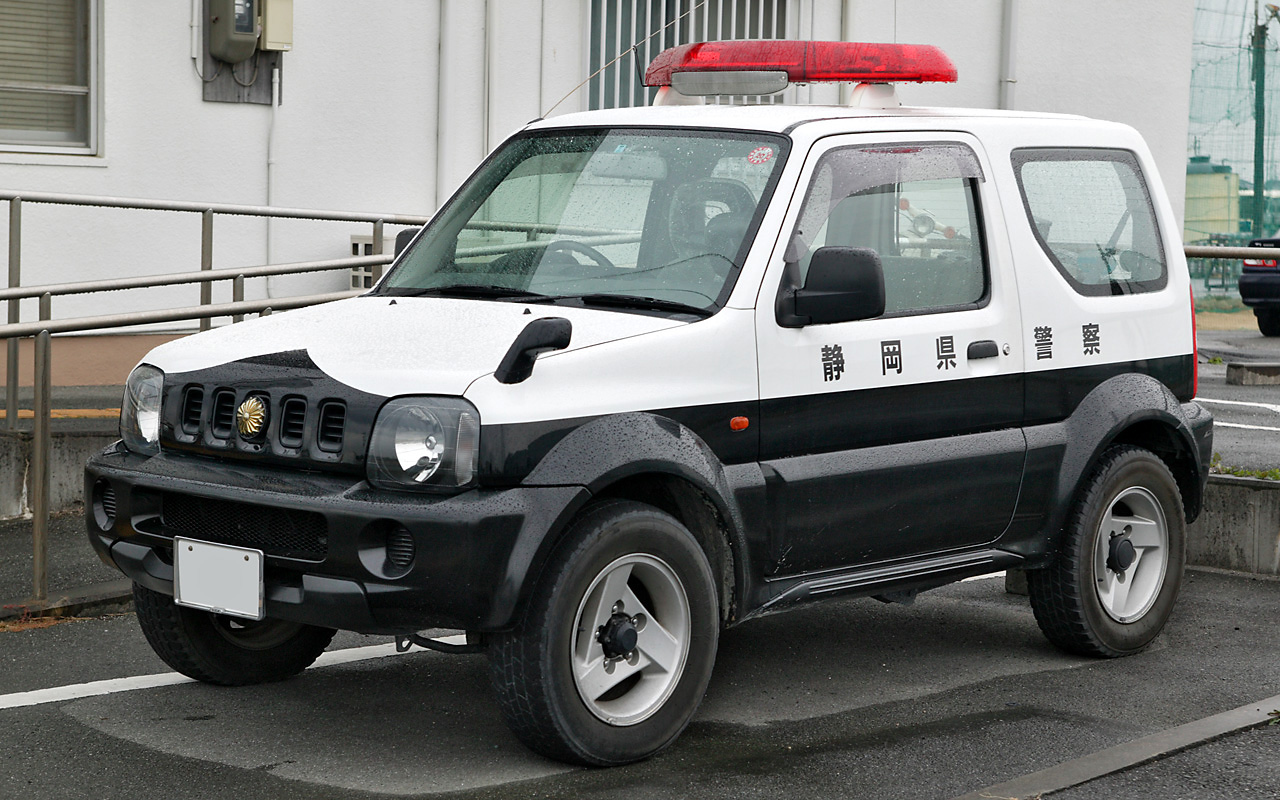
スズキ・ジムニーシエラ （静岡県警）
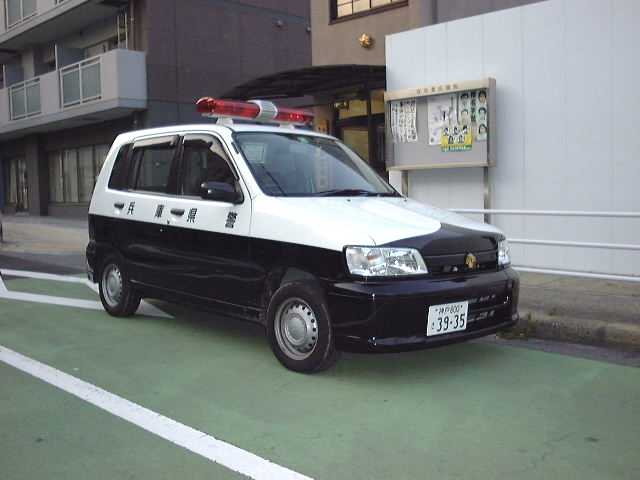
日産・キューブ（兵庫県警）
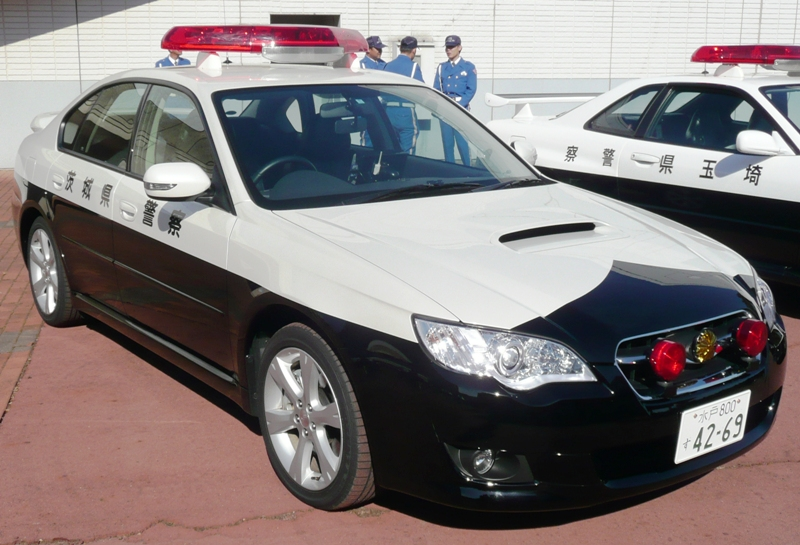
スバル・レガシィB4（茨城県警）
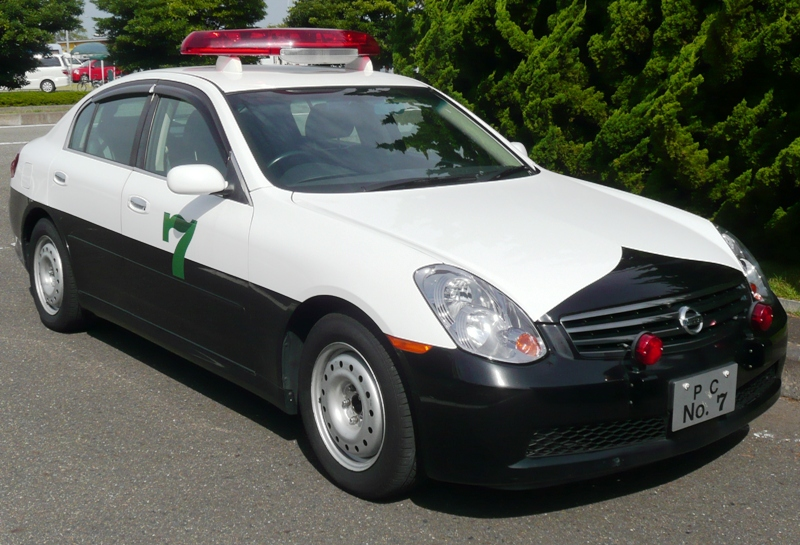
日産・スカイライン350GT（研修用）
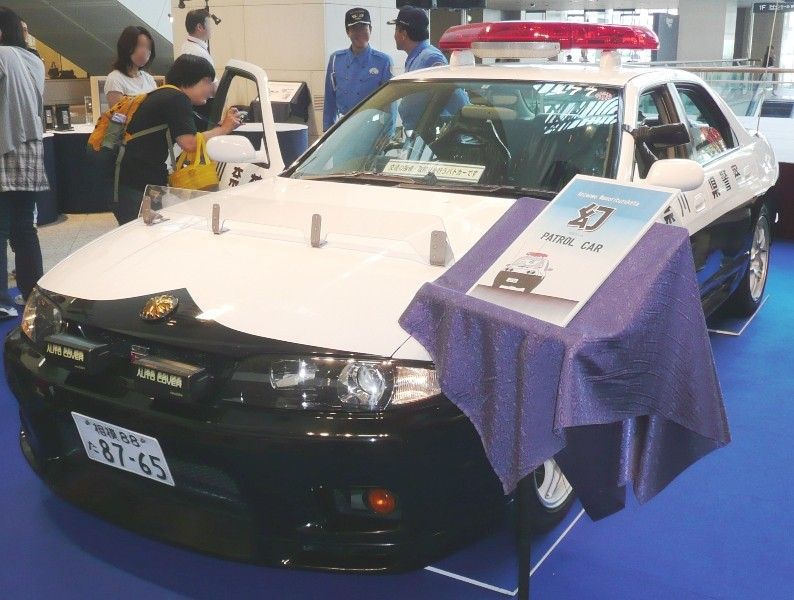
日産・スカイラインGT-Rオーテックバージョン（神奈川県警）
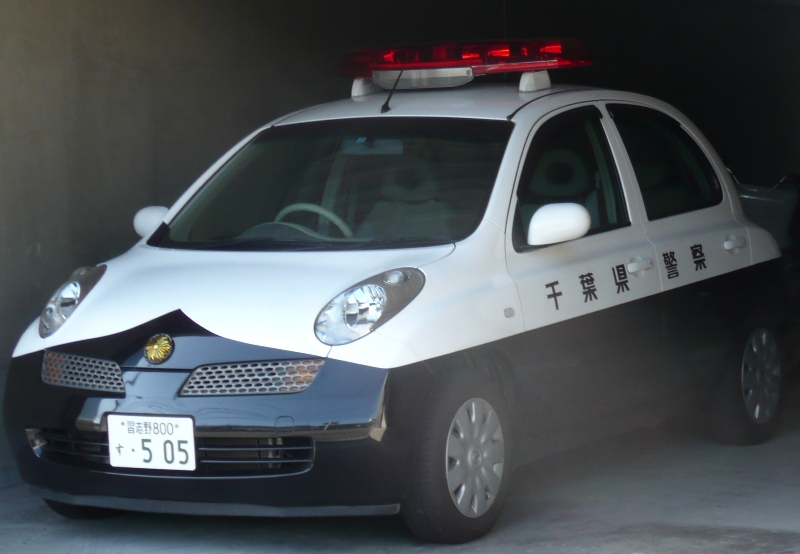
日産・マーチ（千葉県警）
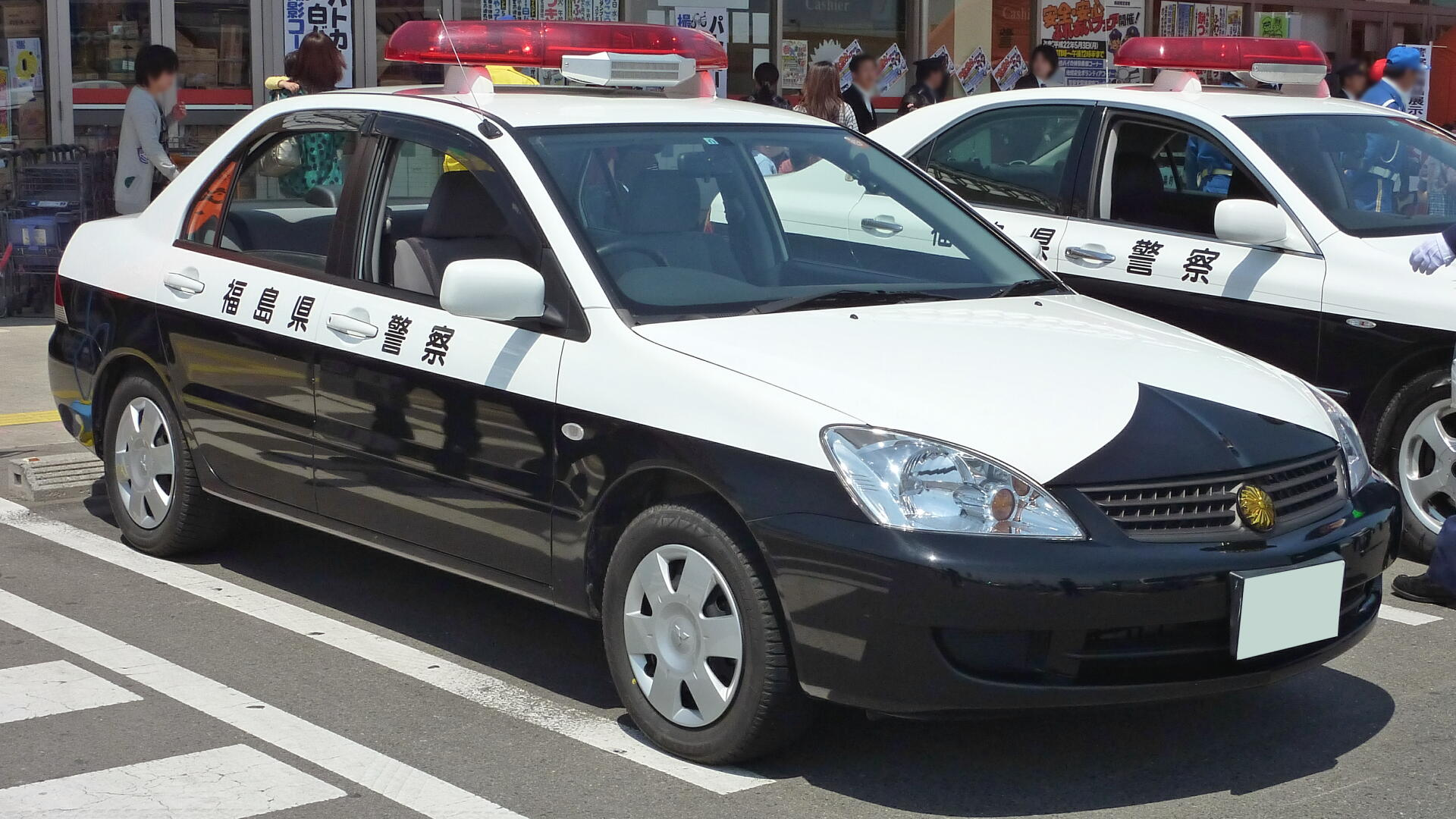
三菱・ランサー（福島県警）
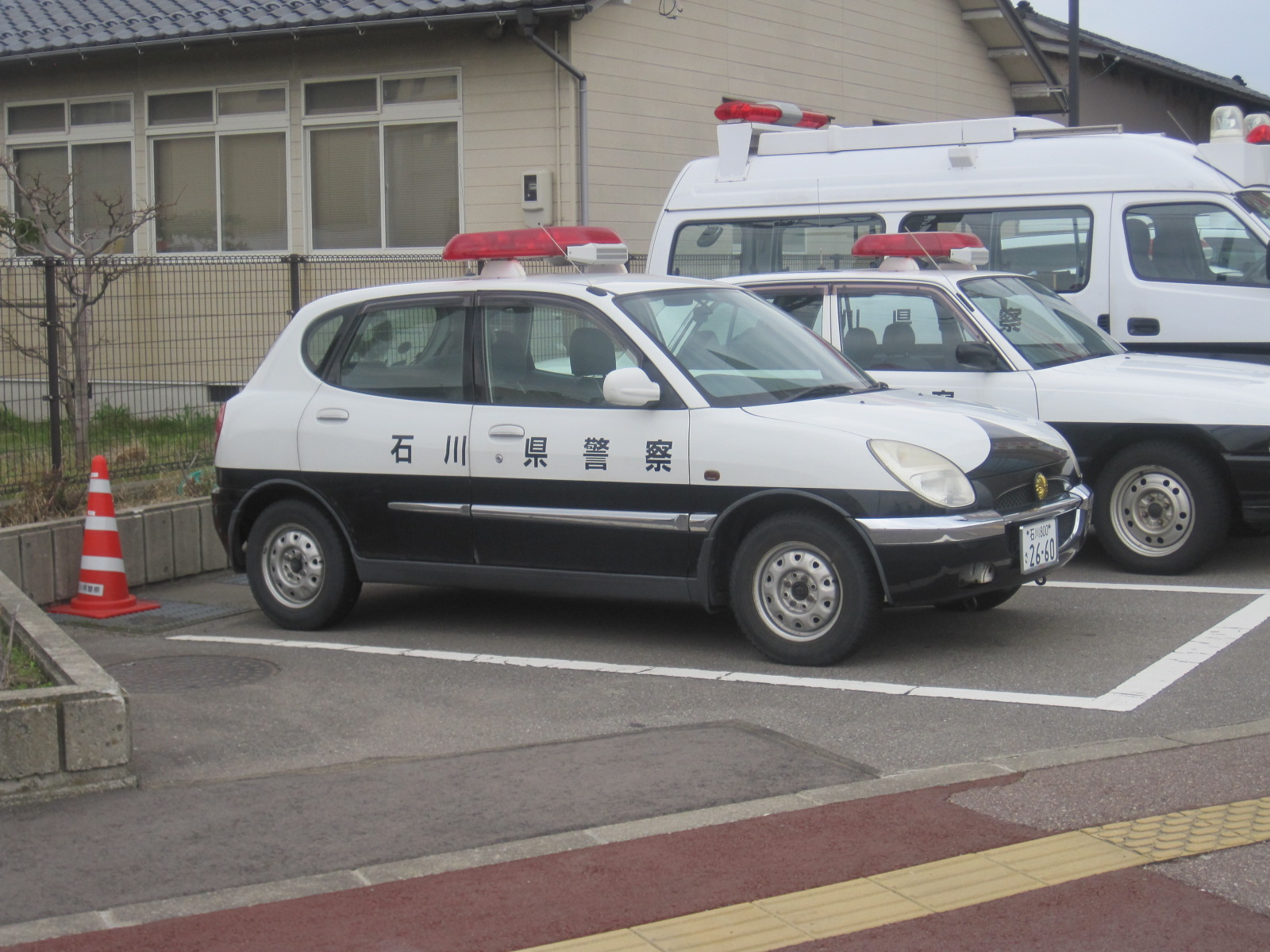
ダイハツ・ストーリア（石川県警）
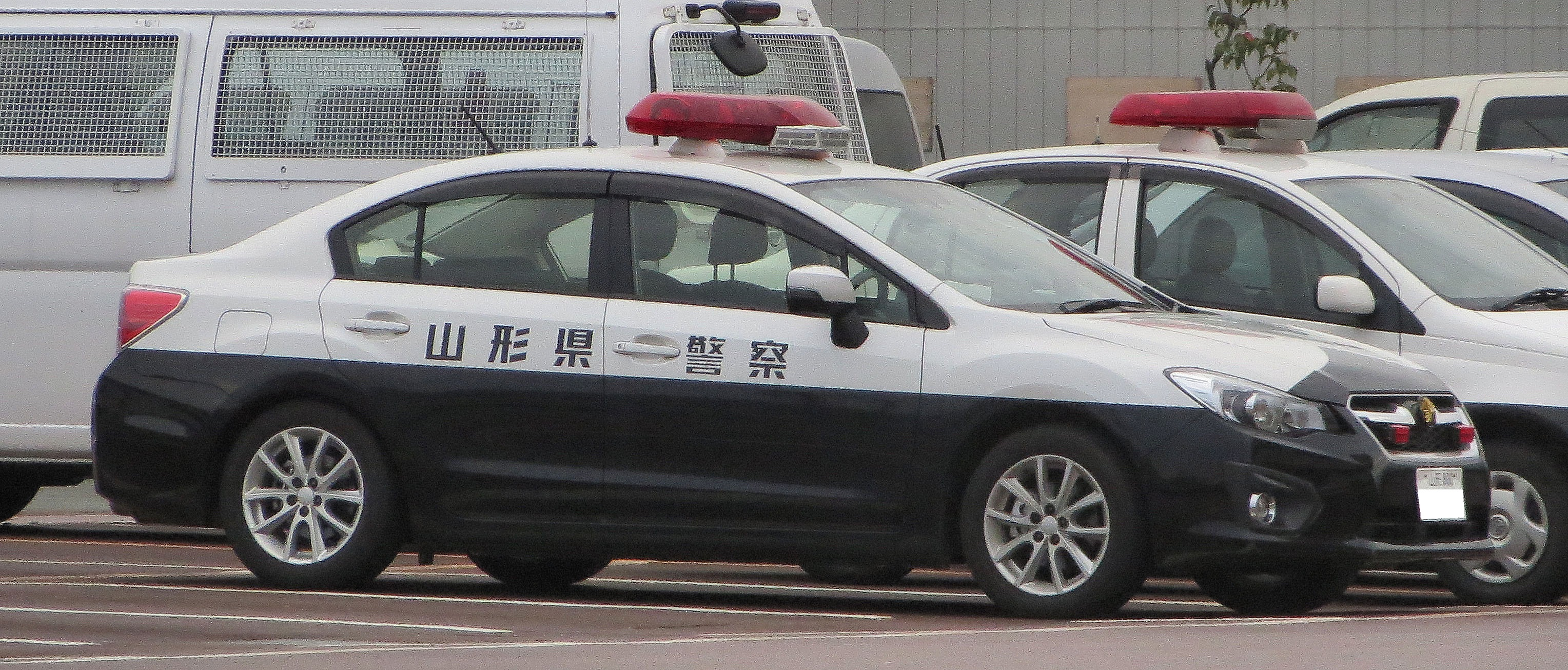
スバル・インプレッサG4（山形県警）

## アメリカ合衆国

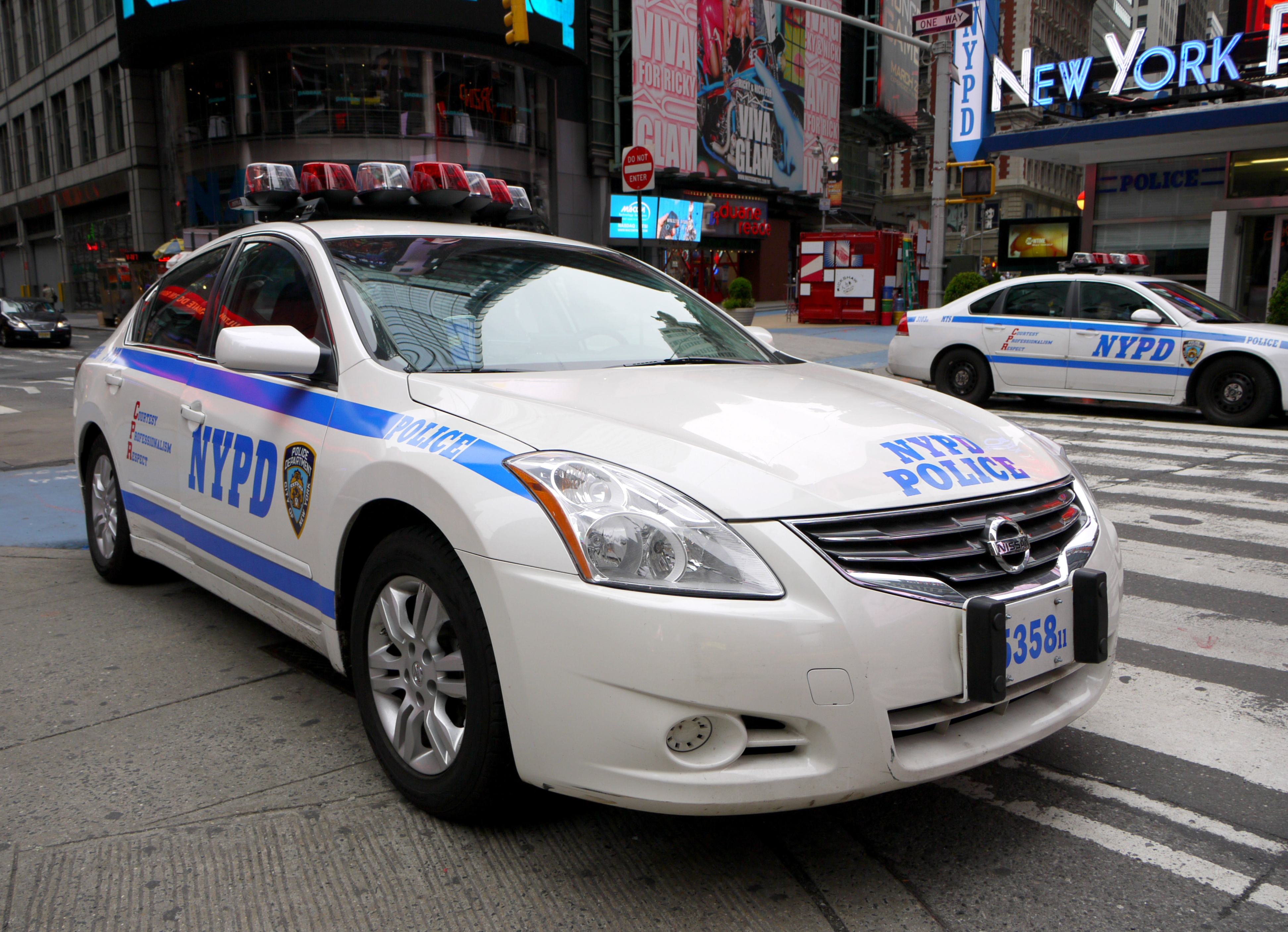
ニューヨーク市警察のMarked police cars、日産・アルティマ、現行デザイン。旧デザインでは警察紋章が大きく描かれ、青白の色調が逆だった

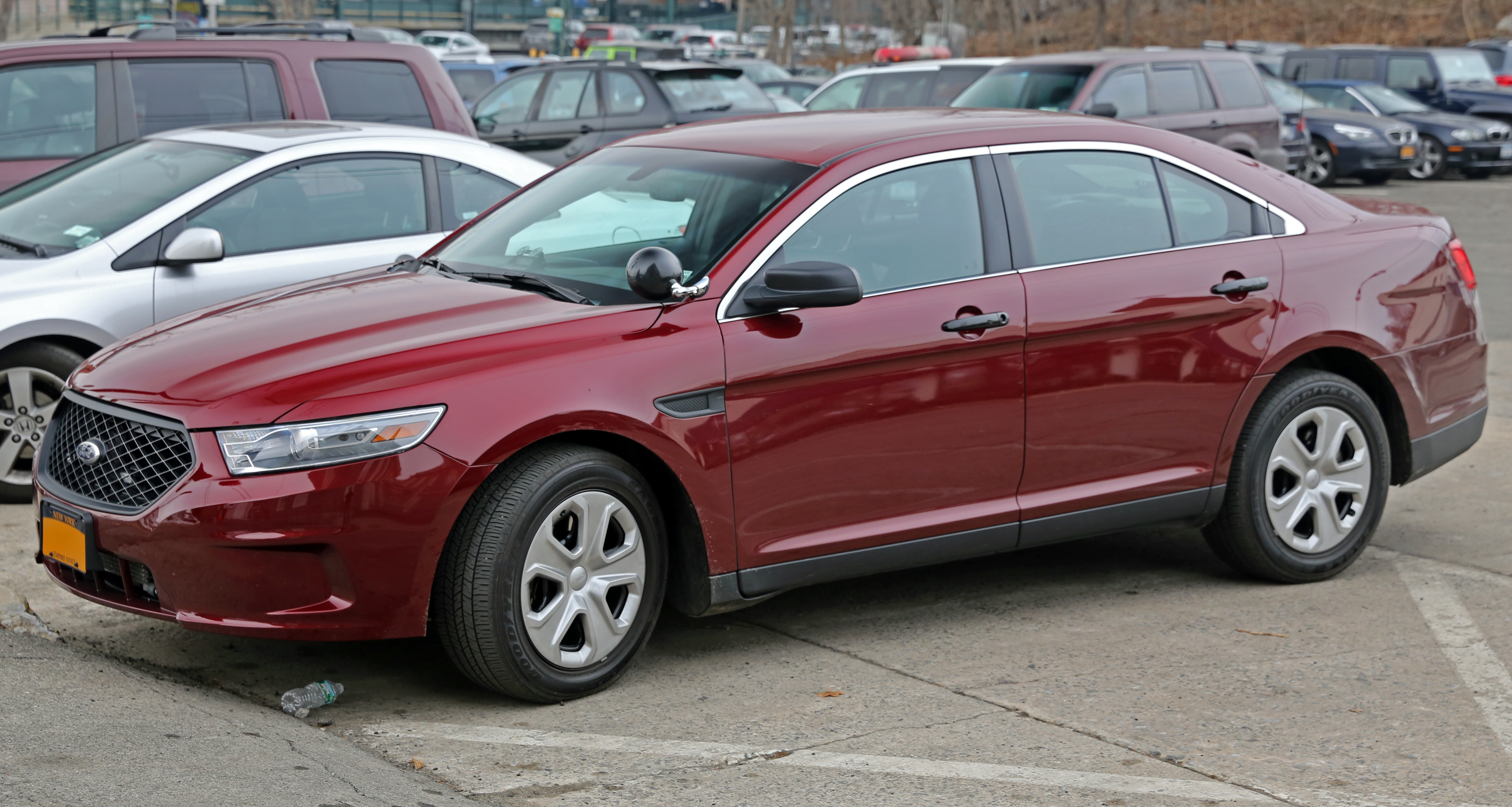
ニューヨーク州ライ警察のUnmarked police car、フォード・トーラス

アメリカ合衆国の警察のパトカーは「Marked」と「Unmarked」に大別される。
「Marked」は日本で言うところの白黒パトカー。車体に警察機関名、バッジのイラスト、「POLICE」「SHERIFF」「HIGHWAY PATROL」「STATE TROOPER」といったマークが施されている(＝Marked)もの。塗装はカリフォルニア州で多く見られるような白黒も存在するが、後述するように中古で出すこともあるため、専用の塗装はせず、単色のボディにステッカーのマークを貼り付けているだけの場合も多く見られる。図柄は機関の数だけあると言っても過言ではない。基本的に警ら任務に用いられるものを指すが、特殊部隊や特殊任務班で使用されるもので、マークが施されていれば含まれる。
「Unmarked」は覆面パトカー。先述のマークが施されていないという意味。「Undercover」などとも呼ばれる。用いられる車両は警ら用と同じ車種も多いが、中には個人所有の車両や、押収した車両を捜査車両として使用できる機関もあり、逮捕した禁制薬物の売人から押収した高級車が使用されていることもある。フロントウィンドウとフロントグリル、リアウィンドウに赤・青の警光灯が設置され、前照灯とバックライトにはストロボ灯が内蔵されている。ニューヨーク市警察のタクシースクワッドは、タクシーに偽装した車両に刑事2人が運転手役と乗客役に分かれて乗車し、防犯活動をしている。一方でハイウェイパトロールの覆面パトカーは、警光灯が外から見えないようになっているだけでドアには大きくマークが描かれている（カリフォルニア・ハイウェイ・パトロールの例）。これは警察車と認識されないと、追尾した相手から強盗と勘違いされ最悪の場合は銃撃を受ける事さえあるためである。SWAT要員は個人ロッカー代わりに装備品一式をトランクに納め、いつでも・どこの現場への招集でも応じられるようにしている（ロサンゼルス市警察）。この場合使用されるのはやはり覆面車である。
両者の中間的存在としてあるのが「Ghost」「Low profile」「Stealth」などと呼ばれる車両。単一の車体色に、車体と同系色或いは目立たない意匠で警察を示す標識を施したもの。法令上はMarked扱いになるものの通常のパトカーと比べてそれと認識しづらくなっており、その機能を活かして交通取締や防犯活動に用いられる。以下で述べる覆面パトカーの運用制約があるかないかに関わらず、各州各地の警察で運用されている。
なお、アメリカ合衆国における覆面パトカーの運用態勢は自治体ごとに異なる。例えばオレゴン州警察・バージニア州警察・メリーランド州警察などでは、速度違反を含む幅広い捜査に覆面車両が投入されている。カリフォルニア州では1923年以来、交通違反取り締まりにおいて覆面車両を使用することが認められてこなかったが、2008年にカリフォルニア高等裁判所は速度制限違反の取り締まりを除いた全ての違反取り締まりに際し覆面車両を使用することを認める判決を出した。ニューヨーク州では1996年の州知事令により州警察が交通取り締まりのために覆面車両を使用することが禁止された。しかし、これはあくまで州警察に限られたことであり、市警察や保安官事務所が使用する車両には現在適用されていない。アメリカ国内では、覆面パトカーを装った車両の指示に従って停止したところ強盗や強姦の被害に遭うケースが頻発しているため、ニューヨーク州などでは、州内において覆面車両を交通取り締まりに用いることを全面的に禁止する法案の審議が行われている（使用していいのは刑事部だけ）。

### 車種
採用されている自動車は、国産のビッグスリー、つまりゼネラルモーターズ（シボレー、GMCが多い）、フォード・モーター（フォードが多い）、クライスラー（ダッジ、ジープが多い）の各社製が大半を占める（日本でトヨタ・日産が多く採用されるのと同じ理屈である）が、外国製も使用されている。特にトヨタや日産が多い。
2010年代前半まではフォード・クラウンビクトリア・ポリスインターセプター（フォードのパトカー仕様車の呼称）が、全パトカーの7割〜8割を占めていた。
90年代中頃までは同車とシボレー・カプリスが多かったが、カプリスが生産中止になってしまい、警察一般で好まれる「パワフルなFRのフルサイズセダン」という要件を満たすものが同車のみになってしまったのが要因。
1990年代の終わりごろ、カリフォルニア・ハイウェイ・パトロール(CHP)はボルボ・S70-Tを試験的に採用したことがある。当時採用していたカプリスが生産中止になり、クラウンビクトリアも経営の効率化のために生産中止になるのではないかと言われ、アメリカ的なFRフルサイズセダンの存在自体が自動車市場において風前の灯火であると言われていたのが原因。これらの車両がなくなってからも円滑に車両を調達するため、もっと他の車種にも目を向けようと考慮したものであった。しかしボルボS70はフルサイズセダンに乗りなれた警官にはあまりに狭く不評で、本格的な採用とはならなかった。幸いにしてクラウンビクトリアの生産は継続され、CHPは今日までそれを使用していた。
2019年夏、CHP最後のクラウンヴィクトリアが引退したと報じられた。
ただし、FRが絶対条件というわけではなく、FFのシボレー・ルミナ、シボレー・インパラ、ダッジ・イントレピッドなども採用されている。
2006年にダッジ・チャージャーのパトカー仕様車が、フォード以外から発売されるパトカー向けFRセダンとして久々に登場し、以後採用する機関は徐々に増えている。2008年にはカーボンモータース社がセダン型のパトカー専用車「E7」を発表した。ディーゼルエンジンによる燃費の向上や専用設計によるパトカーとしての最適化が行われていると同社は説明している。2009年、ニューヨーク市警察は環境対策の一環として日産・アルティマを採用。また、GMは2011年から傘下のホールデンで製造されているカプリスをベースにしたシボレー・カプリスPPV(Police Patrol Vehicle)を供給すると発表した。
電気自動車については、カリフォルニア州フレモント警察でテスラS85（2014年モデル）のパトカーを試用していたが、指名手配されていた容疑者の車を追跡中、電欠で取り逃がすという失態を経験している。2016年、ロサンゼルス市警察は、テスラ・モデルSを2017年から本格導入することが発表されたが、高額な費用がネックとなり導入が遅れ、コロラド州デンバー市警察が最初の導入例となった。
そのほか、管轄や目的によって、シボレー・カプリスやダッジ・マグナムなどのステーションワゴン、シボレー・コルベット、同・カマロ、フォード・マスタングなどのスポーツカー、シボレー・サバーバン、シボレー・タホ、フォード・エクスプローラー、フォード・エクスペディション、ダッジ・デュランゴのようなSUV、シボレー・シルバラードやフォード・レンジャー、フォード・F-150などのピックアップトラック、シボレー・エクスプレス、同・アストロなどのバン、ハマーなどのオフロードビークルなども多く使用されている。
特殊部隊では器材と要員を運び現地対策本部も必要であるため、フォード・スーパーデューティーのようなフルサイズピックアップトラックを改造した車両を導入している。またニューヨーク市警察ESUのようにレスキューも担当する部隊ではクレーンを搭載した車両も保有している。銃撃を避けて民間人を救出するために軍から払い下げられた軽装甲車を配備している部隊もある。
2010年代後半からは、前述のクラウンヴィクトリアが生産終了したこともあり、また様々な要件からSUVのフォード・エクスプローラーをベースにした、ポリス・インターセプター・ユーティリティがシェアを伸ばしており、クラウンヴィクトリアに変わる主力車両となっている。

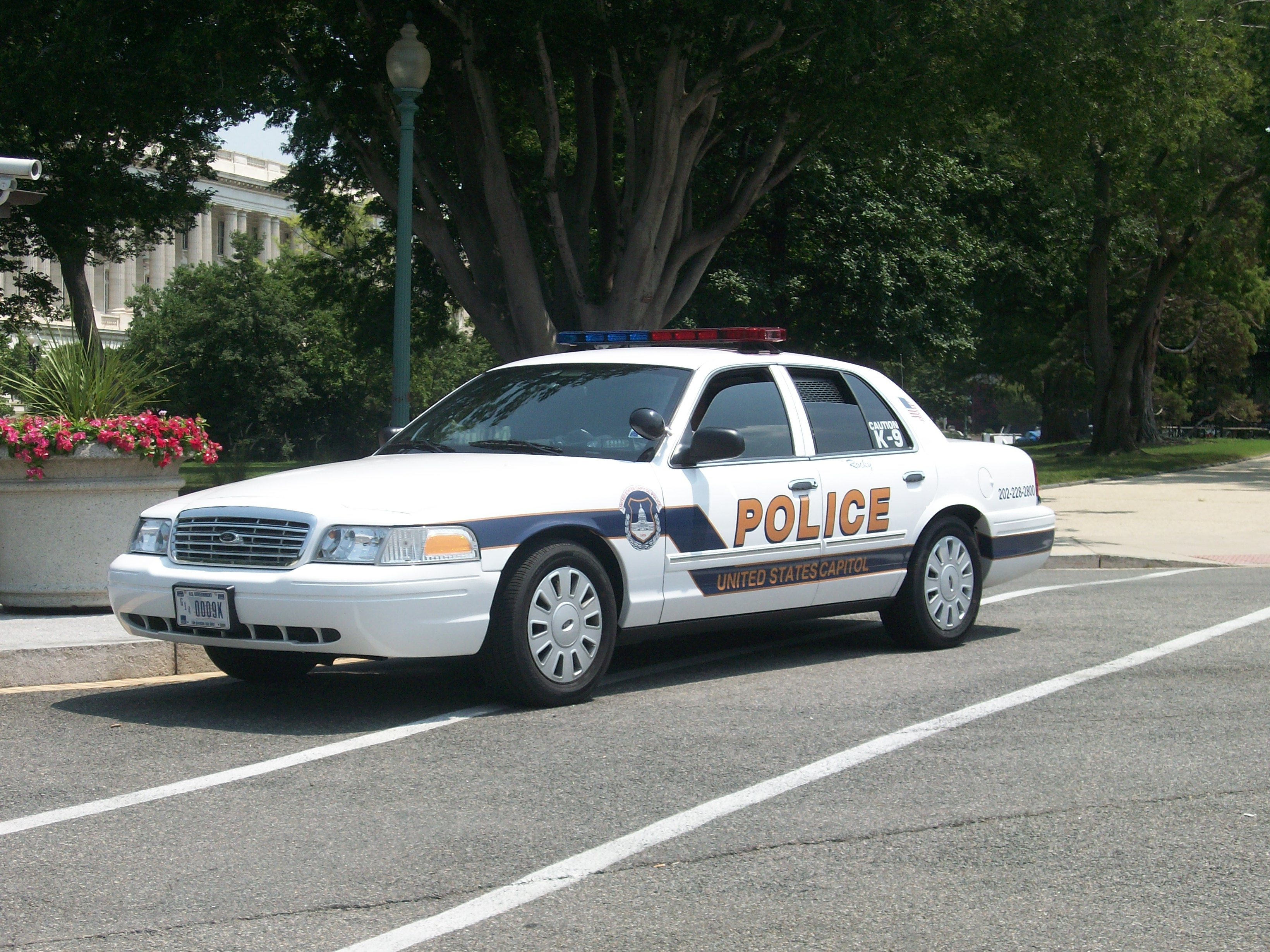
合衆国議会警察のフォード・クラウンビクトリア
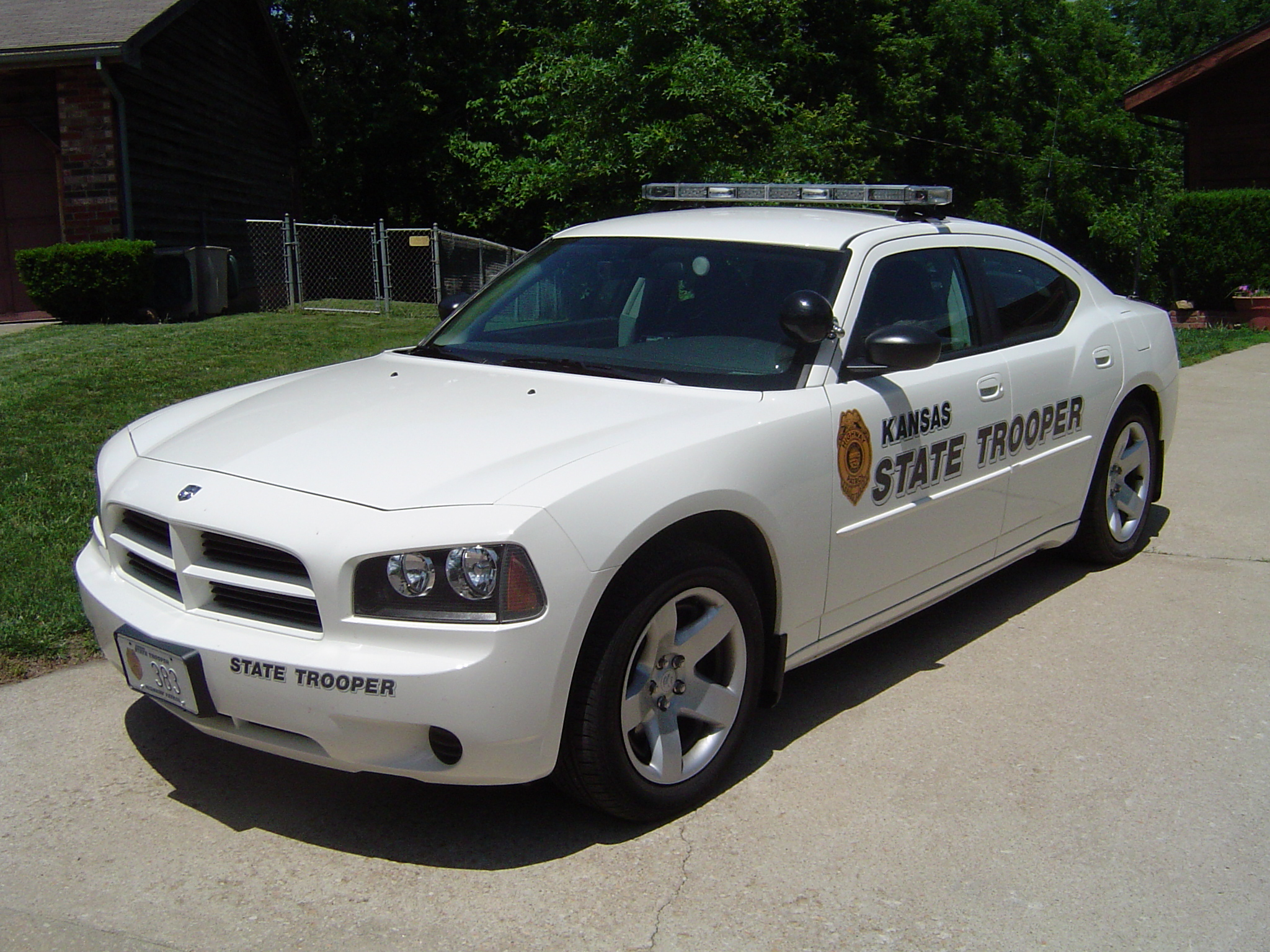
カンザス州警察のダッジ・チャージャー
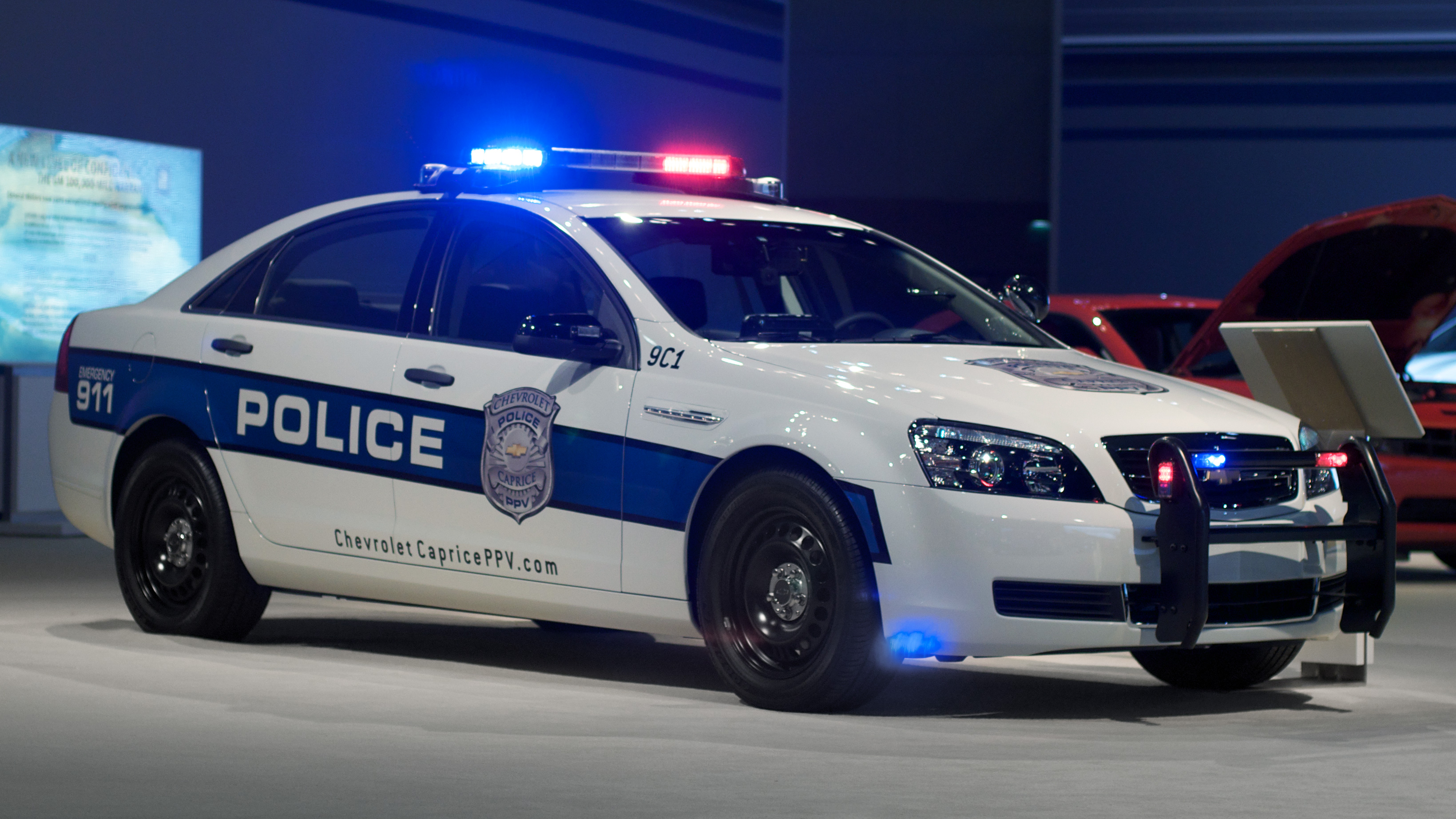
シボレー・カプリスポリスパッケージ、見本車両
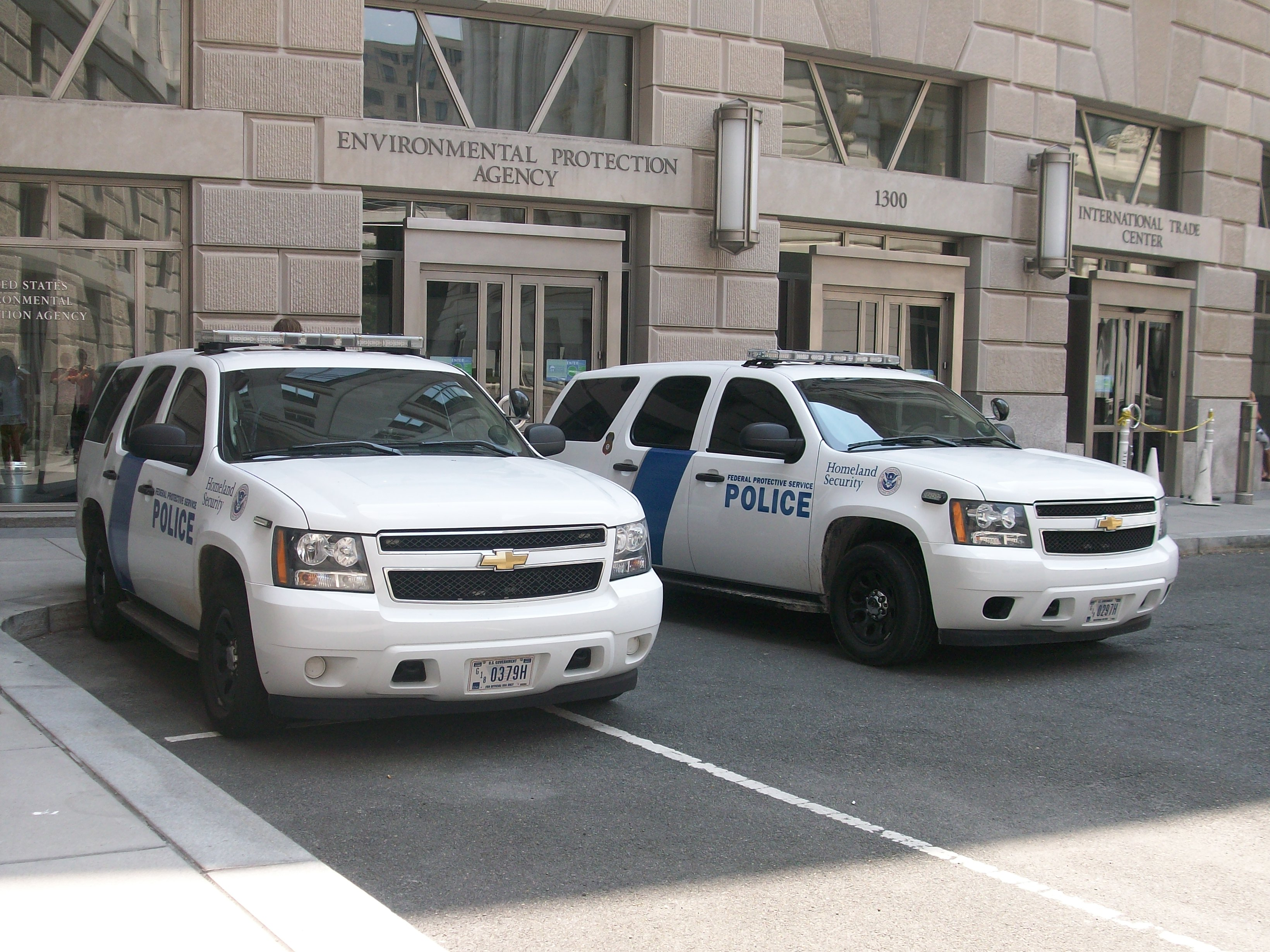
連邦防護局のシボレー・タホ
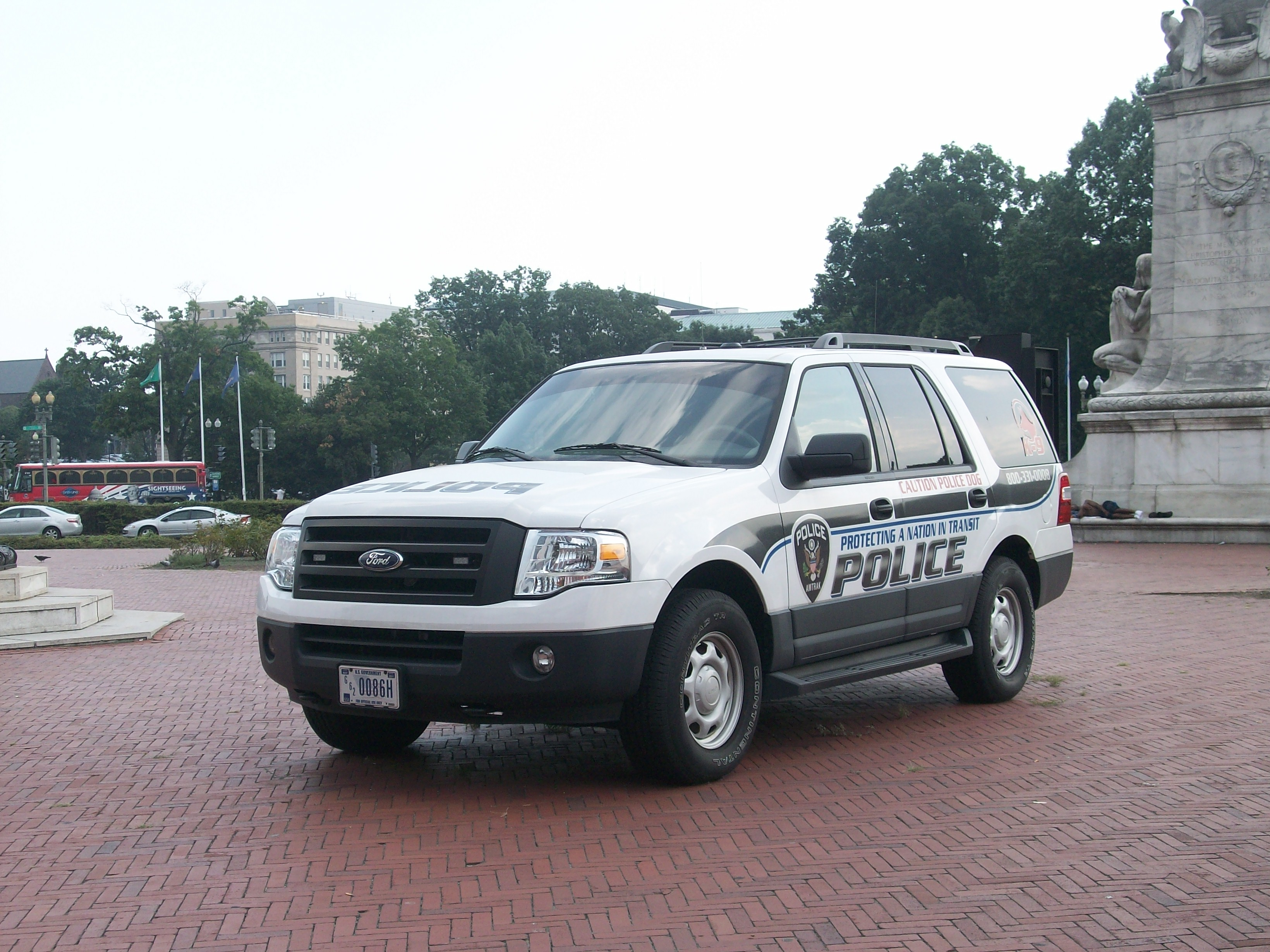
アムトラック警察のフォード・エクスペディション
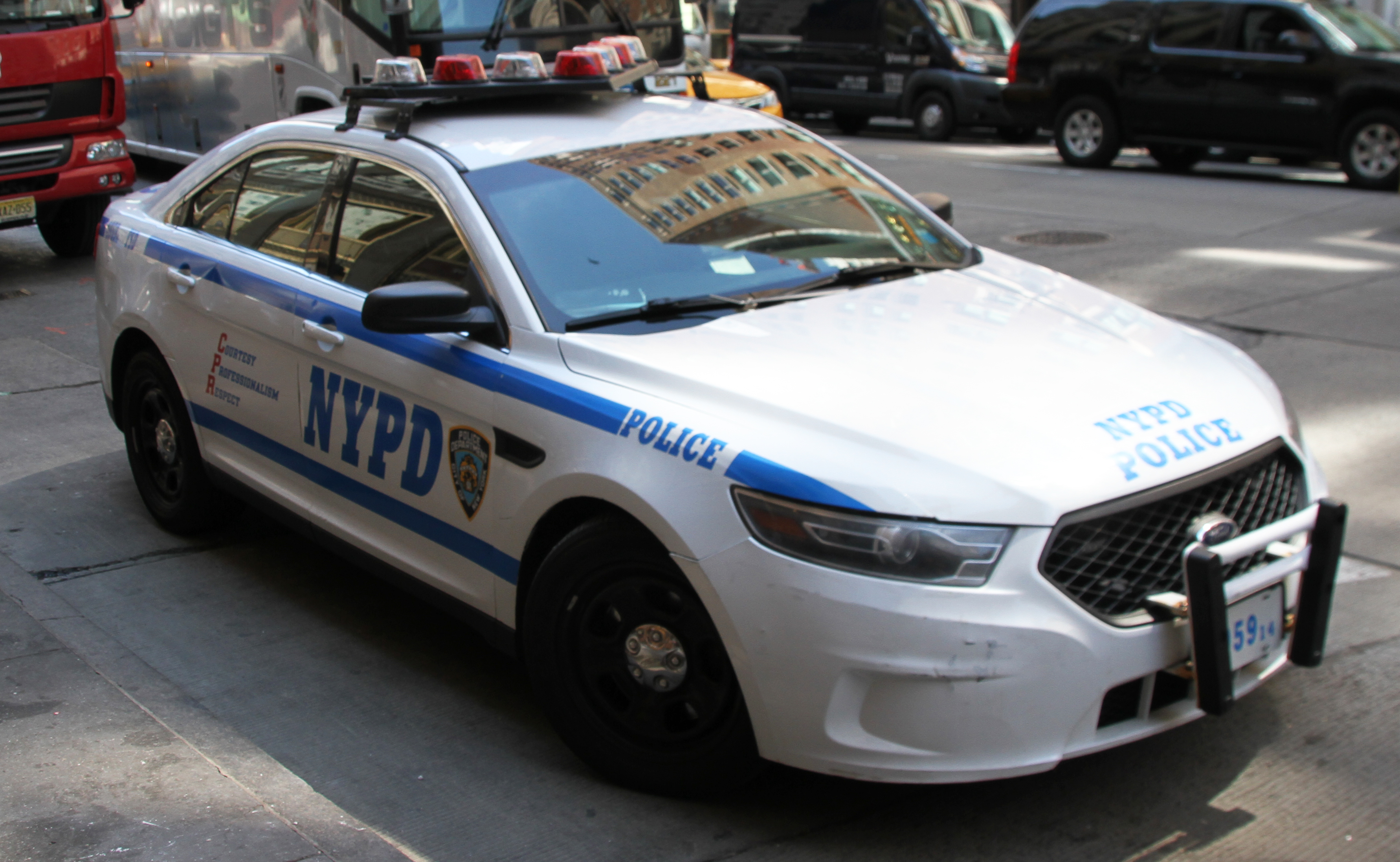
ニューヨーク市警察のフォード・ポリスインターセプター

### パトカー専用モデルの詳細
一般的に「ポリスパッケージ(Police package)」「ポリスインターセプター(Police Interceptor)」と呼ばれるもの。フォードは「P71」、GMは「9C1」「B4C」などといった商品コードを使用している。
土台となる車種からの変更点としてはエンジンの出力向上、ラジエーターやバッテリーの大容量化、電装品の耐久性向上、足回りの強化、内装の簡素化といったもの。メーカー出荷時にワーニングライトやサイレンなどを装備することもできるが、後述するように実際にはその警察ごとに装備の仕方は異なるので、購入後に緊急車両専門の架装業者に依頼することも多い。大きな自治体や警察組織では自前の工場を持っていたりする。

#### 現在販売中のもの
シボレー・タホ
フルサイズSUVであるタホの警察仕様。警察活動全般向けのPPV(Police Pursuit Vehicle)は5.3L V8の後輪駆動と四輪駆動が用意され、伝統の商品コード9C1が割り当てられている。
SSV(Special Service Vehicle)はV8の四輪駆動のみで、オフロード用サスペンションを組み込んだ不整地仕様。パークレンジャーのような山岳部や原野で活動する警察向けの商品である。こういったことからタイヤのメーカーオプションが充実しており、オールテレインやアグレッシブトレッドを注文する事が可能になっている。
ダッジ・チャージャー
ダッジのフルサイズセダン「チャージャー」を土台に使用したパトカー仕様車。5.7L V8の後輪駆動と四輪駆動、3.6L Vの後輪駆動がある。ブレーキ、冷却システム、電子制御スタビリティーコントロール装置、ステアリングが強化あるいは最適化されているほか、シフトレバーがフロアからコラムに移されている。現在はアメリカのみならず、カナダ、メキシコ、バーレーンなどでも採用されている。チャージャーの警察仕様車の項参照。
フォード・ポリスインターセプター ユーティリティ
2011年に発売された、3世代目のポリスインターセプターの派生車両。2019年に2020年型としてベースのフォード・エクスプローラーがモデルチェンジするのに合わせて、ポリスインターセプター ユーティリティもモデルチェンジを果たした。
グレードは3.7LのV6自然吸気と3.5LのV6エコブーストで4WDが用意されている。機構はコンポーネンツを共有するセダンと同じだが、SUVとしての高い汎用性を持ちつつ、セダンに迫る高い走行性能を有しているのが特徴。現在のアメリカの警察用新車市場で最も売れているのがこのユーティリティで、2017年には33,075台が販売されている。

#### 販売が終了したもの
シボレー・カプリスPPV
GMが2011年から供給する新型のパトカー。ベースとなるカプリスは往年とは違い、現在はGM傘下のホールデンが製造しオーストラリアなど向けに販売されている車種。グレードはパトロール用の「9C1」と、覆面パトカー用の「9C3」の二種類。
エンジンはV型8気筒とV型6気筒の2種類のガソリンエンジンで、自動変速機を介して後輪を駆動する。パトカー専用装備としては機能強化や各種端末や通信装置などの他、赤外線暗視装置も装着できる。バッテリーは2個搭載しており、そのうちの一つは高度化する電子装備の駆動用に使用するという。カプリスのホイールベースは3011mmなので、これにより前後席の間に設けられるパーテーションを前席より後ろにずらすことができ、運転席の調整しろが大きくなっている。さらにセンターコンソールをタッチパネル式入力機器にすることも可能。座席も市販車の使い回しではなく、パトカー用にチューニングされたものを使うとのこと。またシボレーブランドで販売されることから、フロントグリルはホールデンのCIがついたものから、シボレーのCIがついたものに変更された。
2017年にホールデンの生産工場が閉鎖され生産中止になったことから、同年で販売が終了した。
フォード・クラウンビクトリア・ポリスインターセプター(Police Interceptor)
フォードのフルサイズセダン「クラウンビクトリア」を土台に使用した、パトカー仕様車。商品コードP71。世間での通称は「CVPI」など。
ベース車両からパトカーへの変更点としては上記のもののほか、ドア内側に防弾パネルを注文装備できる。公式サイトの動画によると、散弾銃の12ゲージから発射されるスラグ弾や、7.62mmライフル弾をこのパネルは完全に止める。注文料金は運転席ドアのみが$1200、左右前部ドアが$2400。
その他の安全対策としては、後部衝突時に燃料漏れによる火災が発生しやすいと言う欠陥騒動があったことから、燃料タンク防護材の無料取付けを実施した。フォードによると、時速75マイル(約120km/h)で後部に衝突されても燃料タンクに穴はあかないという。また燃料タンク付近に自動消火装置を装備した。これは強い衝撃をセンサーが感知すると作動するもので、運転席のスイッチから手動操作することも可能。
2011年9月に最後のモデルがロールアウトし、同年で生産終了となった。
フォード・ポリスインターセプター
2011年に発売された、3世代目のポリスインターセプター。CVPIの後継にあたる。
ベースとなるのはフォード・トーラス。グレードは3.5L V6自然吸気の前輪駆動、3.7L V6自然吸気の四輪駆動、3.5V6エコブースト(ターボ)の四輪駆動、直4ターボの前輪駆動。これらはトーラスの構成と同じ。冷却系やサスペンションが強化されており、フロントにはサブフレームも装着される。シフトレバーはコラム式に変更され、シートも警察官の要望を取り入れた専用の6ウェイパワーシートにされた。センターコンソールはCVPIと同じもので、装備の使い回しができる。オプションでドアに防弾パネルをつけることも可能。クラウンビクトリアで後部衝突時の問題があったことから、時速75マイル後部衝突試験もクリアするという。見通しの悪い交差点での衝突を回避するために警告を出す、BLIS(Blind Spoto Information System)も装着可能。
ベースのトーラスが2019年3月に生産終了したのに合わせて、こちらも生産終了し、エクスプローラーをベースにしたインターセプター ユーティリティに一本化された。

#### シボレー・インパラ
シボレーのミッドサイズセダン「インパラ」を土台に使用した車両。2000年以降は8代目と9代目で通常パトカー用の商品コード9C1、覆面・捜査用の9C3が設定されていたが、現在ではこれらの販売は終了した。10代目も警察向けとして紹介はされているが、従来の物のようにコラムシフト化などは特に行われておらず、行政機関向け業務用車両と仕様が共通したものになっている。GMの警察用車両で使われてきた商品コード9C1/9C3も割り当てられていない。2020年に元のインパラが生産終了し、カタログからも削除された。実質的な後継車としてはシボレー・マリブが相当するが、10代目インパラ同様に、商品コード9C1/9C3は割り当てられていない。

#### フォード・ポリスレスポンダー・ハイブリッド
2017年に発表されたフォード・フュージョン・ハイブリッドの警察仕様車。直4+ハイブリッドシステムの前輪駆動である。車両本体価格はユーティリティと同程度だが大幅な低燃費になっており、環境と財政に優しいのが特徴。ハイブリッド用バッテリーをトランク内に搭載することからトランク容量は小さくなるが、バッテリーカバー上部を電装品トレイにすることで空間活用を試みている。Green Car JournalのGreen Car of the Year 2018では業務用車両部門賞を受賞した。2020年7月にベースのフュージョンが生産終了したのに合わせてタクシー仕様のフュージョン共々、カタログから削除された。

#### 開発中止になったもの
カーボンモータース・E7
カーボンモータース社が2008年に発表した次世代のパトカー専用車。同社によると供給開始は2012年からとされていたが、後述の資金供給問題により2013年に同社が倒産した為、実際に製造される事はなかった。
動力系統には300馬力を発生するBMW製3.0L直6ディーゼルエンジンと6速ATを搭載していた。
同社はE7は0→100km/h加速を6.5秒で、ゼロヨン加速を14.5秒で行う動力性能を備えつつも燃費は28〜30マイル/ガロン（およそ12km/L）で済み、航続距離は522マイル（およそ835km）で、他社製品と比べて動力性能でも運用コストでも優れていると述べていた。
外観の特徴は警光灯やプッシュバンパーをはじめから組み込んでいること。警光灯はボディの屋根前端部や側面、ピラーなどに組み込まれており、一見するとスリックトップのような外観ながら後付のように車内にはみ出すようなことはなかった。ドアは観音開きで、後部へ容疑者を載せる時の負担を軽減していた。
機能面ではレベルIII-Aの防弾措置が施されていた。ナンバー読取装置なども搭載可能。ステアリングスイッチは無線や警光灯を操作するためのものになっており、見た目は一般の乗用車で使用されるものと似ているが、機能はパトカー専用モデルらしいもの。シートは腰の辺りが大きくえぐれており、ガンベルトを装着した状態でも着座しやすいようになっていた。
ニード・フォー・スピード ホット・パースートではハイウェイパトロールユニットとして登場する。
同社は2008年にアメリカ合衆国エネルギー省(DOE)が先進的なエコカー開発を後押しする目的で発表した自動車製造先端技術インセンティブプログラム(ATVM)に基づく資金供給を当て込んで車両の開発を行っていたが、2009年にフォード・モーターや北米日産、テスラモーターズ、フィスカー・オートモーティブが早々とATVMでの資金調達に成功する中、同社の融資計画はDOEからなかなか承認されなかった。2012年3月7日、当時のアメリカ合衆国エネルギー長官スティーブン・チューは、同社の融資資金返済計画に問題があるとして同社が申請していた310万米ドルの資金供給を最終的に拒否した。同社はDOEの融資拒否は警察車両における既得権益を持つビッグスリーに配慮した政治的意図に基づいたものであると主張したが、ATVMは元々リーマンショックにより疲弊したアメリカの自動車産業を救済する目的でアメリカ合衆国財務省が発表した不良資産買い取りプログラム(GM、クライスラーが救済融資を受けた)とは無関係であり、DOEは賃金の未払いや債務返済繰延べなど資金難に陥っていた同社の財務状況が融資拒否の原因であるとした。同社と同様にATVMでの融資を拒否されて倒産や吸収合併された会社は三輪自動車のアペラ・モーターズ、プラグインハイブリッド車のブライト・オートモーティブ、電動オートバイのブラムモなどがあった。

### 装備

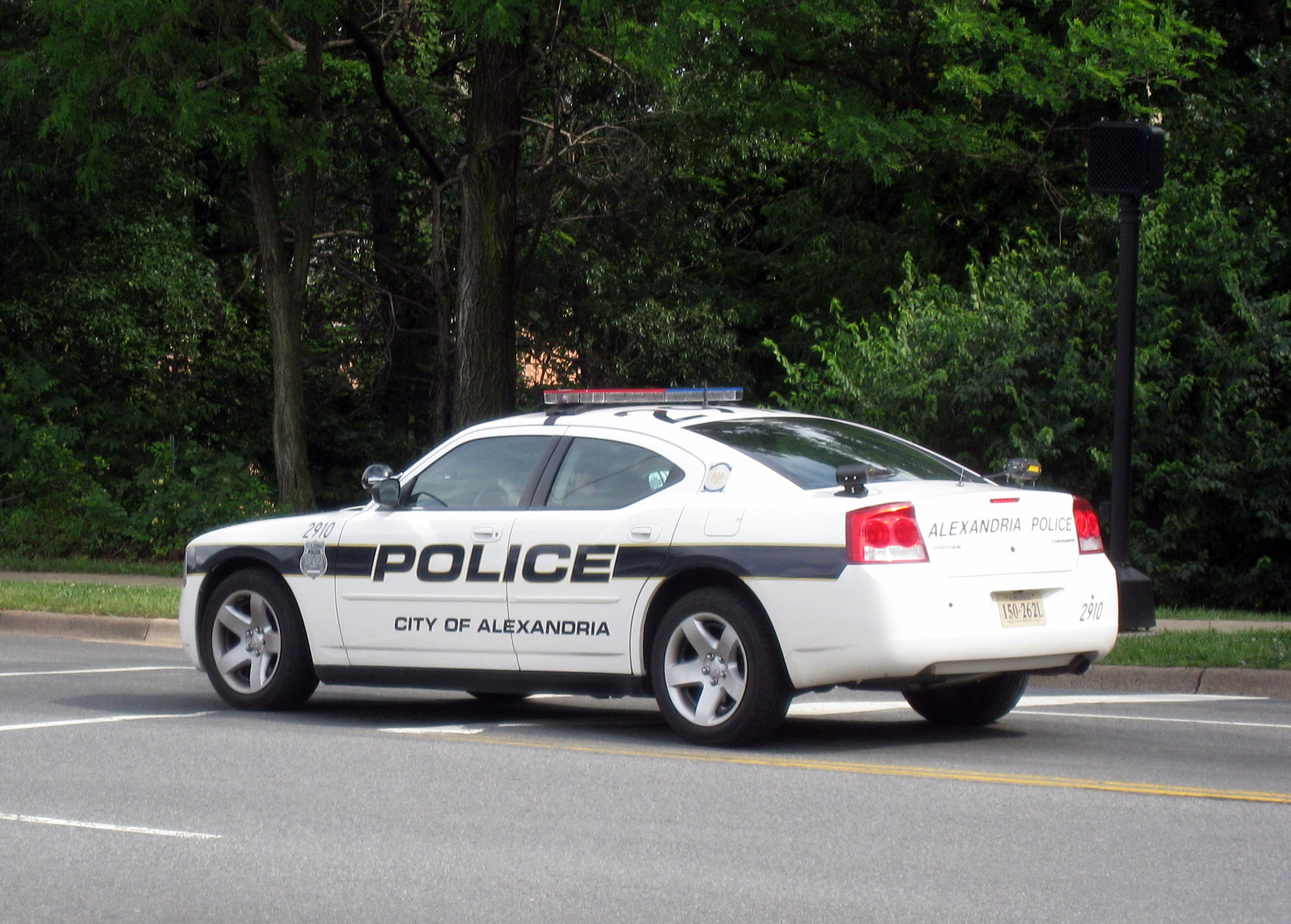
トランクに自動車ナンバー自動読取装置が設置されたアレクサンドリア市警察のパトカー

アメリカでは機関ごとの方針でパトカーの装備は異なり、上記の写真で見られるようにプッシュバンパーひとつ取ってもまちまち。装備品の製造メーカーも多く、同じ機能を目的としていても様々な製品がある。
ワーニングライト(ライトバー)

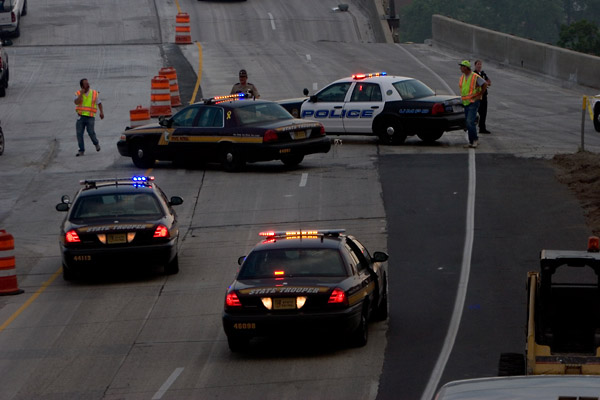
LED式警光灯

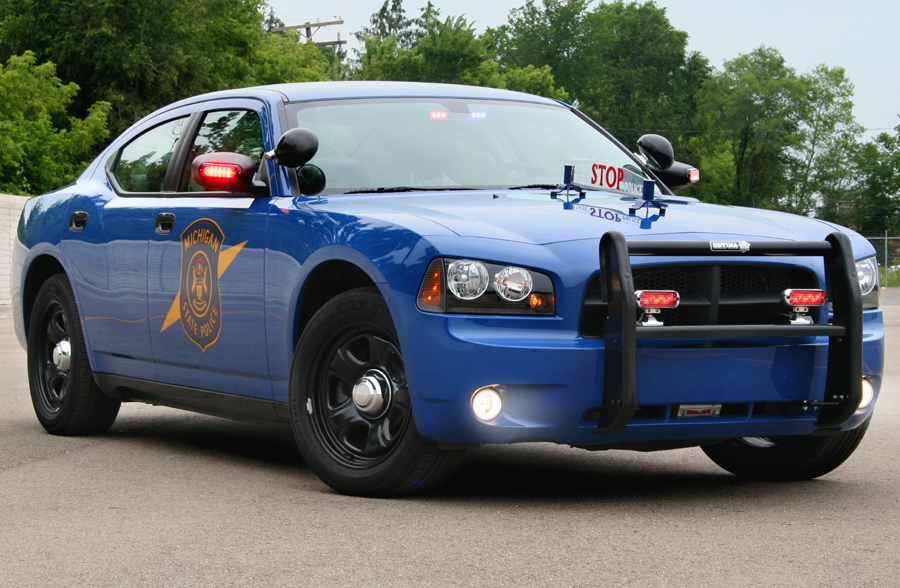
ミシガン州警察のダッジ・チャージャー。ボンネットに設置されているのが「Shark fin」

日本で使用されているものと機能や形状はおおむね同じだが、アメリカではハロゲンやストロボ式以外にもLED式がかなり広く普及している。ハロゲンやストロボ式に比べ、LED式はかなり薄くできるのが特徴。高速走行で空気抵抗が強くなると稀に警光灯が風圧で取り付け部からもげてしまうことがあるので、高速での追尾を行うCHPは、ハロゲン式ながらより高速走行に耐えられるFederal Signal社の「Vector」を採用していた（5個の回転灯が三角形に並んでいる）。しかしLED式の方が空力的に優れており、また警光灯としての性能も十分であることからLED式に変更した。近年ではハイウェイパトロール以外でも、Federal Signal社のVision SLR、ValorなどのLED式ライトバーを採用する機関が増えている。
スリックトップと呼ばれる、通常の警ら用パトカーと同様の塗装を施しているものの、上のダッジ・チャージャーのようにライトバーを設置しないパトカーもある。元々は高速追尾時の空気抵抗を減らすためであり、より目立ちにくくなる効果もある。
ワーニングライト(そのほか)
グリル内やプッシュバンパーに取り付けるタイプ、ボディやサイドミラー前面に埋め込むタイプ、ライトシールド内に設置するタイプ、フロントグラス内やダッシュボード、デッキに取り付けるタイプなど様々な形状のものがある。
ヘッドライトや、ブレーキ＆バックアップライト自体をリレーや半導体で点滅させるものも多い。
- カリフォルニア州では、道路法で“一つ以上の赤の不動光が前から見えること”が緊急走行の条件となっている。警察車となるにはこれに加えて青の点滅灯が必要。また、覆面車のデッキには黄と青の点滅灯を装備している。

ディレクショナルライト
他の車両に対して交通誘導のための合図を出す装置。8個程度のライトが横一列についており、左流れや右流れ（トラックやバスの3連ウインカーのような感じ）、中央から両脇向け流れ、全点滅などの発光パターンを使って交通誘導を行ったり、ワーニングライトとして使用する。ライトバーと一体になっているものと、単独で設置するものがある。全てオレンジ色のライトのもののほか、最端部のみ赤や青だったり、最近ではLEDの普及によって何色か発光させられるものもある。Whelen社の「トラフィックアドバイザー」やCode3社の「アロースティック」という製品名がその役割をよく表している。
LED電光掲示板 (Message board)
ディレクショナルライトと同様に、警光灯後部やリアハッチ窓の上部に装着するもの。POLICE EMERGENCY KEEPBACK(警察官対応中 接近注意)といった文章を表示可能。文章及び発光色は専用のソフトを使って編集と設定をすることが可能。
サイレンアンプ&スピーカー
日本より音の強い100Wタイプが主流で、200Wタイプもある。音色は以下のようにいくつかの種類がある。
- Wail：周期吹鳴。周期的に高い音と低い音を交互に鳴らす。(参考)
- Yelp：短い周期で連続して高い音を鳴らす。(参考)
- Hyper Yelp／Phaser／Pulsar：Yelpよりさらに短い周期で、連続して高い音を鳴らす。(参考)

他にも、ヨーロッパ風の「Hi-Lo」や交差点進入時などに使うブーブー音の「Air Horn」などがある。覆面車用の簡素なモデルを除いては、マイク拡声機能、無線音声を拡声できる機能も備わっている。
以上の装備は、集中コントローラーに接続され、レバー一つで全停止から“サイレン吹鳴、警告灯発光”“サイレン停止、警告灯のみ発光”までが切り替えられるようになっている。
停止指示板
ミシガン・ハイウェイパトロールの特徴的装備だが、ボンネット上に「STOP」と書かれた照明付の板を設置し、停止を求める場合にそれを点灯させて停止を促す。その形状から「Shark fin」(サメのヒレ)というあだ名がついている。
昔のパトカーには右前のフェンダー付近に「STOP」の文字が出る警光灯を装備し、これを用いて停止指示を行うこともあった。現在はワーニングライトとサイレン、拡声器によって停止指示を行うのが一般的なので、ほとんど見られなくなった装備である。
スポットライト
ライトバーに前方や周囲を照らすテイクダウン（takedown―分解・解体）ライトや、側方を照らすアーリー（alley―路地・裏通り）ライトというものが内蔵されている。また、車体前部ピラーに、内側から操作可能なガンスポットライトを設置しているものが多い。手持ちのものを車内に備え付けている場合もある。
プッシュバンパー
グリルガードのような形状をしたグリル正面に突き出している部品。フェンダーまで回りこむような形状のものもある。PITマニューバと呼ばれる逃走車両への強制停止措置などにおいて、車体を防護しつつ確実に目標を「押す」ために用いられる。
パーティション
前後の座席を仕切る板。金属製の下部に、上部は金属メッシュやアクリル板というのが一般的。後部座席に乗せた容疑者が暴れても、前席の乗員に危害が及ばないようにするためのもの。中からは開けられない後部ドア、一体成型の後部座席と相まって、“動く留置場”となる。
リアシート
前席がファブリックシートでも、後席はビニールレザーや合成樹脂であることが多い。護送中の被疑者が隠し持つ証拠物件を座席の隙間に隠すようなことができないよう、一体成型された硬いベンチのような後部座席もある。これは頑丈な構造ゆえ被疑者が後部座席で暴れても痛みにくく、体液や嘔吐物などで汚れても洗浄が容易。ドアパネルまで覆ってしまうものもある。
ガン・ロック
ショットガンや自動小銃の火器固定用器具で、電子ロックで施錠できるようになっている。天井やパーティション、ダッシュボード、トランク内などに設置されている。銃を戻す時はワンタッチ、取る場合は開錠が必要になっている（隠しボタンを押す事で一瞬だけ固定部が解放される）。
無線機
パトカーのことをRMP（Radio Mobile Patrol）と呼ぶ所以でもある無線機は必需品。単独で使用する一般的なタイプのほか、携帯無線機を差し込んで使用するハンドマイク付きの充電スタンドタイプなどもある。CHP、ロサンゼルス市警察では小型無線機が搭載されており、カーラジオやサイレン・警光灯などと共に集中制御出来る制御盤が接続されダッシュボードに装備されている（ラジオが鳴っていても無線の信号が入ると最優先で音を大きくして聴かせる）。無線機ではパソコンを使って予め設定しておく周波数しか送受信出来ないため、州の他官庁の動静を知るために受信機（一般には800MHz帯）を装備する機関もある。
車載端末(MDT／CDT)
データ通信を活用し、ナンバー照会や手配情報においてより複雑な情報のやり取りを行う。カーロケーターと同じく警察の指令所で位置を確認したり、また他のパトカーの所在地を表示する機能もある。MDT(Mobile Data Terminal)に対しCDT(Computer Data Terminal)はWindowsなどのOS（使用されているのは一般版ではなくWindows Embedded）で動かすため、車内で報告書などの文書作成を行うことなどもできる。取り外し可能なノートパソコンを乗務ごとに接続するものや、デスクトップ又はノートパソコンをトランクに固定設置するものなどがある。近年はパトカーに搭載される電子装置が増えたため、車載端末のインターフェイスはデータのやり取りに用いるだけではなく、サイレン、警光灯、無線、レーダーなどを統合的に操作できるものが増えてきた。一例を挙げると、ロックウェル・コリンズ社の緊急車両用システム「iForce」がそれである。乗務している警察官はタッチモニターパネルや手元の入力機器を通じ、アクセス可能な車載機器を操作できる。
またタブレット端末の普及は警察にも及んでおり、車載端末のインターフェイス部分をタブレットとしたものもある。車外へ容易に持ち出すことが可能で、車外でも免許証や各種身分証明の照会などが可能。
ビデオカメラ
車内の天井、またはダッシュボードに設置される記録用カメラ。前方や後方を撮影し、主に容疑者追跡や制圧の様子、パトカーや警察官に対する発砲の映像などを捉える。映像には字幕で日時、警光灯の作動状態、アクセルやブレーキの操作、走行速度などが記録されるが、日時以外の要素は採用したシステム毎に異なる。裁判での証拠資料や警察官の職務執行の適法性を証明する目的でつけられているが、逆に警察官の不適切な発砲や過剰な実力行使による制圧の様子が捉えられ、後に人権問題になることがままある。
動画はハードディスクなどの記録メディアに保存され、ファイルはワイヤレス通信や、取り外し式ハードディスクを直接警察のコンピュータに接続するなどし、パトカーから管理用サーバに移される。管理権限者以外の者がメディアに触れられないようにするため、車載記録装置のハードディスク収納部に鍵がつけられたものもあるなど管理は厳重である。ここまで厳重に管理されるのは、撮影された映像が裁判資料になることから、その客観性を保つ必要がある為。また警察に不利な証拠であっても、保存・公開されることが一般的である。
日本と異なり、法執行官たちが実際に日々どんな勤務・活動をしているか紹介するためのインターネット上の広報活動にも使用される。
ナンバープレート自動読取り装置
日本のNシステムと似たようなものだが、車載になっているのが特徴。トランクなどにカメラを設置し、傍を通過した車両のナンバーを読み取る。装置が読み取ったナンバーの情報は日時やGPSの座標データと共に電送することができる。どのような部署及び車両に搭載するかは各警察機関の判断となる。
トラフィックシグナルライトチェンジャー
信号を変える装置。緊急走行中に前方の信号機を操作することによって、より安全な通行・追跡を可能にする。
レーダー
主にスピード取締を目的とするパトカーのみに搭載されることが多い。
車両に搭載される用具
逃走車のタイヤをパンクさせるスパイクストリップ、パイロン、事件現場を仕切るためのバリケードテープ、発煙筒、救急資機材（人工呼吸用マスクの付いた医療用酸素のボンベ、絆創膏）、予備の警棒など。大抵はトランクに搭載される。

### パトカーの乗務員になる為の訓練
アメリカでは地域警察の中核にパトカーによる警ら活動がある。日本のような交番制度が極一部にしかなく、日本と比べて遥かに広い管轄を守るには自動車が必要不可欠である（逆に、街中で見かけるパトカーの種類と数も、地元自治体だけでなく郡保安官あり州警察あり、日本の比ではない）。またそういった事情から、全くの新人が最初にパトロール部門に配属される点は日本と同じだが、新人もまたパトカーの乗務から警察官としてのキャリアを始めることが一般的である。故にパトカー運転技術の習得は全ての警察官にとって必須になっており、警察学校で初任教育を受ける警察官は全員が操縦課程を受講しなければならない。
緊急車両の操縦技術訓練は「Emergency Vehicle Operator Course」通称EVOCと総称され、直訳すると「緊急自動車操縦者課程」になる。初任の候補生が受ける基本的なものから、現職が受ける操縦訓練、白バイの操縦訓練などを包括する。訓練内容は故意に車をスピンさせるもの、パイロンで作られたコースを走る前走車を追尾するもの、三箇所ある信号機のうち「青」になったところを瞬時に判断して通過するもの、フリーウェイで一般車を抑制するためのジグザグ運転など様々。
アメリカの映画やドキュメンタリー番組で見られる、車体を被疑車両にぶつける強制停止措置「PIT maneuver（PITマニューバ）」の訓練もEVOCに定められる。PITは基本的な訓練には含まれず、後に所定の訓練を受けなければならない。またPIT資格を有していない警察官は実施することができない。

### PITマニューバ
車両を被疑車両にぶつけてスピンさせるなどし、逃走の継続を阻止する強制停止措置。PITの意味には諸説あり、Pursuit Immobilization Technique(追尾走行阻止技術)、Precision Immobilization Technique(精密走行阻止技術)、 Push It Tough(強く押す)など。いずれにしても、逃走を阻止するために車体をぶつけて被疑車両を押す、という意味が含まれる。なお、スピンさせたからと言って被疑車両が必ずしも走行不能になるわけではないので、態勢を立て直して引き続き逃走するケースも見られる。このようなケースを防ぐ為に、スピンして停止した車両を他の警察車両で取り囲んで銃を向け運転者を降車させて手錠を掛けたり（日本と異なり、すぐに解放すれば「逮捕」ではない）、場合によっては前後・左右から警察車両をぶつけて完全に包囲する事もある。
PITは以下の三つの過程を経る。
1. パトカーの前部フェンダーの角あたりを、目標の後部フェンダー辺りに当てる。
2. 当たったらそのまま舵を切り、目標のフェンダーを介して後輪に横方向の力を生じさせる。
3. 目標は後輪に発生した横方向の力により、安定を失ってスピンする。

実行にあっては、管轄機関の当直責任者などの指令に基づく必要があるのが一般的。概ね時速50マイル(約時速80km)以下では致死性の威力行使とはならず、PITの違法性は阻却される。しかし最近では横滑り防止装置の普及により、後輪に外部から横方向の力を入力しても装置が減衰してしまうため、PITの効果が薄れているとの見解もある。
このようにPITは制度として現在は確立されており、警察官が思いつきでぶつけているわけではない。よって、同様のことを日本の警察官がやることはできず、もし場当たり的にやった場合はその警察官及び都道府県警察が刑事・民事双方で、違法性が問われる恐れがある。

### 車両の評価制度
警察車両はその性能が任務や運営費を左右することから、警察独自の評価制度を設けて警察向け車両の試験（警察車両アセスメント）を行うことがある。有名なものは、ミシガン州警察とロサンゼルス郡保安官によって実施される試験。これらの機関では毎年各メーカーの警察向け自動車及びオートバイを集めて試験を実施しており、試験内容やその結果は一般にも公表されている。試験項目は周回路でのラップタイム、急加速、急制動、追尾を想定した走行試験、燃費、居住性、無線など機器の設置性、快適性、整備性など多岐に及ぶ。
審査は、ミシガン州警察は警察官及び民間の協力者によるテストチームが、ロサンゼルス郡保安官のものは同郡保安官助手とロス市警警察官の合同テストチームが、それぞれ行っている。
これら以外の機関でも調達にあたって独自のテストを行うことがあり、性能やコストのバランスが勘案される。よって調達単価が安ければ採用されるとは限らない。
- ミシガン州警察の車両評価(英語)
- ロサンゼルス郡保安官のパトカー評価、同白バイ評価(いずれも英語)

### 中古パトカー

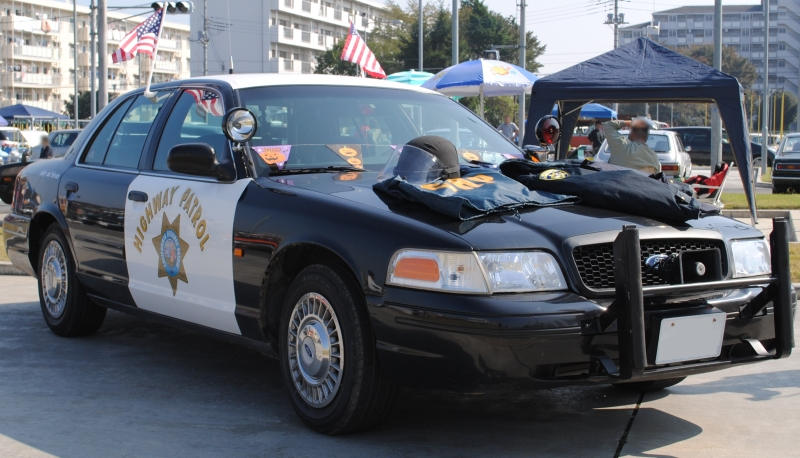
日本で登録された中古パトカー

国民から徴収した税金で調達した装備を国民に還元する、また、不要となる資産から売却益を得る、という考え方から、日本とは異なり警察が競売などで積極的に売却しているため、中古パトカーは広く流通しており、中古パトカー専門業者も数多くある。新車市場が年間7万台ほどのようなので、単純に考えて毎年数万台のパトカーが中古として放出されていることになる。
放出車はワーニングライトやラジオなどの警察用装備は取り外された状態にされ、入札によって売却先を決定する。先述の専門業者が落札することも多い。そのようにして放出されたパトカーは、予算規模の小さい警察が購入して再びパトカーとして使用することもあれば、タクシーとして使用されるもの、一般の中古車と同様に個人の自家用車として使用されるものがある。中には熱心なパトカー愛好家により、再びパトカーの装備を施されて趣味として楽まれる車もある。そのような再びパトカー仕様に改造された車は日本からでも購入可能であり、日本の保安基準を満たしていれば登録して実用することも可能である。パトカーは酷使される一方で整備が行き届いている個体も多いため、長持ちする事を考えてあえてパトカーを購入する者もいる。

### レース仕様車
アメリカではアマチュアが参加するドラッグレースなどの草レースが盛んだが、これにレース仕様のパトカーが時々出ている。ほとんどが警官による自主的な広報活動を目的としたもので、麻薬追放や公道における違法レースの撲滅、及び合法レースへの参加を呼びかけるものが多い。車両購入と改造、レース出場にかかる諸費用は警官有志が自費負担している。車両は基本的にそのレースの種類に応じたレーシングカーで、警光灯などを装備してパトカーとしているのが特徴。所属している機関の許可が出れば、公式シンボルマークや名称ロゴを車体に施すこともある。

## 日本のパトカーが関係した主な事故
- 1998年（平成10年）

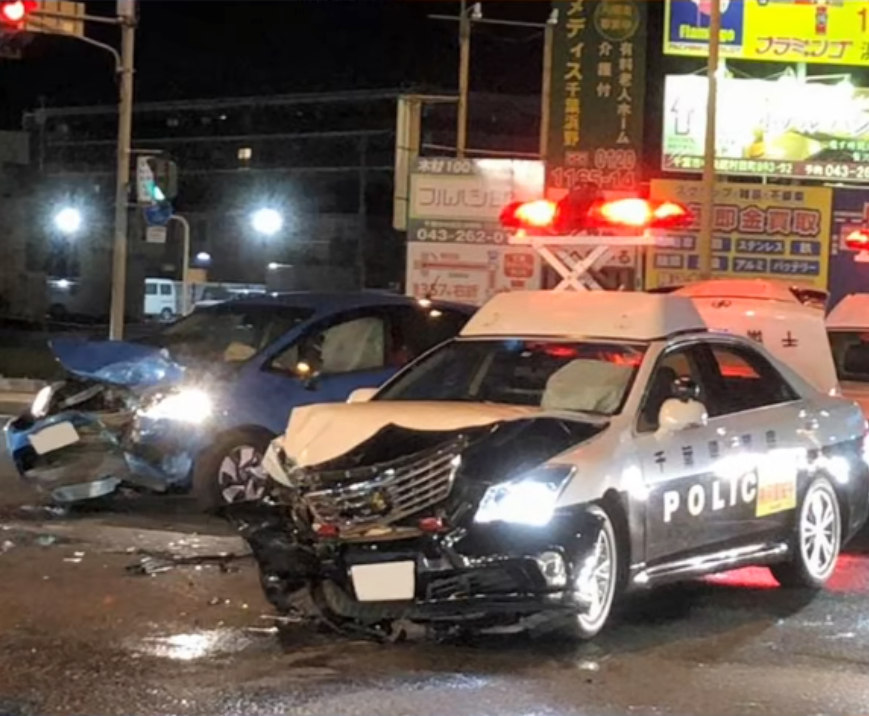
緊急走行で赤信号に進入したパトカーが
徐行せず、一般車を巻き込んだ衝突事故

  - 11月16日 - 熊本県熊本市十禅寺町の市道で、酔って路上で眠ってしまった20代男性を通行人が発見。「車に轢かれるおそれがある」と心配して110番通報、保護を要請した。しかし現場に向かった熊本南警察署地域課のパトカーは事前の情報が有ったにも関わらず路上の注意警戒を怠り、男性に気付かないまま、倒れていた男性の右肩や胸部などをパトカーの前輪で轢く人身事故を起こした。パトカーは男性を引きずったままの状態で約1m進み、ようやく停止した。男性は救急搬送され、上半身や顔などに全治3週間の重傷を負った。2003年1月、被害男性は「警察からの賠償算定に不服がある」として、熊本県に対して総額100万円あまりの損害賠償を求め 熊本地方裁判所に提訴した。[55]
- 2002年（平成14年）
  - 4月15日 - 千葉県九十九里町の県道交差点で、不審車を緊急走行で追跡していた千葉県警自動車警ら隊のパトカーと、成東警察署地域課のパトカーが出会い頭に衝突する事故を起こした。警ら隊のパトカーが後方から追い詰め、成東署のパトカーが違う道を先回りして行く手を塞ごうとしたところ、この2台が九十九里町の交差点で出会い頭に衝突。このうち1台が衝突の弾みで飛ばされ、近くの金物店に突っ込む二次被害まで起こした。この事故で双方のパトカーの助手席に乗っていた警察官2名が重傷、他の3名が軽傷を負った。[56]
- 2003年（平成15年）
  - 3月24日 - 岩手県盛岡市中央通1丁目付近の県道交差点で、盛岡東警察署地域課の20代巡査が運転するパトカーが緊急走行で交差点を右折しようと加速した際、横断歩道を左から歩いてきた71歳の高齢女性をはねる人身事故を起こした。女性は病院へ運ばれたが、左腕や腰の骨を折る全治2カ月程度の重傷を負った。岩手県警では、巡査が周辺の車や直進車の動向に気を取られ、左側から横断を始めた女性の存在に気づくのが遅れたことが事故の原因として、業務上過失傷害容疑で取り調べている。[57]
- 2005年（平成17年）
  - 1月27日 - 神奈川県横浜市で不審車を緊急走行で追跡していた加賀町警察署地域課の警察官がパトカーの運転操作を誤り、速度を出したまま急ハンドルを切ったためコントロールを失い、そのまま道路右側の電柱にパトカーを激突させ、車両を大破させる自損事故を起こした。[58]
- 2009年（平成21年）
  - 2月21日 - 秋田県秋田市山王中島町にある秋田中央警察署 山王交番の駐車場で、通報を受けて出動しようとした20代女性巡査が、車内に乗り込まないままの状態で車外からエンジンを掛けたところ、パトカーが暴走。6車線＋中央分離帯の県道（約30m）を低速で横断し、道路を挟んで反対側にある住宅の玄関付近に突っ込む事故を起こした。この事故で民家はガラスが割れるなど被害を出したが、人的な被害はなかった。パトカーはマニュアル車（MT車）で、別の警官がギアを1速に入れたままの状態で駐車しており、凍結のおそれがあったとしてサイドブレーキも掛けていなかった。女性巡査はギアが投入されていたことに気づいておらず、安全確認を怠ったまま、漫然とエンジンを始動させたとして、この女性巡査から 道路交通法違反（安全運転義務違反）の容疑で事情を聞いている。[59]
  - 4月28日 - 高知県高知市本町付近の国道32号で、高知南警察署の50代男性警部補が運転するパトカーが緊急走行中、進路を譲ろうとした前走車に追突する事故を起こした。双方の車が中破、被害車両に乗車していた女性3名が病院に運ばれ、打撲などの軽傷を負った。パトカーは進路を譲られた直後に加速したが、高知県警は、警部補の前方不注意と 見込み運転が事故の主因と見て パトカーで追突した警部補を自動車運転過失傷害容疑で取り調べている。[60]
- 2014年（平成26年）
  - 2月12日 - 静岡県富士市加島町の県道富士由比線の信号機のある交差点で、覆面パトカーが緊急走行で赤信号に進入したところ、青信号を走行中だった軽自動車と出会い頭に衝突する事故が発生した。衝突された軽自動車は、はずみで更に別の乗用車にも衝突し、計3台が絡む多重事故となった。この事故で、軽自動車の30代男性が足を強く打ち救急搬送され軽傷を負った。静岡県警察は当時の状況や事故の原因を調べている。[61]
  - 7月27日 - 静岡県でパトカーが絡む事故が たて続けに2件も相次いで発生した。まず浜松市浜北区小林の県道で、午前1時25分頃、浜北警察署 新原交番に勤務する23歳男性巡査が運転するミニパトカーが、道路左側の民家に駐車中の乗用車に接触する事故を起こした。ミニパトカーはそのまま民家のブロック塀と電柱に衝突して停止した。現場は緩やかな左カーブで、浜北署によると、男性巡査に怪我はなく「前をよく見ていなかった」と話しているという。
その約15分後の午前1時40分頃、伊東市南町の県道で 伊東警察署自動車警ら係の28歳男性巡査部長が運転するパトカーがコンビニの駐車場に入ろうと右折した際、直進してきた19歳男性会社員の軽乗用車と衝突する事故を起こした。男性が病院に運ばれ首に軽い怪我、パトカーに同乗していた30歳男性巡査長も腰を打つ軽傷を負った。[62]
- 2015年（平成27年）
  - 4月26日 - 神奈川県横浜市西区高島1丁目、国道1号線の信号機がある交差点で、戸部警察署の30代男性巡査部長が運転するパトカーが 緊急走行で十字路の交差点に進入し、右折しようとしたところ、対向車線を直進中のタクシーと衝突し、弾みで右折先に信号待ちで停車中だった２台の乗用車に衝突、さらに衝突されたうちの1台が大型バイクにぶつかり、計5台が絡む多重事故を起こした。この事故で60代のタクシー運転手をはじめ男女5名が病院に運ばれ、軽傷を負った。戸部警察署の副署長は「事故の原因を調査し、適切に対処します」とコメントした。[63]
  - 7月14日 - 岡山県岡山市南区の国道2号線 新福2丁目付近で、高架下のため左右方向の見通しが悪い 赤信号の交差点に岡山南警察署の40代男性巡査部長が運転するパトカーが緊急走行で進入したところ、国道を青信号で東進してきた乗用車と出会い頭に衝突した。この衝突によって双方の車両は中破。パトカーに乗車していた警官2名に怪我はなかったが、乗用車を運転していた19歳男性が病院に運ばれ、頭部打撲の軽傷を負った。岡山県警ではパトカーを運転していた巡査部長から自動車運転死傷行為処罰法違反（過失傷害）の容疑で事情を聞いており、安全確認に怠りがあったものとみて、事故発生の経緯を詳しく調べている。[64]
  - 8月12日 - 石川県かほく市内日角2丁目付近の信号機のある交差点で、津幡警察署地域課の30代男性巡査部長が緊急走行で、道路中央に高架橋脚がある交差点に緊急走行で進入し右折しようとしたところ、対向車線側を直進してきたトラックと衝突、パトカーはそのまま暴走を続け、約80m先の別の交差点で右折待ちをしていた軽乗用車に追突、計3台が絡む多重事故を起こした。この事故でパトカーを運転していた巡査部長が頭部などを打撲する軽傷。トラックの運転手と、追突された軽乗用車に乗っていた2人にケガはなかった。[65]
- 2016年（平成28年）
  - 6月30日 - 福岡県宗像市くりえいと2丁目の信号機のある交差点で、宗像警察署の30代男性巡査部長が運転するパトカーが赤の点滅信号に進入したところ、30代会社員が運転する普通乗用車と出会い頭に衝突した。この事故で普通乗用車を運転していた男性が、腰を打撲する軽傷を負った。事故直後、巡査部長はパトカーのサイレンも赤色灯もついていなかった事に気付いていたが、現場に駆けつけた宗像署員に対し「緊急走行中だった」と虚偽の説明をした。しかし乗用車の男性が否定したため 県警が周囲の防犯カメラを調べたところ、巡査部長のウソが発覚した。取り調べに対し巡査部長は「追跡中に事故を起こし、言い出せなかった」と供述している。[66]
  - 12月28日 - 高知県香南市の交差点で、南国警察署の巡査部長が運転するパトカーが、一般車両と衝突する事故を起こした。この事故で、一般車の助手席に同乗していた女性が救急搬送され、肋骨などを折る重傷を負った。高知県警察は、パトカーを運転していた巡査部長を自動車運転死傷行為処罰法違反（過失傷害）の容疑で書類送検した。[67]
- 2017年（平成29年）
  - 11月6日 - 秋田県鹿角市十和田錦木付近の国道282号で、鹿角警察署地域課の20代男性巡査が運転するパトカーが通常走行中、緩やかなカーブでセンターラインを越えて対向車線側へと逸脱。対向車線を順走してきた乗用車と衝突し、更にその後続の軽トラックとも正面衝突する多重事故を起こした。この事故で3台の車両が中破し、乗用車を運転していた70代男性と、軽トラックを運転していた30代男性が打撲などの軽傷を負った。警察は男性巡査の脇見が事故につながったものとみて、自動車運転死傷行為処罰法違反（過失傷害）の容疑で調べている。[68]
- 2018年（平成30年）
  - 12月6日 - 香川県善通寺市金蔵寺町 国道11号の交差点で、香川県警交通機動隊の20代男性巡査長が運転する覆面パトカーが、原付バイクの交通違反を発見したため緊急走行を開始した直後に赤信号に進入したところ、青信号を走行中だった40代女性の軽自動車と衝突する事故を起こした。この事故で、衝突された軽自動車の前方が中破したが、双方に怪我はなかった[69]。
  - 12月 - 大分県大分市荏隈4丁目交差点付近の県道で、大分中央警察署のパトカーがパトロール中に、30代男性が運転する原付バイクと衝突する事故を起こした。この事故で 原付バイクの男性が頸髄を損傷する重症となり、さらに右半身の手足に重度の後遺症が残る事態となった。男性は2021年3月、大分県に対し1億7,000万円あまりの損害賠償を支払うよう求め大分地方裁判所に提訴、2023年5月に裁判所から和解案が示された。これを受け、大分県は男性側に対し6,600万円あまりの賠償金を支払うことを決めた。
なお、大分県警察本部は この事故が発生した当時、県民や報道各社に対し 事故発生の事実を隠し、一切公表していなかった。[70] [71] [72] [73]
- 2019年（平成31年/令和元年）
  - 1月17日 - 青森県八戸市の路上で、近くで発生した別の交通事故の処理に向かっていた青森県警察のパトカーが 積雪や凍結の影響で滑り、道路左の路肩に停止していた20代女性が乗る車に正面衝突する事故を起こした。この事故で、被害女性は左膝を打撲するなどの怪我をした。翌2020年1月、女性は県に対して 約160万円の損害賠償を求めて青森地方裁判所八戸支部に提訴、最終的に青森県は賠償金150万円を支払い、女性側と和解した。
なお、青森県警はこの事故が発生した当時、県民や報道各社に対し 事故発生の事実を隠し 一切公表していなかった。[74] [75]
  - 8月2日 - 神奈川県横浜市瀬谷区南台の信号機のある十字路交差点で、違反車両を緊急走行で追跡中だった瀬谷警察署のパトカーが信号機のある十字路交差点に赤信号で進入したところ、青信号で交差点を左から直進中だったオートバイと衝突する事故を起こした。この事故で、バイクを運転していた高校生が腰を打つ軽傷を負った。[76]
  - 8月18日 - 東京都千代田区麹町6丁目の国道20号、JR四ツ谷駅前の信号機のある交差点で、新宿警察署地域課の50代男性巡査部長が運転するパトカーが 緊急走行で赤信号の交差点に進入したところ、青信号の横断歩道上で 道路の中央分離帯付近から小走りで出てきた当時4歳の小児を 時速40km以上で跳ね飛ばす人身事故を起こした。小児はパトカーに衝突され路上に頭部を強打し、救急搬送されたが意識不明の重体となり 1ヶ月後に死亡した。警視庁 交通捜査課によると、巡査部長は取調べに対し「交差点に進入する直前は徐行していたが、交差点進入後に加速した。直前に（小児を）見つけたが、間に合わなかった」と容疑を認めている。道路交通法は緊急車両が赤信号を通過する際、周囲の交通に注意して徐行するように定めており、警視庁の規定でも 緊急走行で赤信号の交差点を通過する際は徐行運転を義務付けていた。巡査部長は10月9日付で依願退職、警視庁は11月26日 自動車運転死傷行為処罰法違反（過失致死）容疑で書類送検し、起訴を求める「厳重処分」の意見書を付けた。[77] [78] [79]
  - 10月8日 - 青森県八戸市新井田四本松の信号機のある交差点で、赤信号の交差点に進入したパトカーの左後部と、青信号で走行していた普通乗用車の前方が接触する事故が発生した。この事故でパトカーが横転、運転していた警官は自力で車内から脱出した。[80]
- 2021年（令和3年）
  - 4月16日 - 高知県高知市神田の県道で、高知南警察署地域課の20代男性巡査部長が運転する緊急走行中のパトカーが、40代男性の停止していた軽トラックに追突する事故を起こした。追突された会社員と男性巡査部長の双方に怪我はなかった。[81]
  - 11月15日 - 東京都中央区京橋の十字路交差点で、緊急走行中の警視庁高速道路交通警察隊のパトカーが赤信号の交差点に進入したところ、青信号で左側から直進してきたワゴン車と衝突する事故が発生した。この事故でワゴン車の男性運転手が負傷し、病院に搬送されたが命に別条なし。中央署が詳しい事故の状況を調べている。[82]
  - 11月19日 - 埼玉県越谷市東越谷1丁目の片側1車線 信号機の無い市道交差点で、バイクを追跡中の越谷警察署地域課の20代男性巡査部長が運転するパトカーが、同交差点を緊急走行で右折した際に曲がり切れず、道路をはみ出して左側にあった住宅のブロック塀に衝突する事故が発生した。この事故でパトカーの後部座席に乗車していた50代男性警部補が腹部の痛みを訴えて救急搬送されたが、その後死亡した。助手席の巡査は軽傷、運転していた巡査部長に怪我はなかった。埼玉県警交通捜査課は、男性巡査部長について 自動車運転死傷行為処罰法違反（過失致死）の疑いがあるとみて、事故原因などを調べる。[83] [84]
- 2022年（令和4年）
  - 5月21日 - 千葉県市川市南大野の県道で、「爆竹がうるさい」との苦情を受けて出動していた市川警察署の30代男性巡査部長が運転する緊急走行中のパトカーが、並走していた男子中学生の自転車をはねる人身事故を起こした。この事故により中学生は自転車ごと転倒し、足をすりむく軽傷を負った。[85]
  - 6月17日 - 北海道当別町蕨岱の国道337号の交差点で、北海道警の覆面パトカーが乗用車と出会い頭に衝突する事故を起こした。この事故で、乗用車を運転していた40代男性が腹部を強く打つなどして救急搬送され、覆面パトカーの警官に怪我はなかった。現場は見通しの良い丁字路の交差点で、覆面パトカーは緊急走行中ではなく、また覆面パトカーの側に一時停止の標識があった。[86]
- 2023年（令和5年）
  - 1月6日 - 広島県広島市南区 宇品海岸の国道487号交差点で、広島電鉄の路面電車と並走して進んでいた広島南警察署のパトカーが、右折する際 電車と接触する事故を起こした。この事故で乗員乗客や警官に怪我はなかった。広島南警察署の副署長は「事故原因を調べるとともに再発防止に努めます」とコメントした[87]。
  - 2月6日 - 広島県東広島市鏡山北の信号機のある県道交差点で、広島県警交通機動隊の40代男性巡査部長が運転するパトカーが 緊急走行で赤信号の交差点に進入したところ、青信号を直進中の30代男性が運転する乗用車と衝突する事故が発生した。パトカーにはもう1名の警官も同乗していたが、いずれにも怪我はなかった。広島県警交通機動隊の副隊長は「原因を究明し、事故の再発防止に努めます」とコメントした[88]。
  - 3月11日 - 島根県出雲市白枝町の交差点で、出雲警察署の24歳女性巡査が運転し 助手席に19歳男性巡査が同乗するパトカーが緊急走行中、サイレンを消した状態で赤信号の交差点に進入し、青信号で走行中だった60代男性が運転する軽乗用車と 出会い頭に衝突する事故を起こした。出雲署によると、女性巡査らは110番通報を受けて現場に緊急走行していたが、同乗の男性巡査が 通報現場に到着したと思い込み、交差点に入る手前でサイレンを止めた。運転中の女性巡査はサイレンが止まったことに気付かず、そのまま赤信号の交差点に進入し衝突事故を起こした。緊急走行中は赤色灯をつけて サイレンを鳴らさなければならず、今回は緊急走行の要件を欠いていた。この事故で双方に怪我はなかった。女性巡査は道路交通法違反（信号無視）の容疑で書類送検された。[89] [90]
  - 4月13日 - 鹿児島県薩摩川内市樋脇町塔之原で、赤信号待ちで停止中の軽自動車に、薩摩川内警察署の20代男性巡査長が運転するパトカーが追突する事故を起こした。現場は見通しのよい直線道路で、男性巡査長は「前をよく見ていなかった」と供述している。この事故で軽自動車の50代男性が軽傷を負った。[91]
  - 5月22日 - 福岡県北九州市小倉北区室町の交差点で緊急走行で赤信号に進入した福岡県警北九州市警察部のパトカーと、青信号を直進中だった営業中のタクシーが出会い頭に衝突する事故が発生した。この事故を記録したドライブレコーダーの映像によると、パトカーは赤信号を通過する際、一時停止や徐行をしていなかった。タクシーには乗客２名が乗車中で、事故のあと体の痛みを訴えていたが、その後 現場を離れ、怪我をしているかどうかは不明。タクシー運転手やパトカーの警官２名に怪我はなかった。小倉北警察署は「事故原因について調査中です」とコメントしている。[92]
  - 5月23日 - 大分県大分市府内町 国道197号昭和通り交差点で、大分駅方向に緊急走行中だった大分中央警察署地域課の20代男性巡査が運転するパトカーが 赤信号の交差点に進入したところ、青信号で西大分方向に走行中だった50代女性の軽自動車と出会い頭に衝突する事故が発生した。この事故で双方に怪我はなかった[93]。
  - 6月12日 - 新潟県上越市石橋の国道8号線の交差点で、上越警察署地域2課の巡査長が運転するパトカーが、交通違反をした別の車を追跡するため緊急走行で赤信号の交差点に進入したところ、青信号を直進中の軽自動車と出会い頭に衝突した。パトカーを運転していた巡査長が病院に運ばれたが命に別状なし。[94]
  - 8月14日 - 兵庫県尼崎市小中島の信号機のある市道交差点で、尼崎東警察署の30代巡査部長が緊急走行で赤信号の交差点に進入したところ、青信号で左から来た乗用車と衝突する事故が発生した。この事故で乗用車が横転し、50代男性が病院に運ばれ軽傷、またパトカーを運転していた巡査部長も軽傷を負った。事故を記録したドライブレコーダーの映像により、パトカーは当時 緊急走行で赤信号の交差点に進入する際、一時停止や徐行をせず時速40km程度で進入していたことが判明。緊急車両は たとえ緊急走行中でも赤信号で交差点に進入する場合は周囲の交通に注意して一時停止、または徐行する義務があり、警察が事故の状況を詳しく捜査している。尼崎東警察署の副署長は「けがをされた方にはおわび申し上げます。事故については調査中ですが、指導を徹底し、再発防止を図っていきます」とコメントした。[95]
  - 8月14日 - 沖縄県沖縄市上地の歓楽街の市道で、深夜110番通報を受けて現場に向かっていた沖縄警察署のパトカーが交差点を左折したところ、車道上に横たわっていた66歳男性と接触する事故が発生した。男性は左腕に軽い怪我をしたが、命に別状なし。[96]
  - 9月21日 - 茨城県警 監察室は、茨城県行方市潮来市内の路上で午前2時10分～2時15分頃にかけて、法定速度が時速60kmのところ、時速約165～180kmで緊急走行、さらに同県神栖市内の路上を時速約96～103kmで緊急走行したとして、行方警察署地域課の30代男性巡査部長を減給3カ月(10分の1)の懲戒処分とし、道路交通法違反（最高速度超過）の容疑で水戸地方検察庁に書類送検した。[97]
  - 11月11日 - 福岡県福岡市中央区薬院の姿見橋西交差点で、福岡県警の覆面パトカーが緊急走行を開始し、赤信号の交差点に進入し左折しようとしたところ、右から青信号で直進して来た営業中のタクシーと出会い頭に衝突した。タクシーの乗客と運転手、パトカーの警官3名に怪我はなかった。福岡県警は「緊急走行や追跡行為が適正だったかどうかを含め、事故の状況を詳しく調べます」とコメントした。[98]
  - 11月24日 - 三重県松阪市中央町の裁判所前交差点で、緊急走行で赤信号の交差点に進入した 三重県警自動車警ら隊のパトカーと、青信号で走行中の軽ワゴン車が出合い頭に衝突する事故が発生した。この事故で、軽ワゴン車を運転していた20代男性が顔面に軽い怪我をした。パトカーに乗車していた警官2名に怪我はなかった。自動車警ら隊の副隊長は「緊急走行時の状況など、事故の詳細を調査して再発防止に努めてまいります」とコメントした。[99]
  - 12月19日 - 三重県津市美里町家所の信号機のある交差点で、津警察署地域課の巡査が運転するパトカーが緊急走行で赤信号の交差点に進入したところ、青信号で走行中の普通車と出会い頭に衝突した。パトカーの助手席に同乗していた50代の男性巡査部長が病院に運ばれたが軽傷。津警察署の副署長は「緊急走行中に第三者を巻き込む事故が発生したことは、誠に遺憾であります。引き続き、交通事故防止に努めてまいりたい。」とコメントした。[100] [101]
  - 12月24日 - 愛知県豊田市挙母町1丁目の信号機のある交差点で、豊田警察署の警官3名が乗車するパトカーが緊急走行で赤信号に進入したところ、青信号を走行中の軽自動車の右後方部分と、パトカーの前方が接触する事故が発生した。双方いずれにも怪我はなかった。豊田警察署の副署長は「事故の原因については現在 詳しく調べていますが、今後原因を究明し 再発防止に努めます」とコメントした。[102]
- 2024年（令和6年）
  - 2月22日 - 大阪府守口市大日町1丁目 阪神高速高架付近で、緊急走行中のパトカーが赤信号の交差点に進入したところ、青信号で直進してきた普通車と出会い頭に衝突した。普通車を運転していた40代の男性は胸を打つ怪我をし 病院に運ばれたが命に別状なし。パトカーに乗っていた警察官は手に軽い怪我をした。[103]
  - 2月15日 - 京都府宇治市槇島町の信号機のある交差点で、宇治警察署の警官3名が乗車する緊急走行中のパトカーが軽自動車と出会い頭に衝突する事故を起こした。軽自動車は衝撃で路上に横転し、パトカーはそのまま道路脇の柵を突き破り、さらに歩道にまで大きく乗り上げて ようやく停止した。パトカーに乗っていた警官3名に怪我は無かったが、軽自動車を運転していた女子大学生が救急搬送され、腰の骨を折る重傷を負った。[104] [105] [106]